# バスコレクション
バスコレクション（THE バスコレクション）は、株式会社トミーテックが発売するバス車両模型（ミニカー）のシリーズである。略称は「バスコレ」。2003年より発売開始され、その後同社から次々と発表された「ジオラマコレクション」シリーズの第1弾である。縮尺は1/150（Nゲージ）で、当初は鉄道模型のジオラマ用アクセサリー向けとして発売されたが、「バスコレ走行システム」の発売により、車両を自走させて楽しむことも可能になった。
本項では、小型バスの縮尺1/150モデルであるバスコレクション ミニバス編、および大型バスの縮尺1/80モデルであるバスコレクション80（バスコレクションはちまる）についても記述する、またバスコレクションのマスコットキャラクターとして設定され、後に同社からシリーズ展開された「鉄道むすめ」「バスむすめ」の先鞭を付けたバスガールフィギュアについても併記する。

## 概要
当シリーズ登場まで、バスの縮尺1/150モデルは車種も限られた上、塗装も特定の事業者をイメージさせない曖昧なものであることがほとんどであった。しかしバスコレクションでは、実在のバス事業者から商品化許諾を受け、更にはそれらの車種を製品化したのはもちろん、行先表示や車体番号、ナンバープレートの表現、さらには乗降扉の位置や形状、各種排出ガス規制適合や灯火器類保安基準適合などの微妙な造り分けを行う精密な仕上がりから、バスファンのみならず鉄道模型ファンにも受け入れられた。また、バス事業者によるオリジナル車種の販売がなされる場合があり、この場合は中身の見えるケースでの発売となる。
通常シリーズ・ミニバス編は2〜3種類のボディーを選定し、ボディに応じた各事業者のバリエーションを展開する。通常シリーズ・ミニバス編はブラインドパッケージで販売され、「シークレット」が1〜2種類存在する。
第1弾〜7弾は378円、第8弾〜10弾は420円、第11弾〜15弾は525円、第16・17弾は630円、第18弾は840円、第19弾は972円、第20～23弾は1,080円（いずれも消費税込）と、徐々に商品価格が上がっている。
第1弾発売開始より、毎年最低1種は通常シリーズが発売されていたが、2012年と2015年は発売されなかった。
2013年3月より、新シリーズ「全国バスコレクション」の展開を開始した。
2015年以降のシリーズ展開は、地域性を重きに置いた傾向にあり、テレビ番組とのタイアップやバスターミナルセットなどが続々と発表されている。通常版でもいすゞ・ジャーニーQや三菱ふそう・ローザなど、ローカル路線で活躍する車両が製品化されるようになった。

### 製品のラインナップ
- 通常シリーズ（一般店頭販売品）

ブラインドパッケージ。当初は大型路線バス・高速バス車両をモデルとしていたが、その後中型バスもラインナップに加わった。
- ミニバス編（一般店頭販売品）

ブラインドパッケージ。小型バスをモデルとする。ミニバス編第2弾以降は、通常シリーズとして発売されている。
- 全国バスコレクション（一般店頭販売品）

都道府県各事業者をモデルとする。
- バスコレクション80（一般店頭販売品）

縮尺1/80で通常シリーズより大きい。大型バスをモデルとする。
- 全国バスコレクション80（一般店頭販売品）

全国バスコレクションの縮尺1/80版。都道府県各事業者の大型バスをモデルとする。
- 限定品（バス事業者などの企画生産販売品）

上記の順に記述する。ボディメーカーは特に記述がない場合、下記の車体がプロトタイプとなっている。
- いすゞ自動車 - 川崎航空機→川重車体工業→アイ・ケイ・コーチ→いすゞバス製造→ジェイ・バス
- 日野自動車 - 金産自動車工業・帝国自動車工業→日野車体工業→ジェイ・バス
- 三菱ふそうトラック・バス - 呉羽自動車工業→新呉羽自動車工業→三菱ふそうバス製造・三菱自動車工業名古屋製作所大江工場（後に三菱ふそうトラック・バス名古屋製作所大江工場）
- 日産ディーゼル（現：UDトラックス） - 富士重工業・西日本車体工業

## 通常シリーズ

### 第1弾

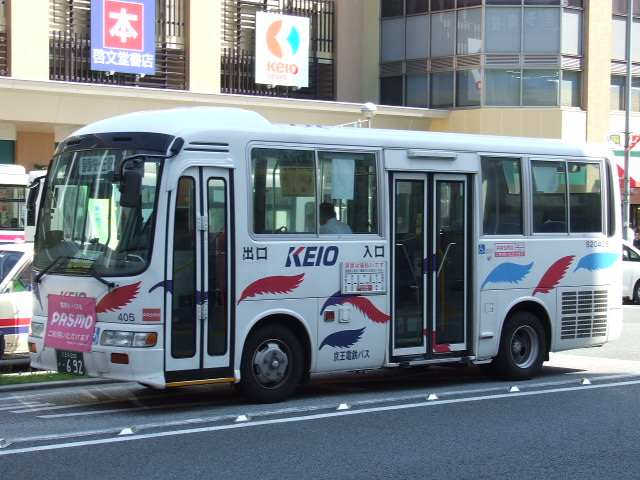
ステップリフトバス 京王電鉄バス

2003年5月発売。製品の窓は全て非はめ込み式となっている。
- 三菱ふそうMP118
  - 002 東京都交通局（黄色地に赤帯を巻く「鈴木色」）
  - 004 小田急バス
  - 006 京浜急行電鉄
  - 008 名古屋鉄道
  - 010 阪急バス
  - 012 国鉄バス
- いすゞBX352
金沢産業製ボディがプロトタイプ。
  - 001 東京都交通局
  - 003 小田急バス
  - 005 京浜急行電鉄
  - 007 名古屋市交通局
  - 009 阪急バス
  - 011 国鉄バス（東日本旧々色）
- シークレット
  - S01 京浜急行電鉄（BX352 - 空港色）
- 専用ケース
  - 2003年11月発売。MP118の無塗装バスが封入されている。

三菱ふそうMP118

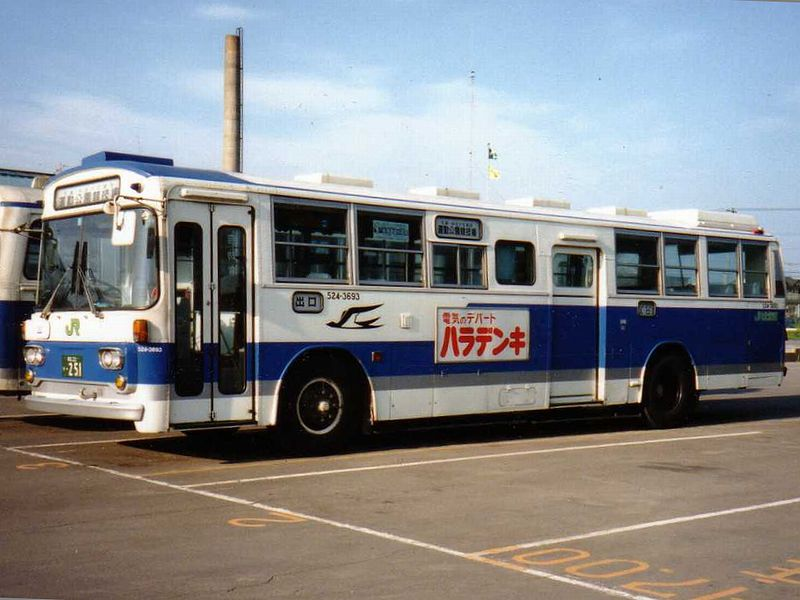
国鉄バス（JR北海道）

### 第2弾
2003年10月発売。
- 日産ディーゼル4R（非はめ込み式窓）
  - 013 東京都交通局（美濃部色）
  - 014 東京急行電鉄
  - 015 西武バス
  - 016 関東バス
  - 017 仙台市交通局
  - 018 国鉄バス（旧塗装）
- 日野・ブルーリボンHT/HU
  - 019 東京都交通局
  - 020 大阪市交通局
  - 021 名古屋市交通局
  - 022 仙台市交通局
  - 023 広電バス
  - 024 国鉄バス
- シークレット
  - 東京急行電鉄（4R - 旧塗装）
  - 東京都交通局（HT/HU - グリーンスター）
- 専用ケース
  - 2003年11月発売。4Rの無塗装バスが封入されている。

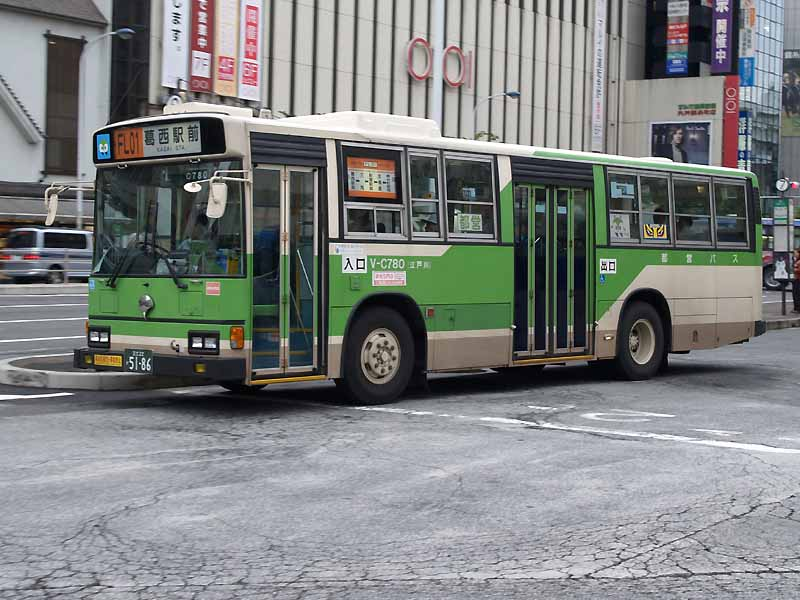
HT 東京都交通局

日野・ブルーリボンHT/HU
- HT
東京都交通局

### 第3弾

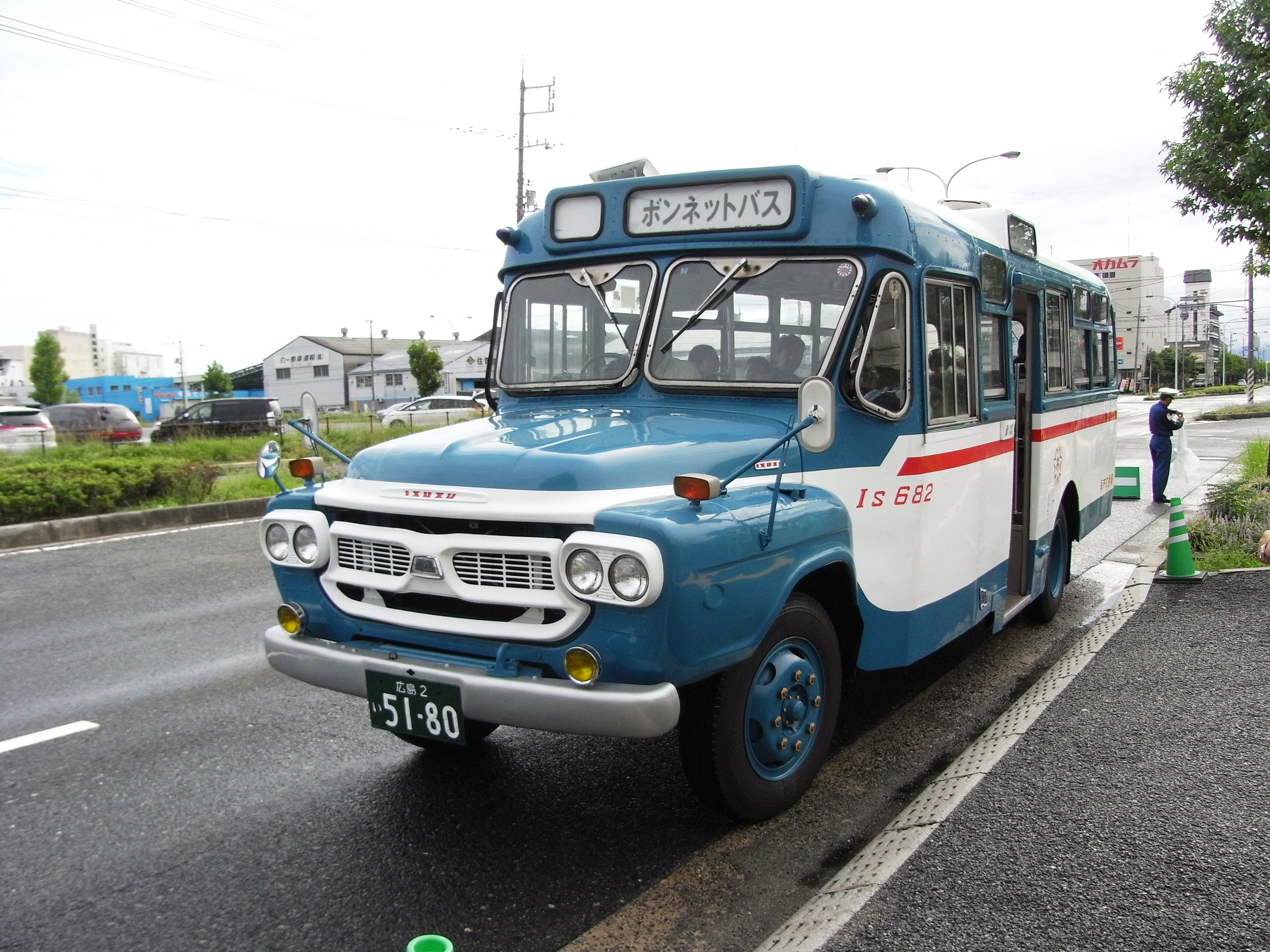
呉市交通局

2004年2月発売。製品の窓は全て非はめ込み式となっている。この製品から、一部を除き細部表現がデカールによるものから印刷によるものに変更された。
- 日野RE100
★は帝国ボディ（丸型4灯ライト）、☆は金産ボディ（角型2灯ライト）
  - 025 ★東京都交通局（美濃部色）
  - 026 ☆横浜市交通局
  - 027 ★名古屋市交通局（ワンマン色）
  - 028 ★大阪市交通局（旧塗装）
  - 029 ☆東武鉄道（旧塗装）
  - 030 ★岩手県北自動車
  - 031 ★京阪バス
  - 032 ★国鉄バス
- いすゞBXD30
  - 033 四国交通
  - 034 京阪バス
  - 035 三重交通
  - 036 呉市交通局
- シークレット
  - S04 国鉄バス（☆RE100 - バス窓）（方向幕：月形刑務所）
  - S05 警察輸送車（BXD30）
被疑者護送用の「護送車」ではなく、機動隊などの警察官が移動の際に使用する車両。
- 専用ケース
  - RE100の無塗装バスが封入されている。

日野RE100

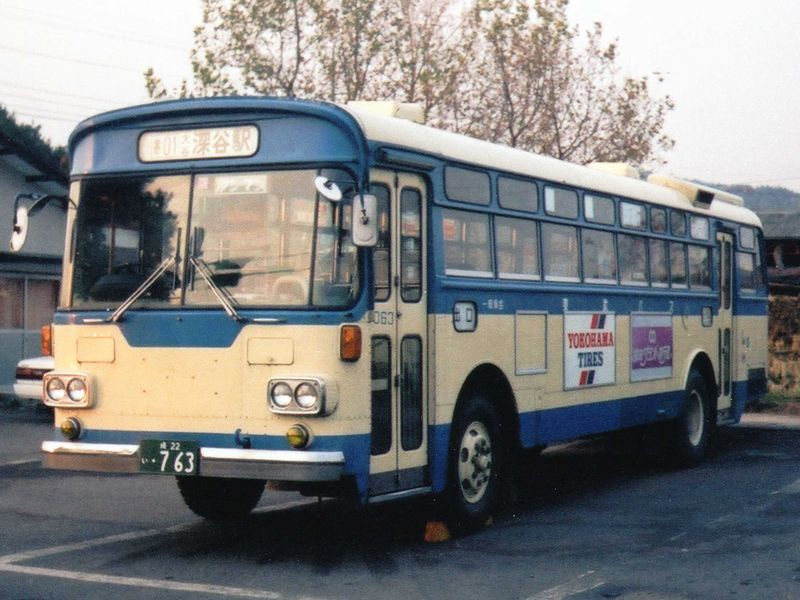
東武鉄道 画像とは車両の全長が異なる。

いすゞBXD30
- 呉市交通局

### 第4弾
2004年8月発売。
- 三菱ふそう・エアロスターM MP218M/618M（M尺）
三菱ボディがプロトタイプ。
  - 037 北海道中央バス
  - 038 京王電鉄バス（CI新塗装）
  - 039 相模鉄道
  - 040 名古屋市交通局基幹バス
  - 041 京阪バス
  - 国鉄バス（セーフティウィンドーなし）
- いすゞBU15P「オバQ」
  - 043 岩手県交通
  - 044 東京都交通局・都営観光
  - 045 国際興業
  - 046 はとバス
  - 047 丹後海陸交通
  - 048 国鉄バス（東京自動車営業所所属）
- シークレット 
  - S06 京王帝都電鉄バス（MP218 - 旧塗装）
  - S07 国鉄バス（MP218 - メトロ窓）
- 専用ケース
  - MP218/618の無塗装バスが封入されている。

三菱ふそう・エアロスターM

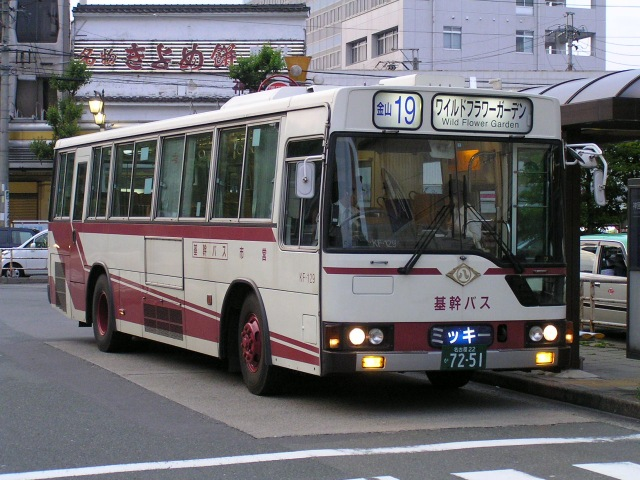
MP218M 名古屋市交通局

### 第5弾

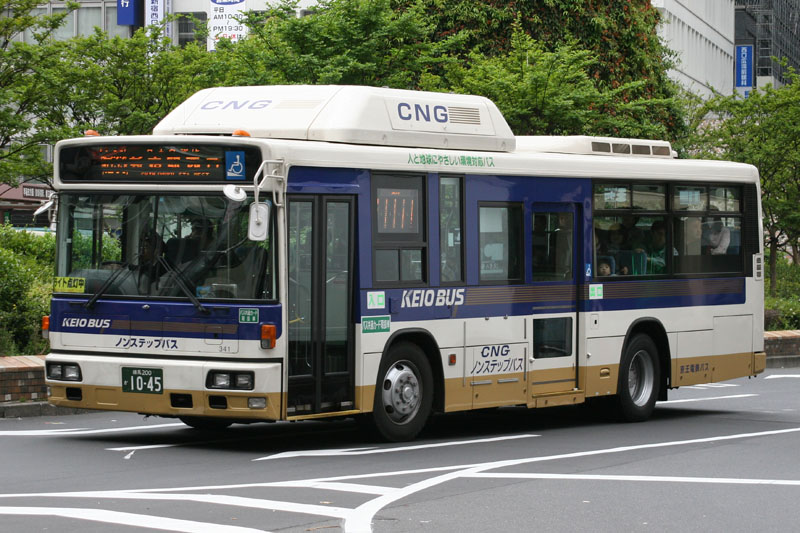
京王電鉄バス

2005年1月発売。
- いすゞBU04（非はめ込み式窓）
  - 049 東京都交通局（美濃部色）
  - 050 国際興業
  - 051 松本電気鉄道
  - 052 名古屋市交通局
  - 053 京都市交通局
  - 054 神戸市交通局
  - 055 国鉄バス
- 西日本車体工業96MCノンステップバス
★印は三菱ふそう車、その他は日産ディーゼル車
  - 056 東京都交通局
  - 057 京王電鉄バス（京王バス東委託車・CNG仕様）
  - 058 関東バス
  - 059 ★京都市交通局
  - 060 ★阪急バス
- シークレット 
  - S08 東京都交通局（BU04 - ナックルカラー）
  - S09 東京都交通局（96MC - グリーンスター）
- 専用ケース
  - BU04の無塗装バスが封入されている。

いすゞBU04

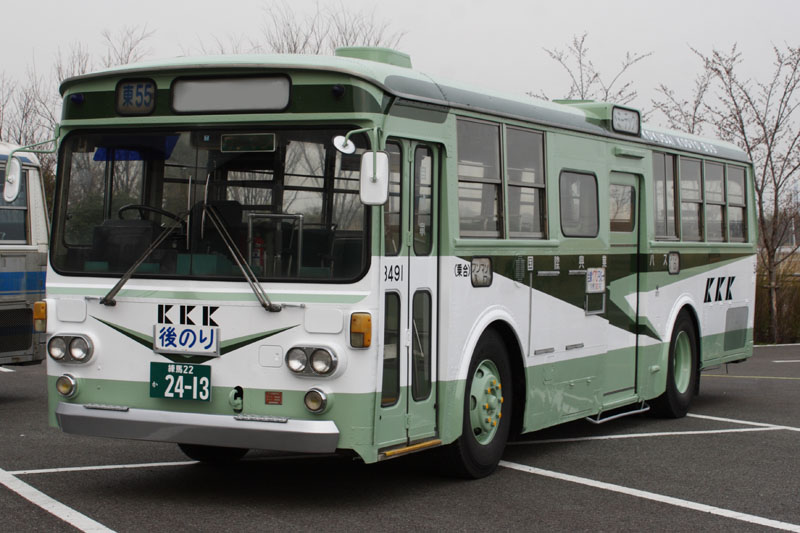
国際興業

西日本車体工業96MCノンステップバス
- 京王電鉄バス

### 第6弾

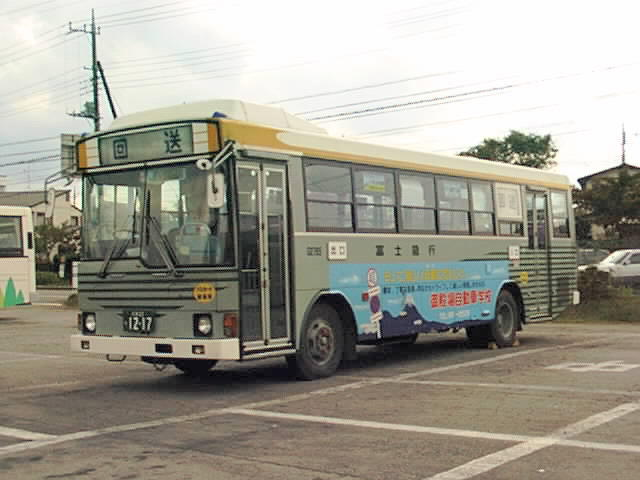
富士急行
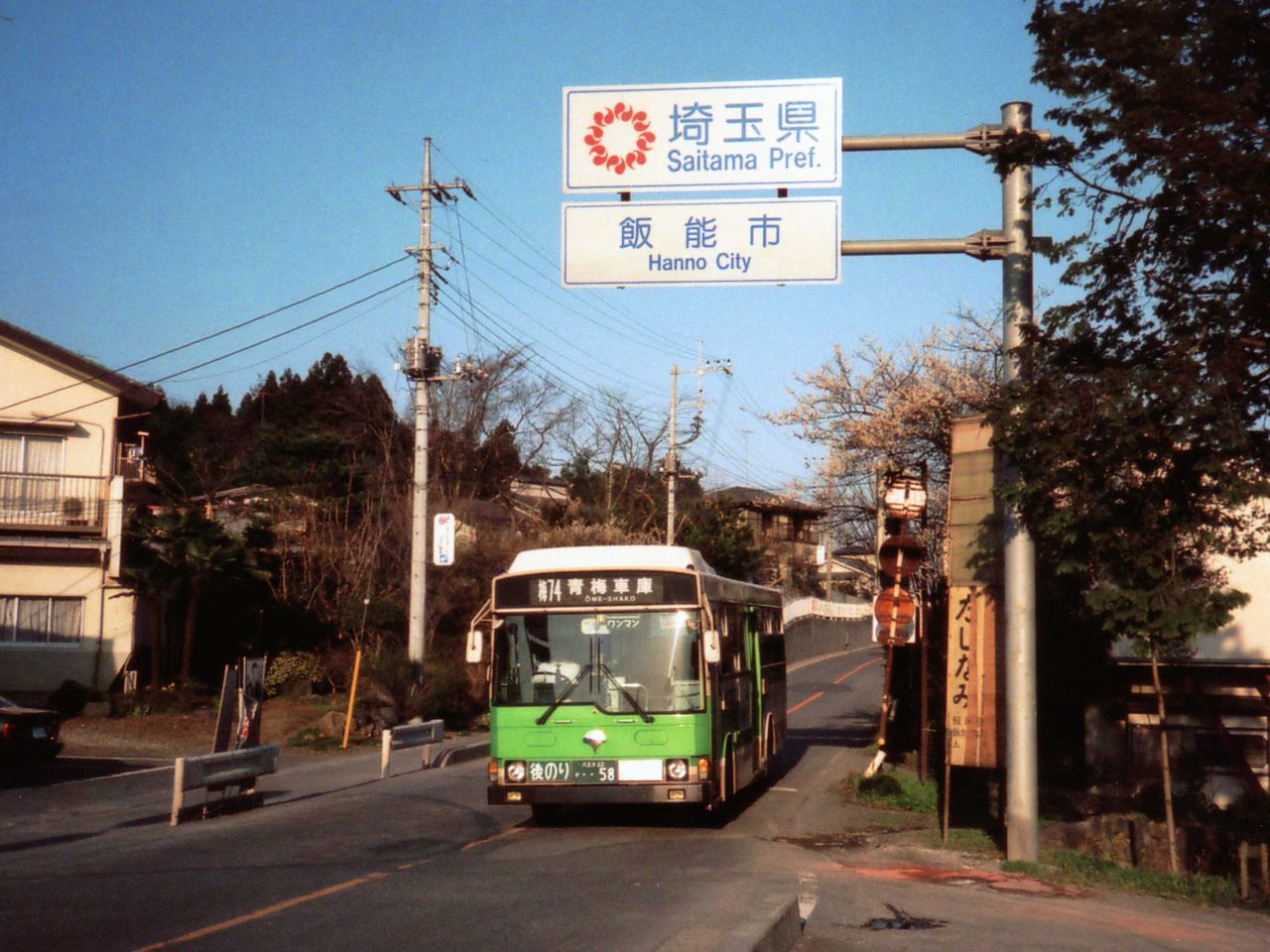
都営バス（青梅支所仕様）

2005年5月発売。都営バスは全て旧局章のナックルカラー。
- 富士重工業5E（全て日産ディーゼル車）
  - 061 東京都交通局
  - 062 東急バス
  - 063 関東バス - 画像とは車両の全長が異なる（製品はK尺車）。
  - 064 名古屋市交通局
  - 065 九州産業交通
  - 066 国鉄バス
- 日野・レインボーRJ
P-代初期型がプロトタイプ。
  - 067 東京都交通局
  - 068 阿寒バス
  - 069 富士急行
  - 070 大阪市交通局
  - 071 南国交通
  - 072 国鉄バス
- シークレット 
  - S11 東急バス（5E - ワンロマ車）
  - S12 東京都交通局（RJ - 杉並営業所青梅支所所属）
- 専用ケース
  - 5Eの無塗装バスが封入されている。

富士重工業5E

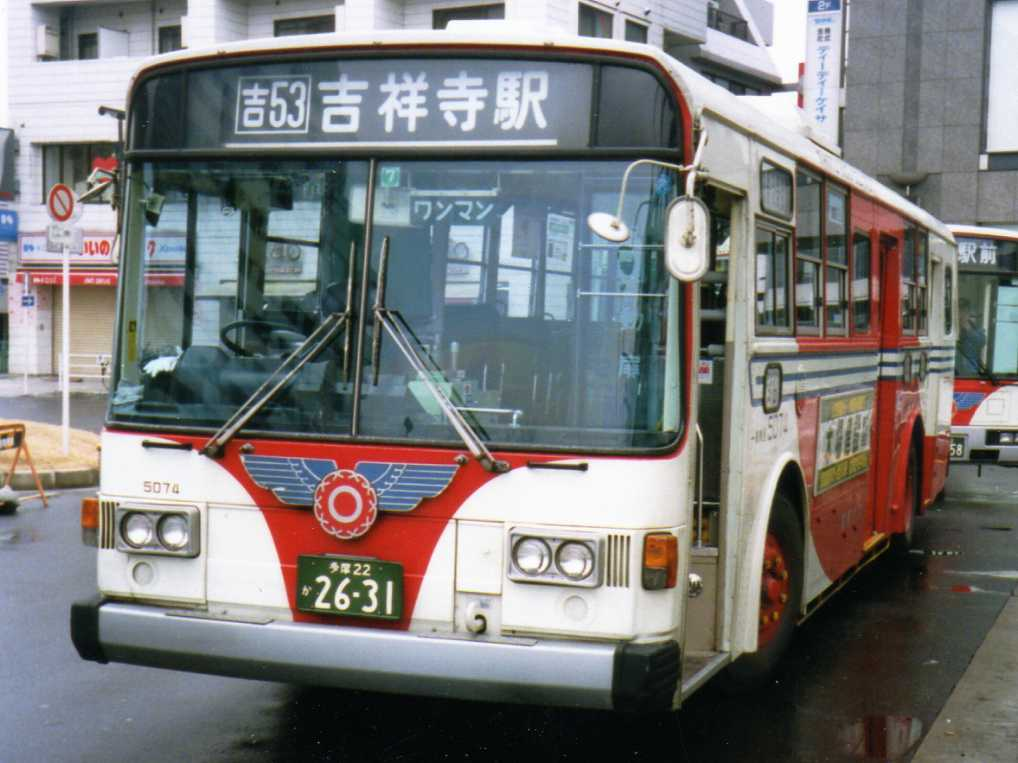
関東バス （L尺車）

日野・レインボーRJ
- 富士急行
- 都営バス（青梅支所仕様）

### 第7弾

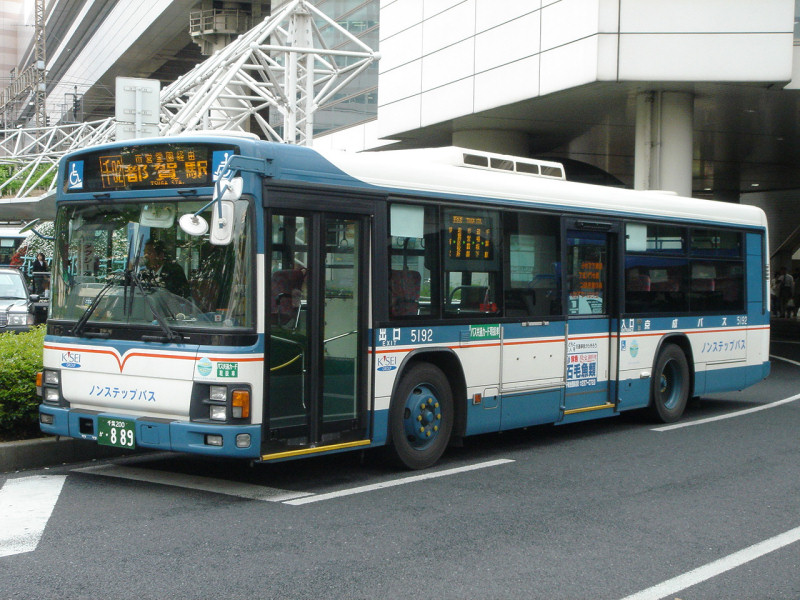
京成バス
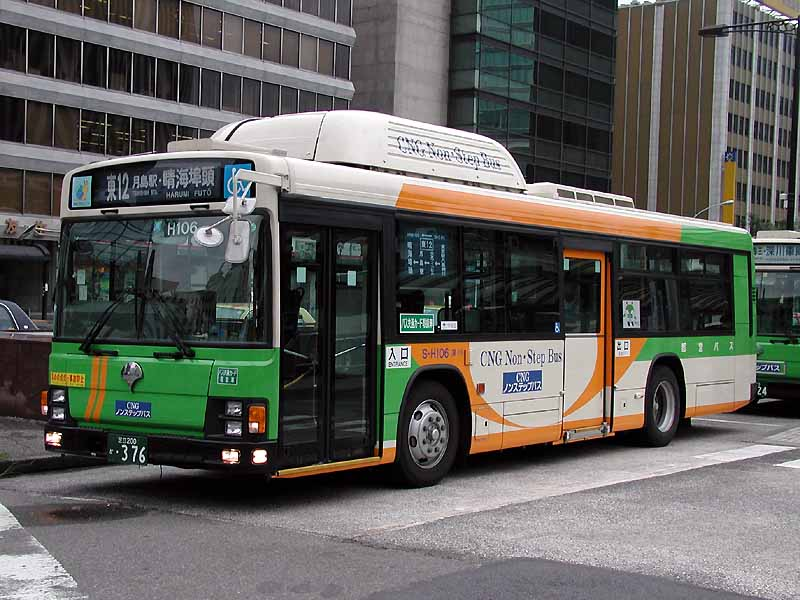
シークレット 都営バス （CNG仕様）

2005年10月発売。
- いすゞ・エルガ type-A
  - 074 川崎鶴見臨港バス
  - 077 東武バス（東武バスセントラル・CNG仕様）
  - 078 相模鉄道
  - 080 山陽電気鉄道
- いすゞ・エルガ type-B
  - 073 東京都交通局（グリーンライナー）
  - 075 国際興業
  - 076 京成バス
  - 079 京都市交通局
- 日野BD34（非はめ込み式窓）
  - 081 東京都交通局（旧黄色塗装・都電色）
  - 082 名古屋市交通局
  - 083 大阪市交通局（ゼブラバス塗装）
  - 084 国鉄バス（旧塗装）
- シークレット 
  - S13 東京都交通局（エルガtype-B - 深川営業所所属CNG仕様）
  - S14 サンプルカー（BD34）
- 専用ケース
  - エルガtype-Bの無塗装バスが封入されている。

いすゞ・エルガ type-A

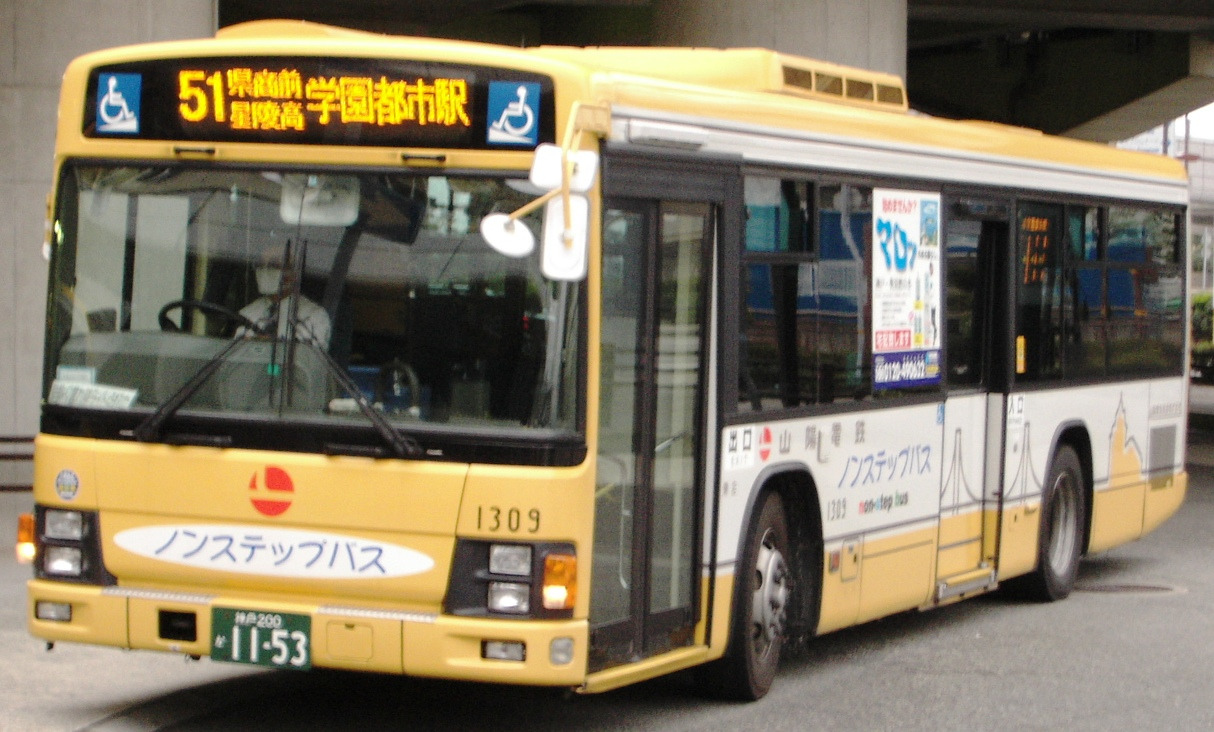
山陽電気鉄道

いすゞ・エルガ type-B
- 京成バス
- シークレット 都営バス
（CNG仕様）

### 第8弾

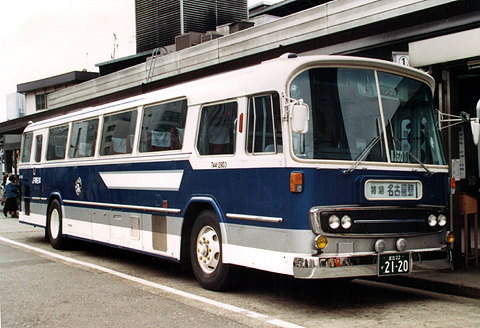
国鉄バス

2006年4月発売。シリーズ初の高速・観光タイプでの構成となった。
- 西日本車体工業ネオロイヤルSD型（全て98MC）
SD型・C型とも日産ディーゼル車のみを導入している事業者（★印）がいるが、製品は三菱ふそう車をプロトタイプとしている。
  - 086 ★JRバス関東
  - 088 阪急バス
  - 091 西日本鉄道（ムーンライト号）
- 西日本車体工業ネオロイヤルC型
  - 085 ★富士急行（富士急山梨バス・02MC・折戸）
  - 087 ★東京空港交通（02MC・直結冷房）
  - 089 大阪空港交通（92MC・折戸）
  - 090 ★北海道中央バス（02MC・折戸）
  - 092 西鉄観光バス（92MC）
- 富士重工業R13型
路線型と国鉄専用型式は三菱ふそう車、観光型は日産ディーゼル車をプロトタイプとしている。
  - 093 国鉄バス（東京自動車営業所所属・国鉄専用型式）
  - 094 京王帝都電鉄（観光型）
  - 095 東北急行（路線型・仙台行）
  - 096 宮崎交通（観光型）
- シークレット 
  - S15 西鉄バス（ネオロイヤルSD型 - はかた号）
  - S16 国鉄バス（R13路線型 - ドリーム号東京駅行）
- 専用ケース
  - ネオロイヤルの無塗装バスが封入されている。

西日本車体工業ネオロイヤル

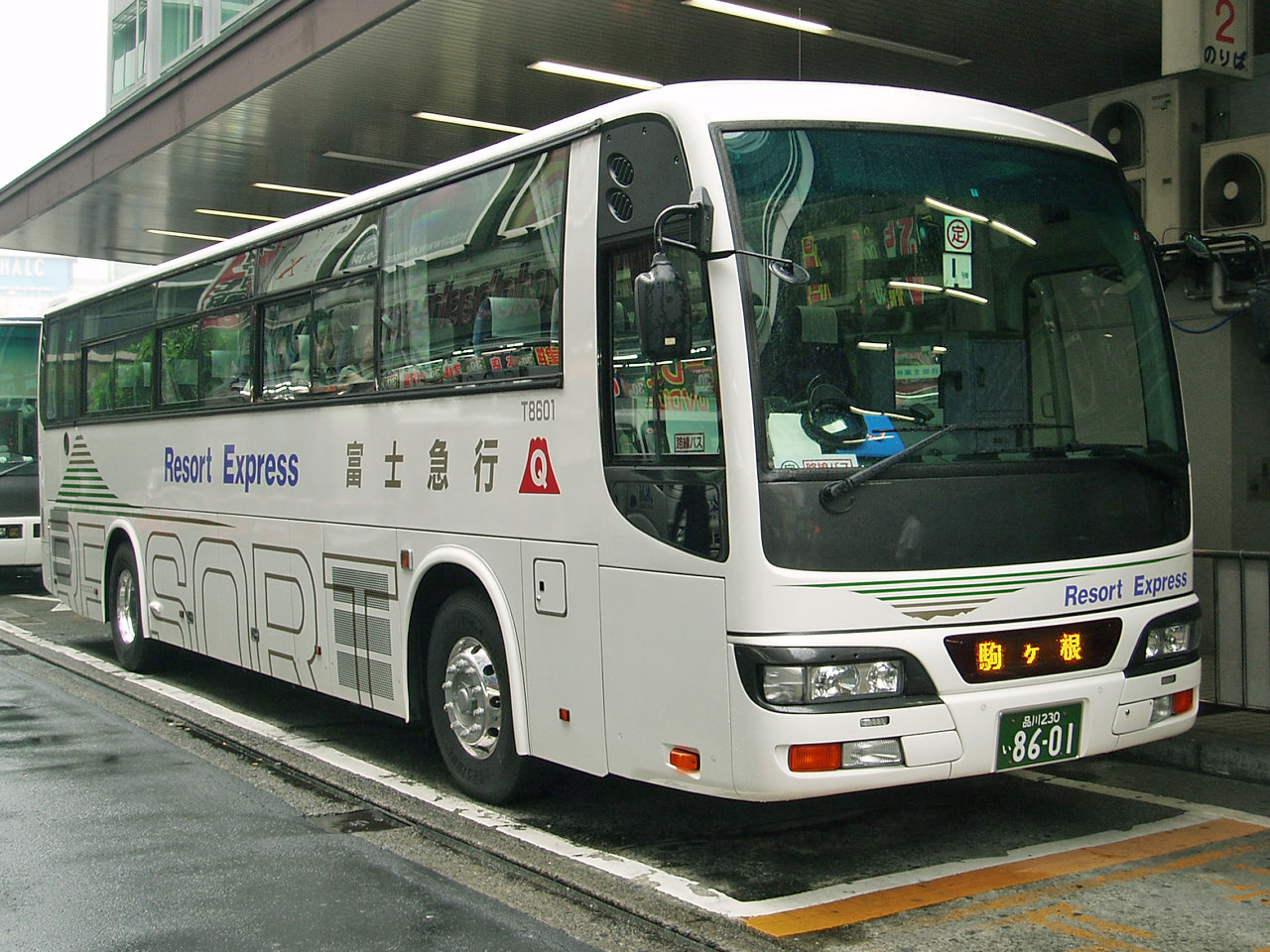
C型 富士急行
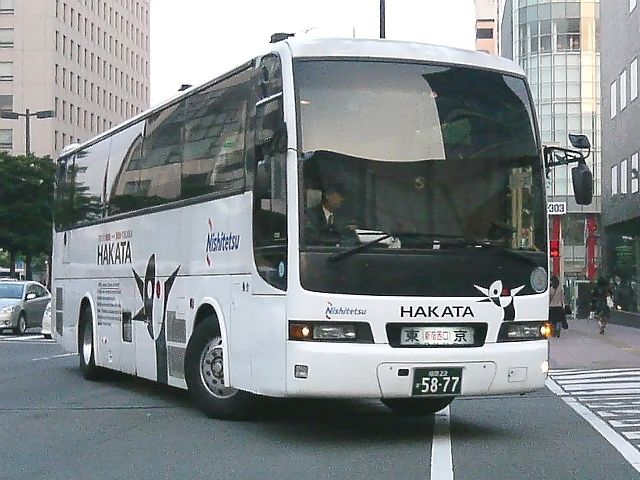
SD型 シークレット 西日本鉄道（はかた号）

富士重工業R13型
- 国鉄バス

### 第9弾

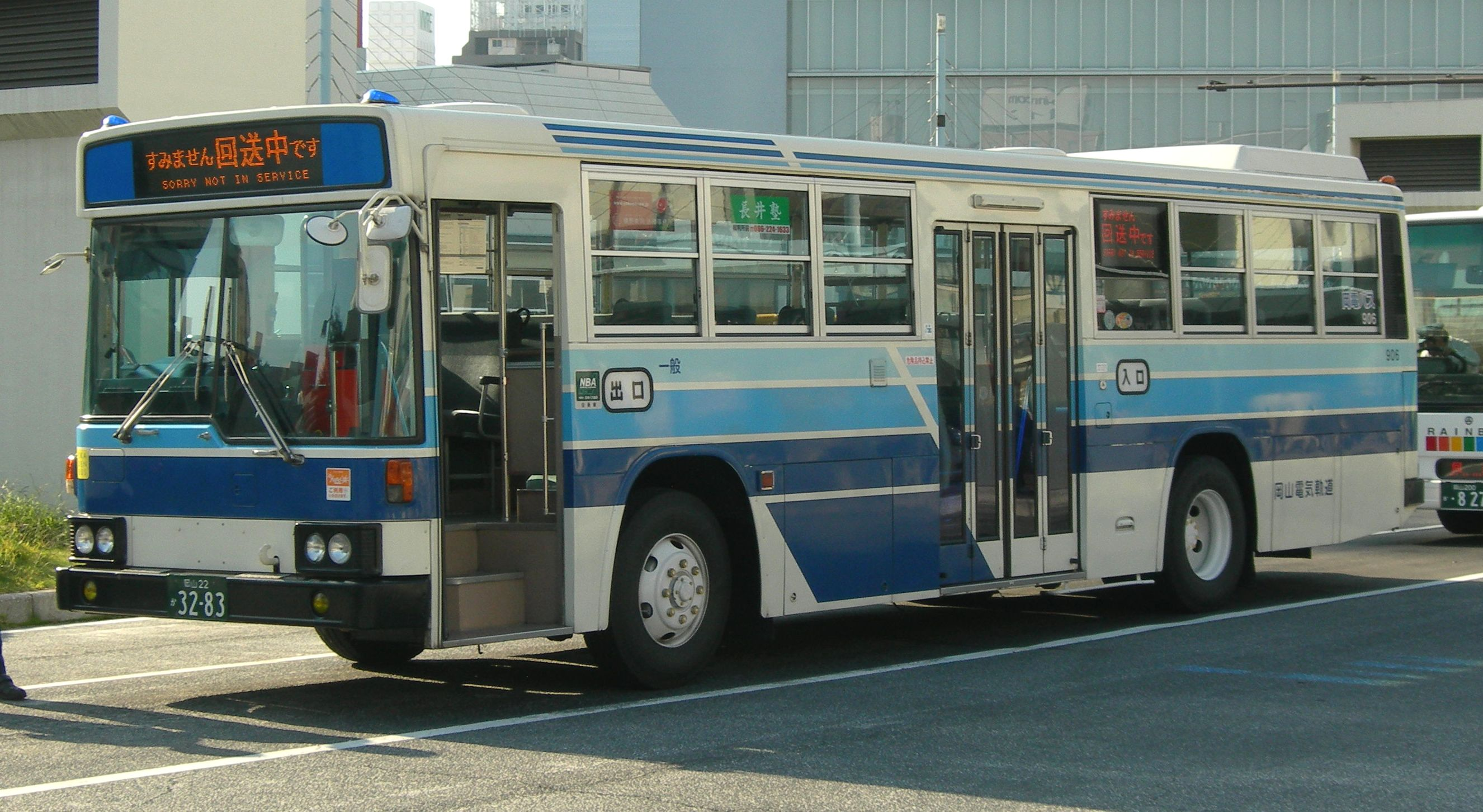
岡山電気軌道

2006年11月発売。シークレットは1種のみで、これは第1弾以来となる。
- 富士重工業新7Eノンステップバス Fタイプ
Gタイプを含め、すべて日産ディーゼル車がプロトタイプである。
  - 097 東京都交通局
  - 099 西武バス
  - 102 大阪市交通局
- 富士重工業新7Eノンステップバス Gタイプ
  - 098 関東バス
  - 100 西東京バス
  - 101 川崎市交通局
- 西日本車体工業58MC
★印は日産ディーゼル車、その他は三菱ふそう車
  - 103 阪急バス
  - 104 京都市交通局
  - 105 岡山電気軌道
  - 106 西日本鉄道
  - 107 ★熊本電鉄
  - 108 ★琉球バス（現琉球バス交通）
- シークレット 
  - S17 川崎市交通局（新7E - CNG仕様）
- 専用ケース
  - 新7Eの無塗装バスが封入されている。

富士重工業新7Eノンステップバス

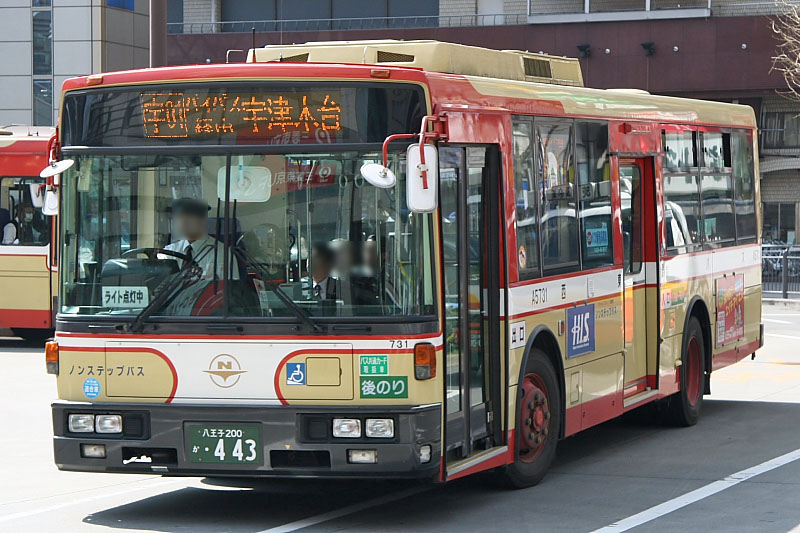
西東京バス

西日本車体工業58MC
- 岡山電気軌道

### 第10弾

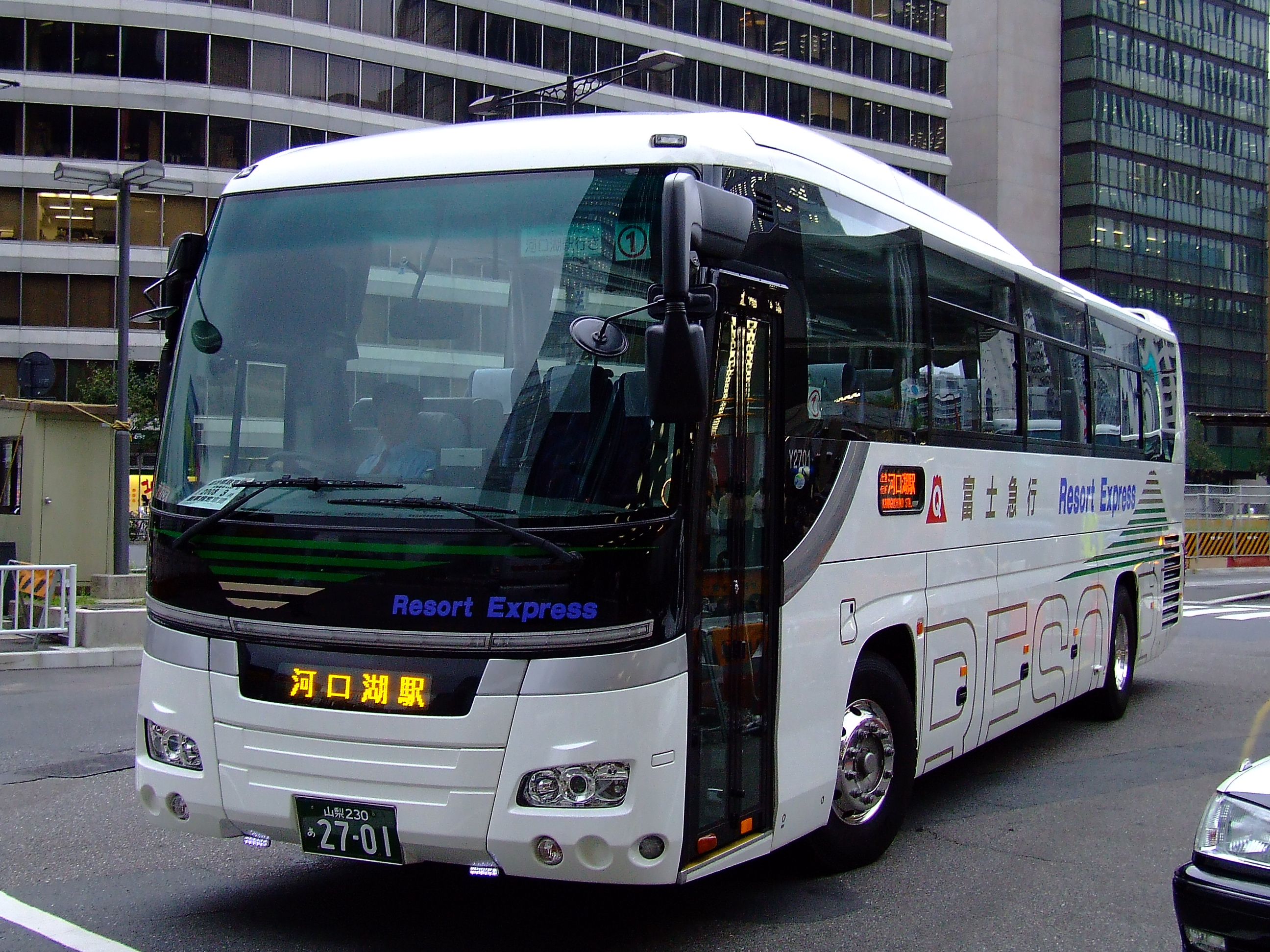
富士急行

2007年8月発売。バリエーションはあるが、初めて1形式（日野・セレガ）のみの構成。
特筆すべきはセレガ（初代）・セレガRの通常ラインナップ全種の細部が異なると言う作り分けである。
（★印はセレガ（初代）、☆はセレガR、●はプラグドア、○は折り戸、■はJピラーあり、□はJピラーなしを表す。）
- セレガGD（スーパーハイデッカー）
  - 109 ☆●道南バス
  - 111 ★●JRバス関東
  - 116 ☆●奈良交通
  - 117 ★●近鉄バス
- セレガFD（ハイデッカー）
  - 112 ☆●東京空港交通（直結冷房）
  - 113 ★○京王電鉄バス
  - 119 ☆●伊予鉄道（オレンジライナーえひめ号）
  - 120 ☆○南国交通（エアポートシャトル）
- 日野・ニューセレガ（ハイデッカーのみ）
富士急行と伊那バスは中央高速バス用車両である。
  - 110 ■○京急バス（リムジンカラー）
  - 114 □○富士急行
  - 115 ■○伊那バス
  - 118 □●広島電鉄（グランドアロー号）
- シークレット
  - S18 ★○富士急行（FD - グリーンベルト塗装）
- 専用ケース
  - ★○ FDの無塗装バスが封入されている。

日野初代セレガ

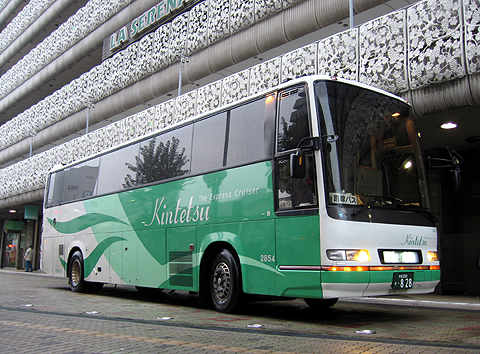
近鉄バス

日野新型セレガ
- 富士急行

### 第11弾
2008年4月発売。
- いすゞ・キュービック初期型K尺（P-LV314K）
この車両のためにK尺（実車：4.65m）のシャーシが新規に製作されている。
  - 121 東京都交通局（グリーンライナー）
  - 122 国際興業（旧塗装）
  - 123 山梨交通
  - 124 新潟交通
  - 125 京都市交通局
  - 126 大阪市交通局
- いすゞ・キュービック後期型L尺（U-LV324L）
  - 127 京成バス（都内用・中4枚折戸）
  - 128 京王電鉄バス
  - 129 西東京バス
  - 130 三重交通
- 西日本車体工業96MCワンステップバス
日産ディーゼルのKL-UA452MANをプロトタイプとしている。
  - 131 西武バス
  - 132 西日本鉄道
- シークレット
  - S19 多摩バス（キュービック - 後期型L尺）

いすゞ・キュービック

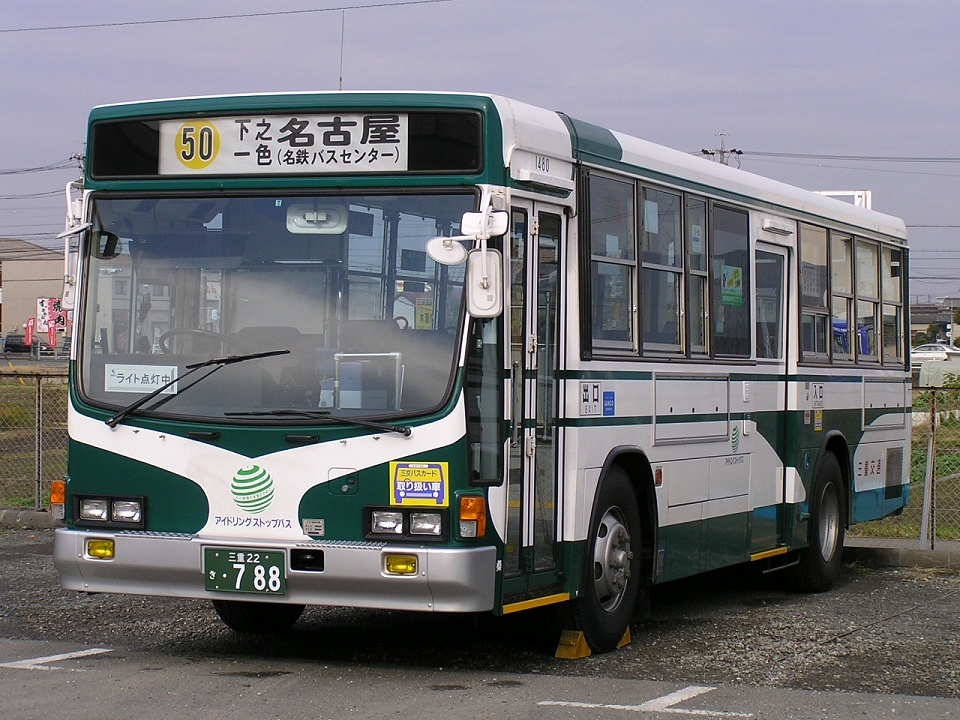
三重交通

西日本車体工業96MCワンステップバス

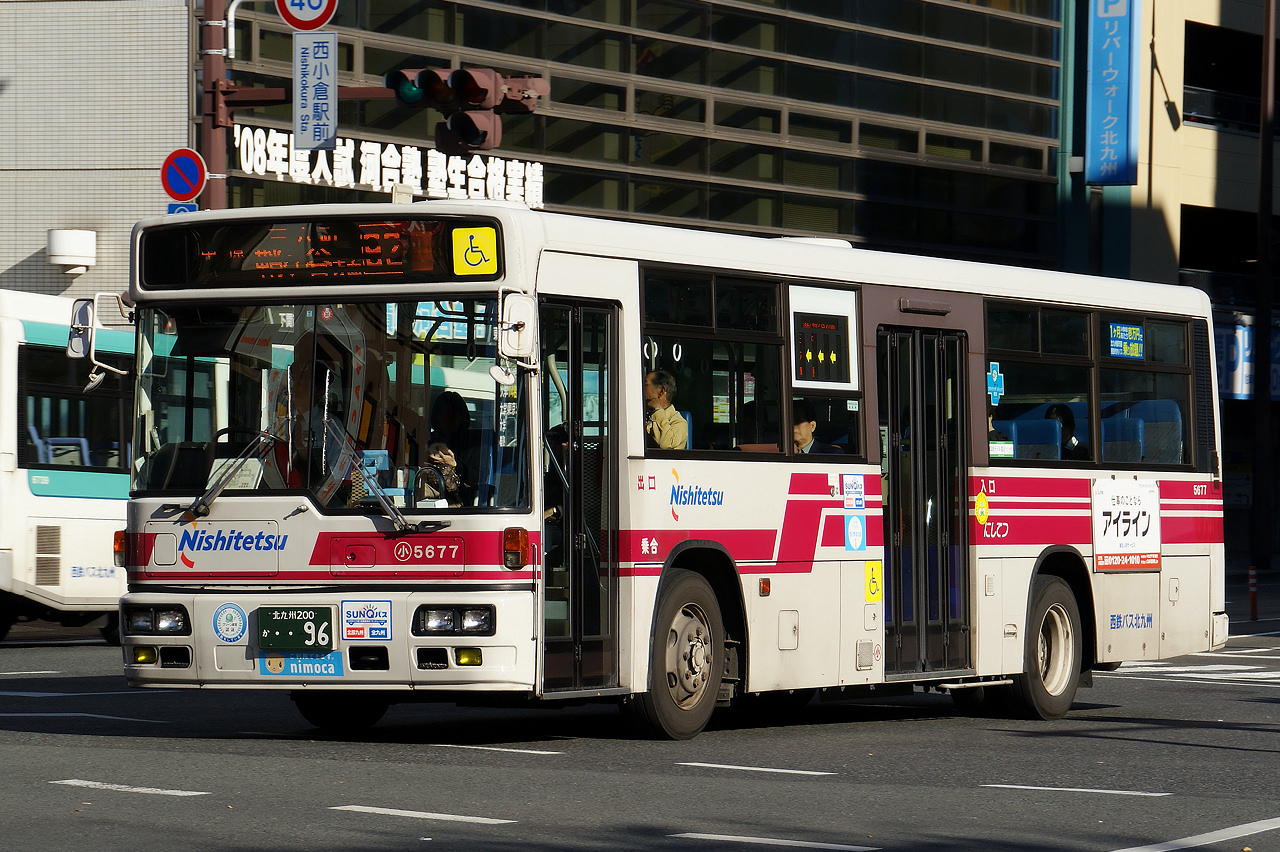
西日本鉄道

### 第12弾

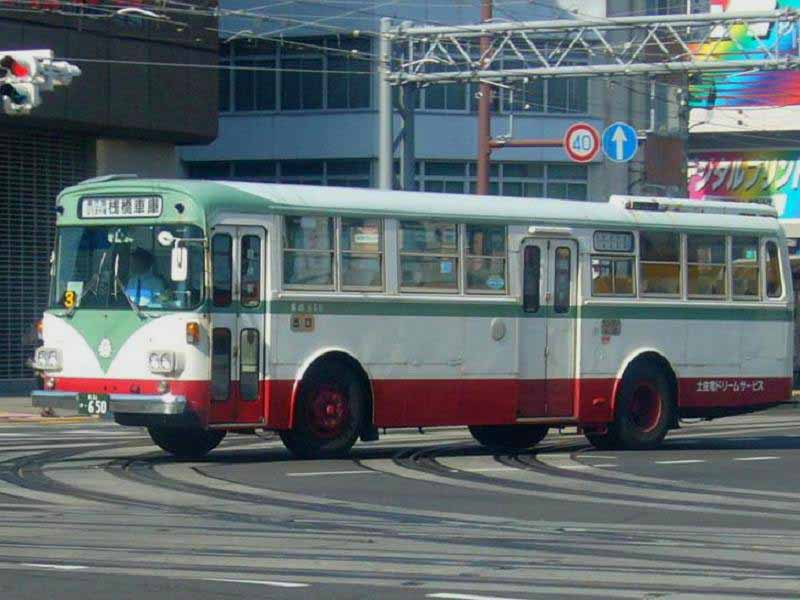
土佐電気鉄道

2008年8月発売。
- 日野RV730P
  - 140 十勝バス
  - 141 岩手県北自動車（106急行バス）
  - 142 富士急行（中央高速バス）
  - 143 伊予鉄道
  - 144 国鉄バス
- 日野RC301
  - 133 京浜急行
  - 134 京王帝都電鉄
  - 135 名古屋市交通局
  - 136 京阪バス
  - 137 奈良交通
  - 138 広島電鉄
  - 139 土佐電気鉄道
- シークレット
  - S20 国鉄バス（RC301）

日野RC301
- 土佐電気鉄道

### 第13弾

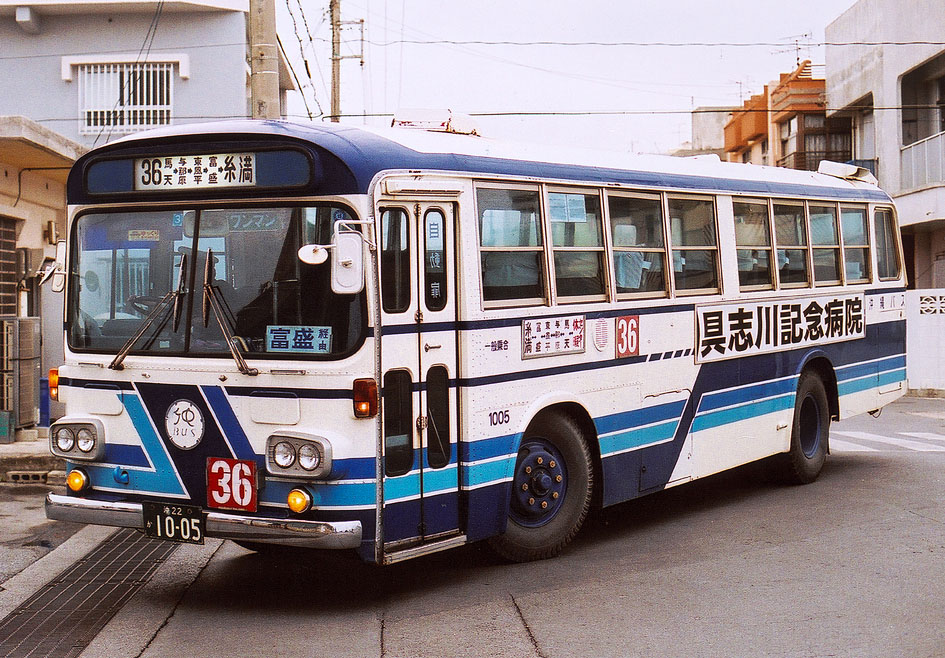
沖縄バス

2009年2月発売。
- 三菱ふそう・エアロスターK MP218K・MP618K（K尺）
呉羽ボディがプロトタイプ。
  - 145 道北バス
  - 146 羽後交通
  - 147 東京都交通局（新局章・ナックルカラー）
  - 148 横浜市交通局（セーフティウィンドウなし、旧々塗装）
  - 149 しずてつジャストライン
  - 150 京都市交通局
  - 151 大阪市交通局
  - 152 富山地方鉄道（旧塗装）
- 三菱ふそうMP117
  - 153 東京都交通局（旧局章・美濃部色）
  - 154 日本交通（旧塗装）
  - 155 土佐電気鉄道
  - 156 沖縄バス（730車）
- シークレット
  - 東京都交通局（P-MP118K - グリーンシャトル）

三菱ふそう・エアロスターK

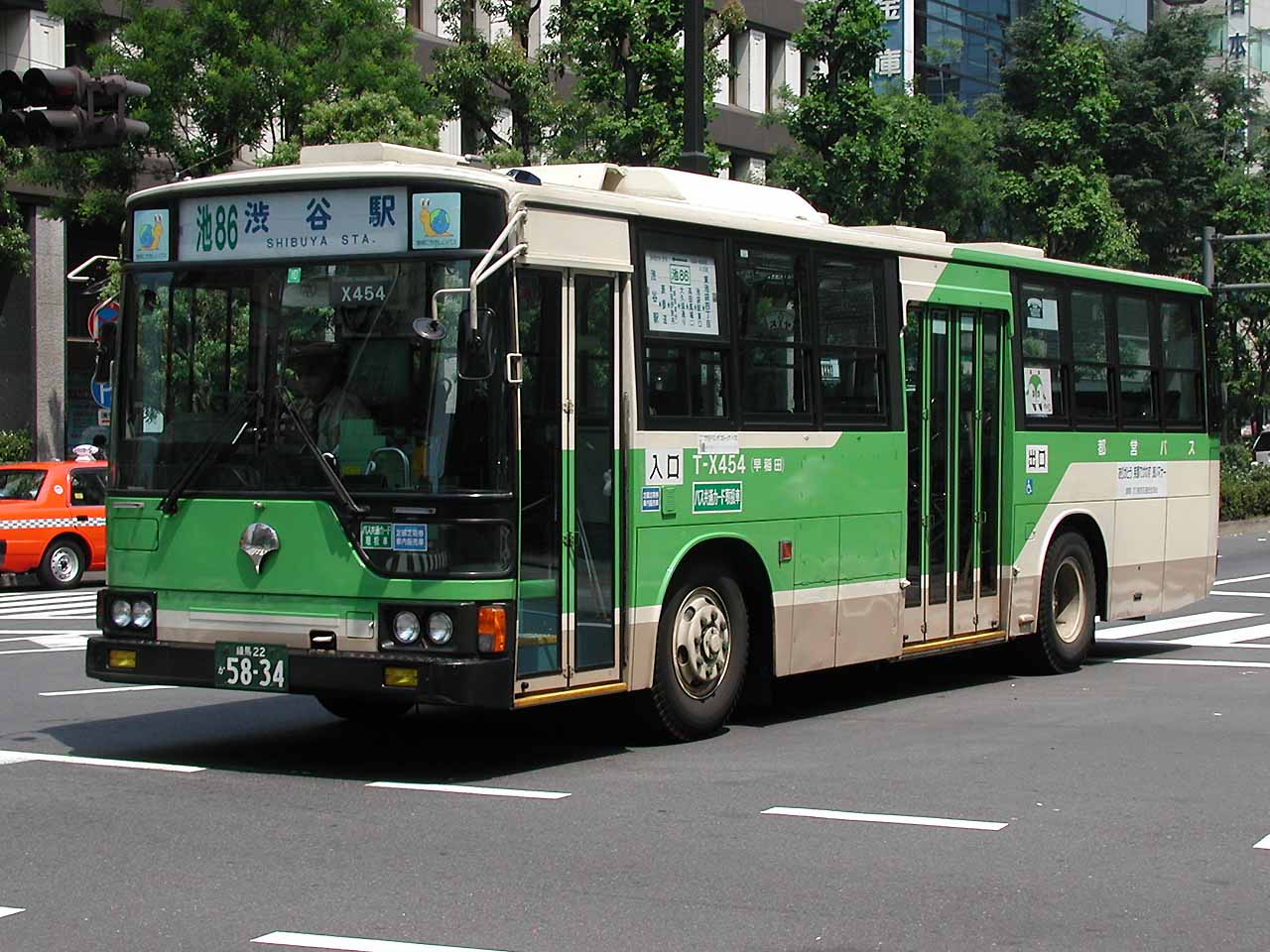
MP218K 都営バス

三菱ふそうMP117
- 沖縄バス

### 第14弾
2009年9月発売。
- 三菱ふそう・エアロバス
（★印はU-代、☆はKC-代、●はKL-代、○はPJ-MS86JPを表す。）
KL-代、PJ-MS86JPのシャーシ部分のマフラーは、実車と異なり左側に装着されている（ボディ部分は印刷による表現）。
  - 157 ★北海道中央バス
  - 158 ●JRバス関東
  - 159 ●東京空港交通（直結冷房）
  - 160 ●京王バス
  - 161 ●帝産観光バス
  - 162 ●名鉄バス
  - 163 ●西日本JRバス
  - 164 ○神姫バス（昼行用高速色）
  - 165 ○ことでんバス（エアポートライナー）
  - 166 ●九州産交バス
- 三菱ふそう・MS613/615
パノラマデッカー車がプロトタイプ。
  - 167 北陸鉄道
  - 168 両備バス
- シークレット
  - S022 ☆神姫バス・神戸市内定期観光バス"K-Queen"（エアロバス）

三菱ふそう・エアロバス

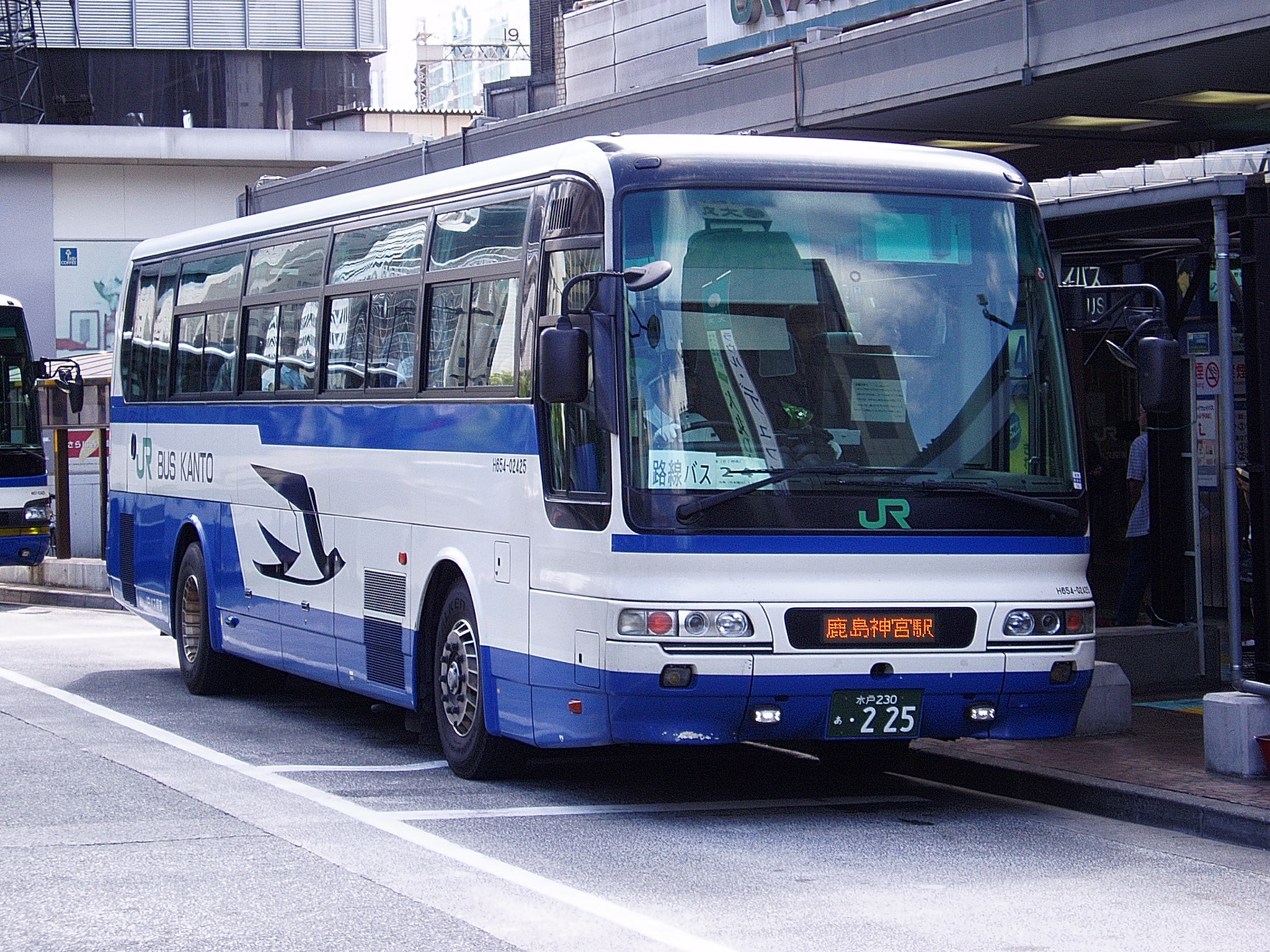
ジェイアールバス関東
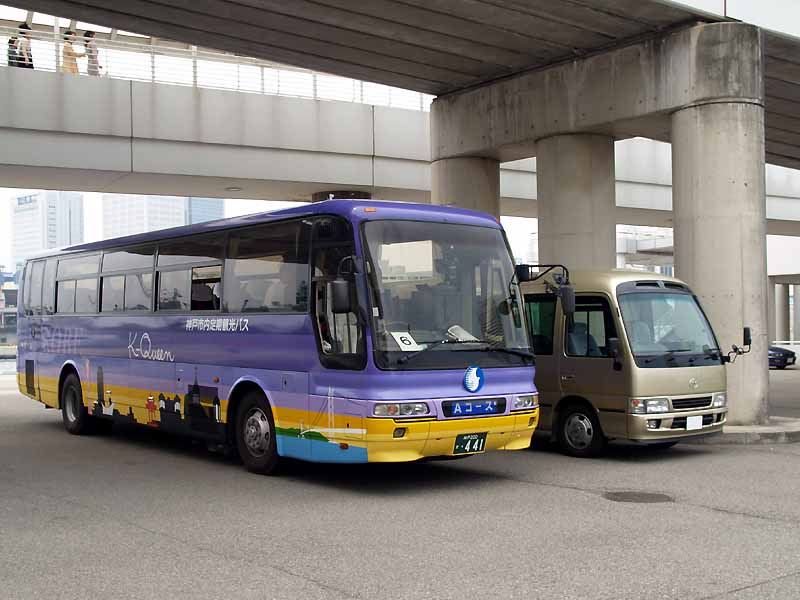
シークレット 神姫バス （"K-Queen"）

三菱ふそう・MS613/615
- 両備バス
（写真はMS513R）

### 第15弾
2010年3月発売。
- 三菱ふそう・ニューエアロスター（ワンステップバス）
PKG-MP35UMがプロトタイプ。
  - 169 北海道中央バス
  - 170 関東バス
  - 171 東急バス（4枚折戸）
  - 172 名鉄バス
  - 173 京阪バス
  - 174 阪急バス
  - 175 神姫バス
  - 176 広島バス
- いすゞ・CJM500（北村製作所ボディ）
  - 177 岩手県交通
  - 178 新常磐交通
  - 179 蒲原鉄道
  - 180 東海自動車

このうち新常磐交通以外は元神奈川中央交通の車両である。
- シークレット
  - S23 関東バス（BU10 - 3扉車）

いすゞ・CJM500（北村製作所ボディ）

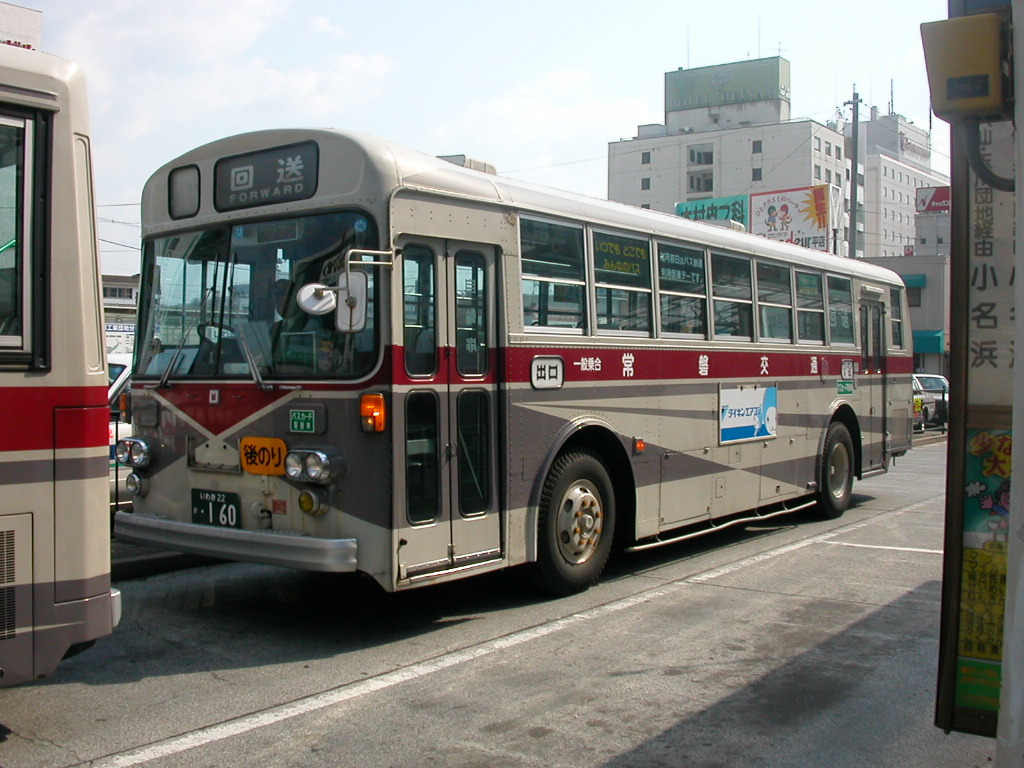
新常磐交通 （当時は常磐交通自動車）

### 第16弾
2010年11月発売。
- 富士重工7Eツーステップ
（★印は日産ディーゼル車、☆印は日野車を表す。）
  - 181 ☆南越後観光バス（元・西東京バス）
  - 182 ☆小湊鉄道
  - 183 ★関東バス（3扉）
  - 184 ★西武バス
  - 185 ☆西東京バス
  - 186 ★京浜急行バス
  - 187 ☆遠州鉄道
  - 188 ☆京都バス
  - 189 ★西日本JRバス
- 西日本車体工業42MC
  - 190 京成バス（京成自動車工業でのライセンス生産車）
  - 191 大阪市営バス
  - 192 西日本鉄道（中扉4枚折戸）
- シークレット
  - S24 ★京浜急行バス（7E - ワンロマ車）

富士重工7Eツーステップ

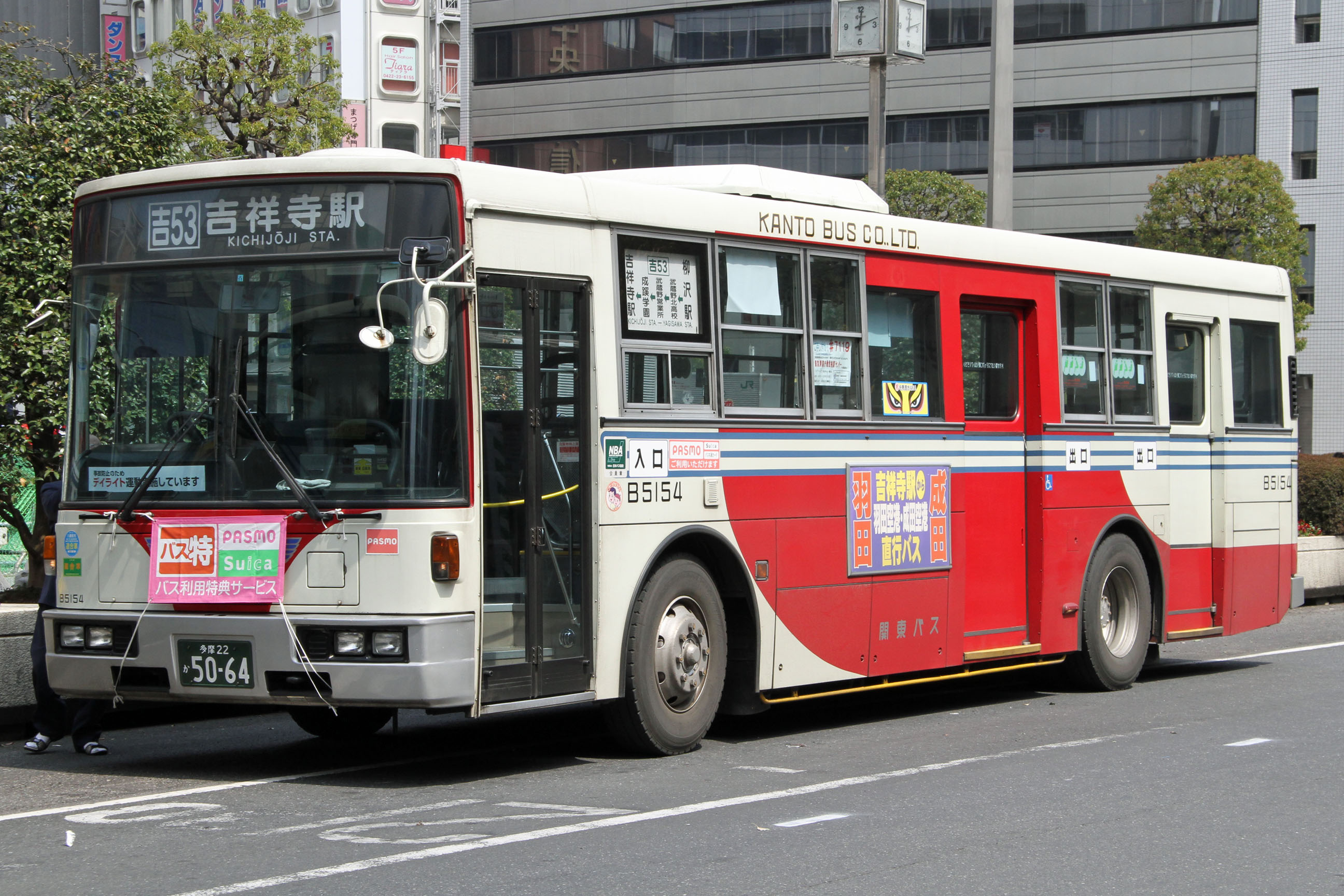
関東バス
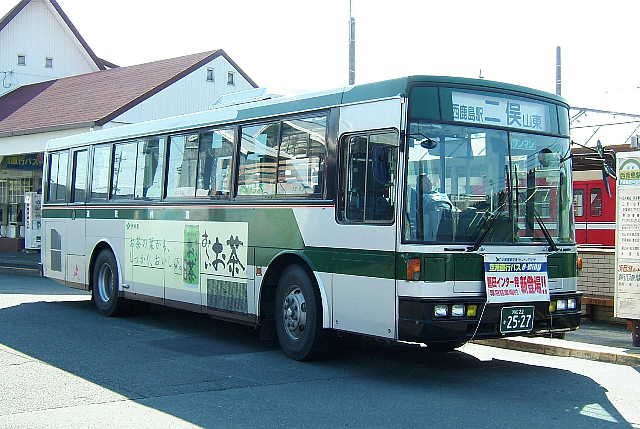
遠州鉄道

### 第17弾
2011年9月発売。
- いすゞ・ガーラ（初代）
（★印はガーラI、☆印はガーラII、■印はガーラIII、●はガーラ初期型、◎はガーラ2000を表す）
  - 193 ☆●国際興業バス（ドリーム盛岡 (らくちん) 号）
  - 194 ★◎京成バス
  - 195 ■◎はとバス
  - 196 ★●川崎鶴見臨港バス
  - 197 ★◎三重交通
  - 198 ☆●奈良交通
  - 199 ★●京都市交通局（京都定期観光バス）
  - 200 ★◎広島電鉄
- 日野ブルーリボンRU638AA
前期型がプロトタイプ。
（★印はスイング扉、☆印は折戸を表す。）
  - 201 ★岩手急行バス
  - 202 ★東京空港交通
  - 203 ☆京王帝都電鉄
  - 204 ☆伊予鉄道
- シークレット 
  - S025 日野ブルーリボンRU638AA　奈良交通

いすゞ・初代ガーラ

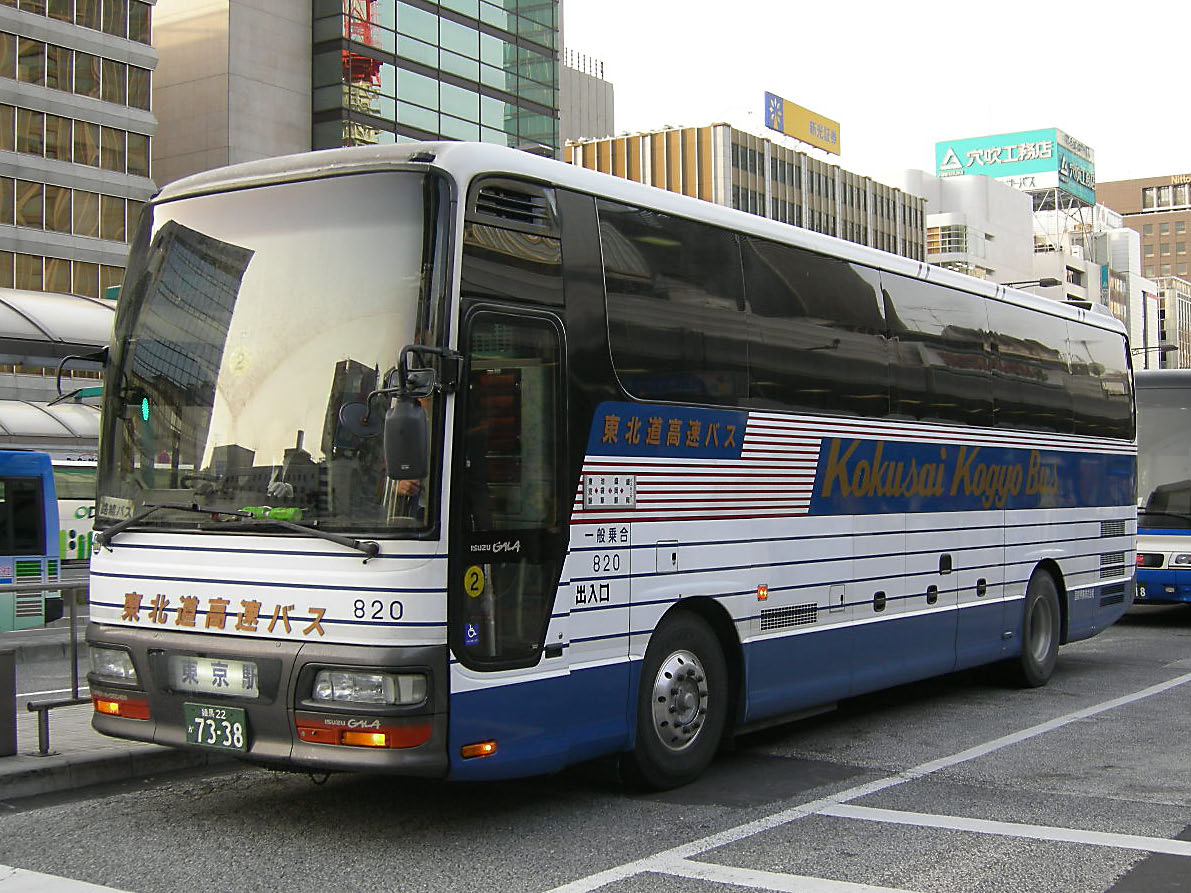
ガーラII 国際興業
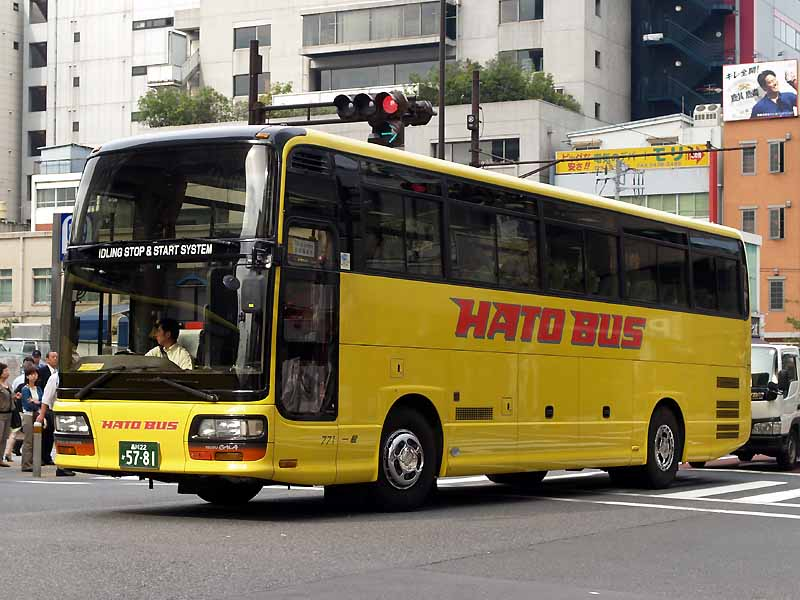
ガーラIII はとバス
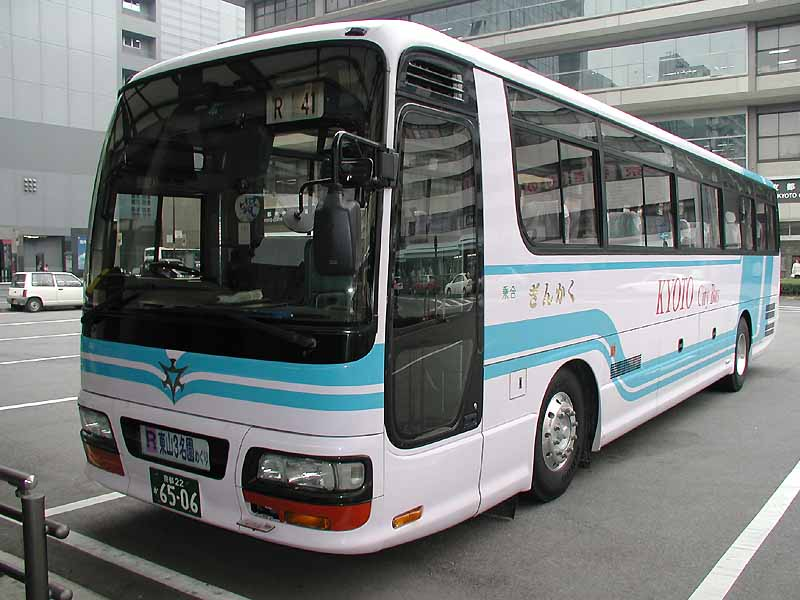
ガーラI 京都市交通局

### 第18弾

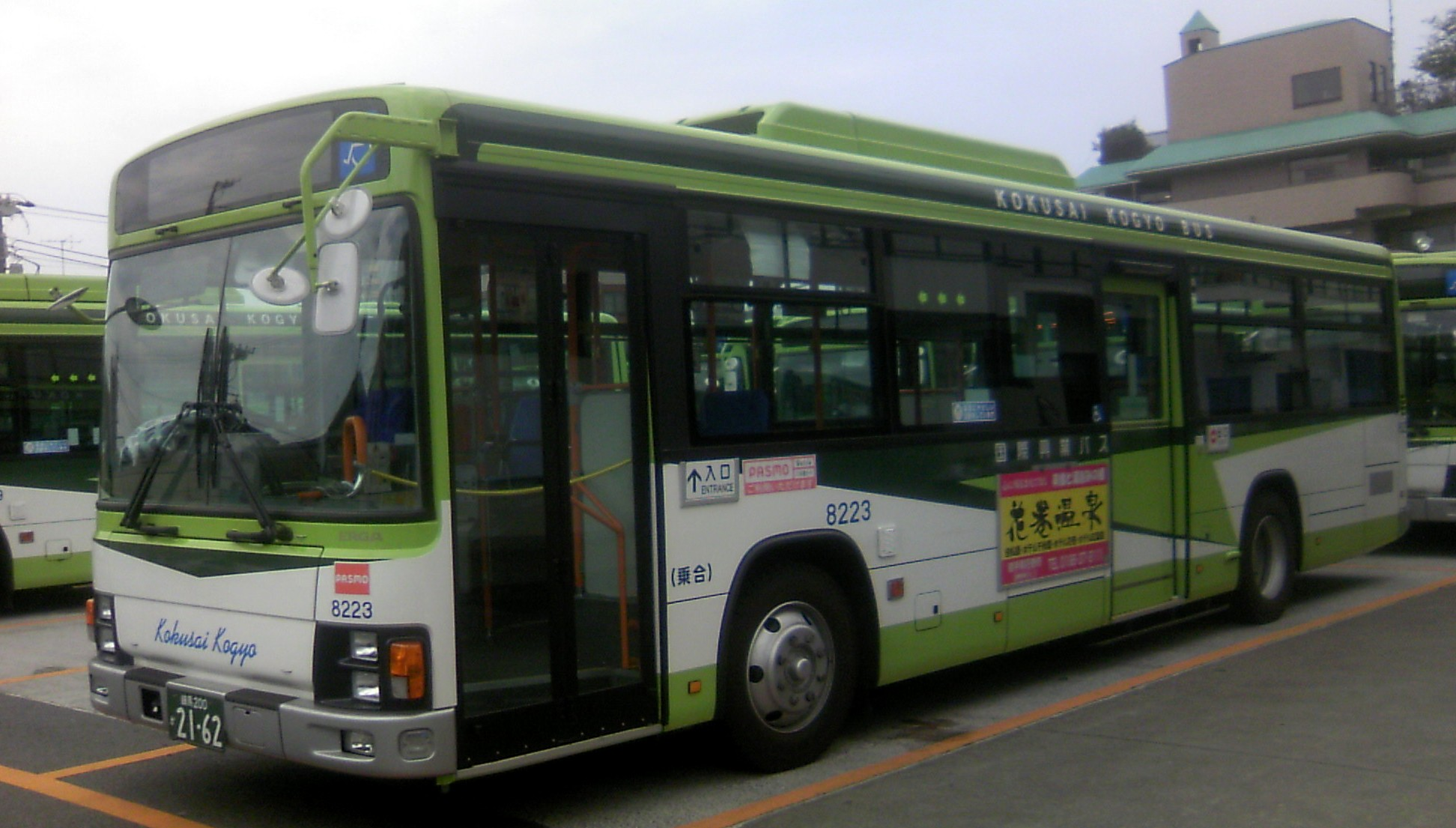
国際興業バス
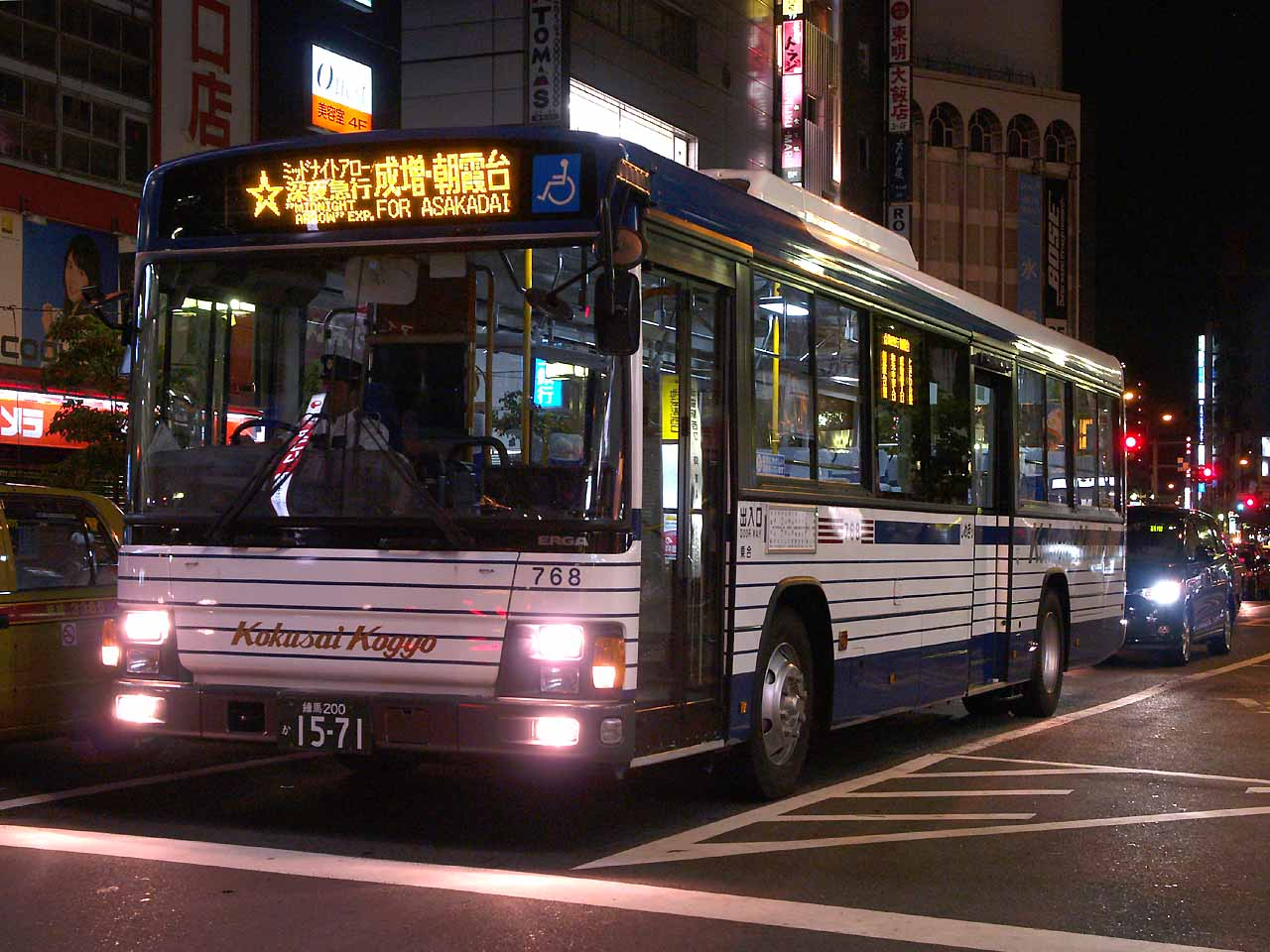
シークレット 国際興業バス （深夜急行用）

2013年8月発売。一部サイトにて、下記の『いすゞエルガ 東急バス』が『JRバス中国』に変更されている画像が、出回っていたが、製品は下記の内容で製品化される。
通常弾シリーズとしては初めて、ISOホイール（10穴）を装着した車両が製品化される（走行システム・JRバス東北2台セットの日野新型セレガ・全国バスコレクション・事業者特注品では、製品化済）。
- 日野・レインボーHR
（★印は前期型、☆印は後期型を表す）
  - 205 ☆十勝バス（ふるさと銀河線代替バス塗装）
  - 206 ★東武バス
  - 207 ★東京都交通局
  - 208 ★京王電鉄バス
  - 209 ☆川崎鶴見臨港バス
  - 210 ★長電バス
  - 211 ☆岐阜乗合自動車
  - 212 ★京都市交通局
  - 213 ☆近鉄バス
- いすゞ・エルガ ワンステップ
N尺車（ホイールベース5.3m）がプロトタイプ。
（★印は中扉引戸、☆印は中扉折戸、◎はPKG代車、●はLKG代車を表す。）
  - 214 ★◎国際興業バス - 右画像と、形式は同一であるが、導入年度が違うため、屋根部分の塗装が異なる（製品は、屋根が白色の車両がプロトタイプ）。
  - 215 ☆●東急バス
  - 216 ★●西鉄バス
- シークレット 
  - S026 いすゞ・エルガPJ-LV234Q1 国際興業バス (深夜急行用ワンロマ) - 上記の車両とは、形式・尺が異なる、シークレット専用金型が使用されている。

日野・レインボーHR

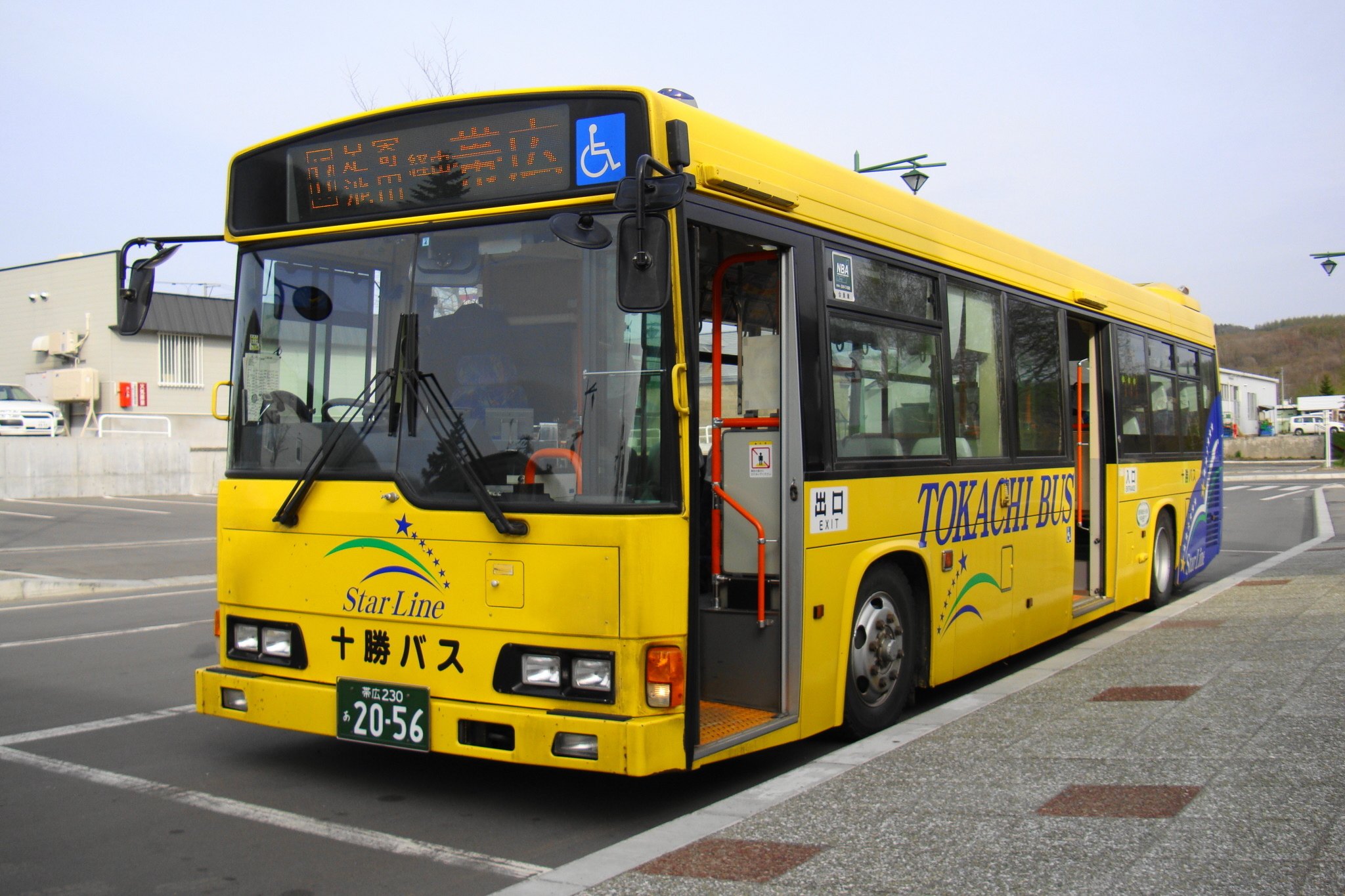
十勝バス
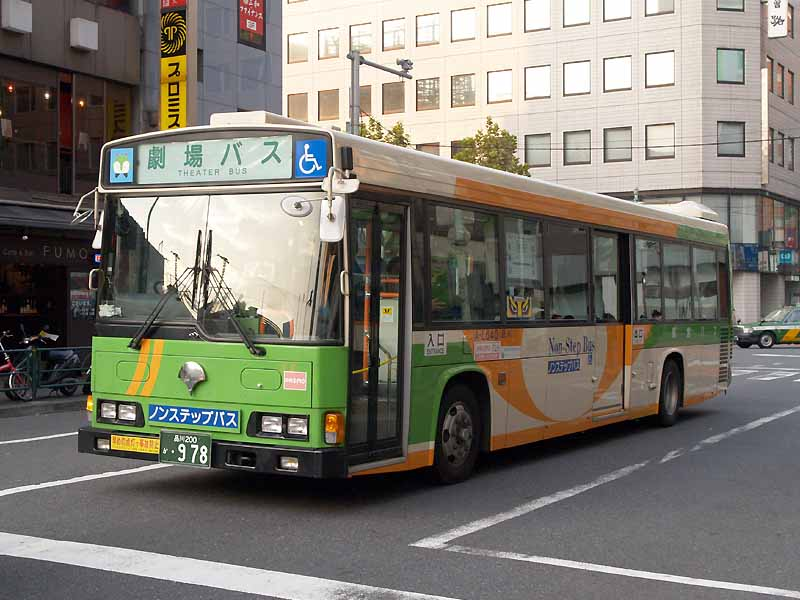
東京都交通局

いすゞ・エルガ ワンステップ
- 国際興業バス
- シークレット 国際興業バス
（深夜急行用）

### 第19弾

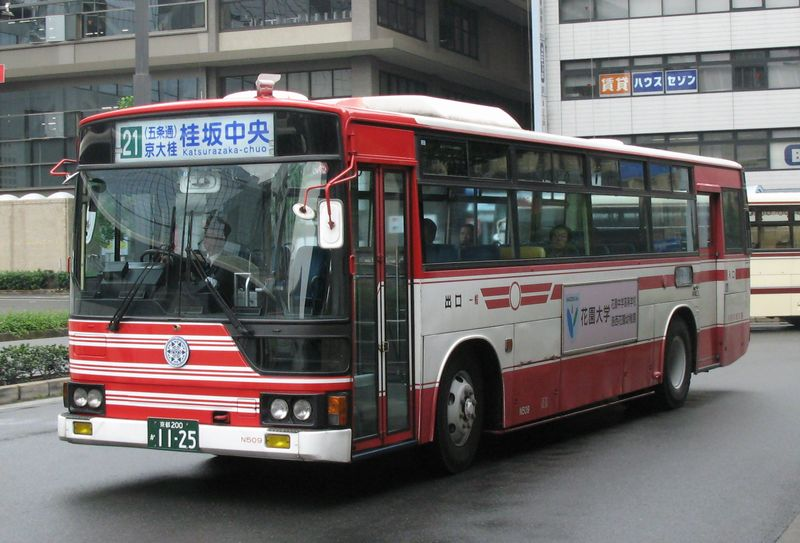
京阪京都交通

2014年8月発売。それまでラインナップの半数近くを占めることもあった関東勢がわずか2種（シークレット含む）に抑えられる異例の内容になり、かつて通常シリーズに出ていた車種が尺違いとして新たに加わる史上初のケースも生まれた。
- 三菱ふそう・エアロスターノンステップ
（★印はMP37系、☆印はMP747系を表す）
  - 217 ★東京都交通局
  - 218 ★横浜市交通局
  - 219 ☆豊鉄バス
  - 220 ★京都市交通局（CNG車）
  - 221 ★尼崎市交通局
  - 222 ★両備バス
- 三菱ふそう・エアロスターK MP218M・MP618M（M尺）
（◎はP代車、●はU代車を表す。）
  - 223 ●北海道拓殖バス
  - 224 ●仙台市交通局
  - 225 ●京阪バス
  - 226 ●神姫バス
  - 227 ●熊本バス
  - 228 ◎沖縄バス
- シークレット
  - S027  三菱ふそう・エアロスターノンステップ ☆神姫バス（前後扉）

三菱ふそう・エアロスターノンステップバス

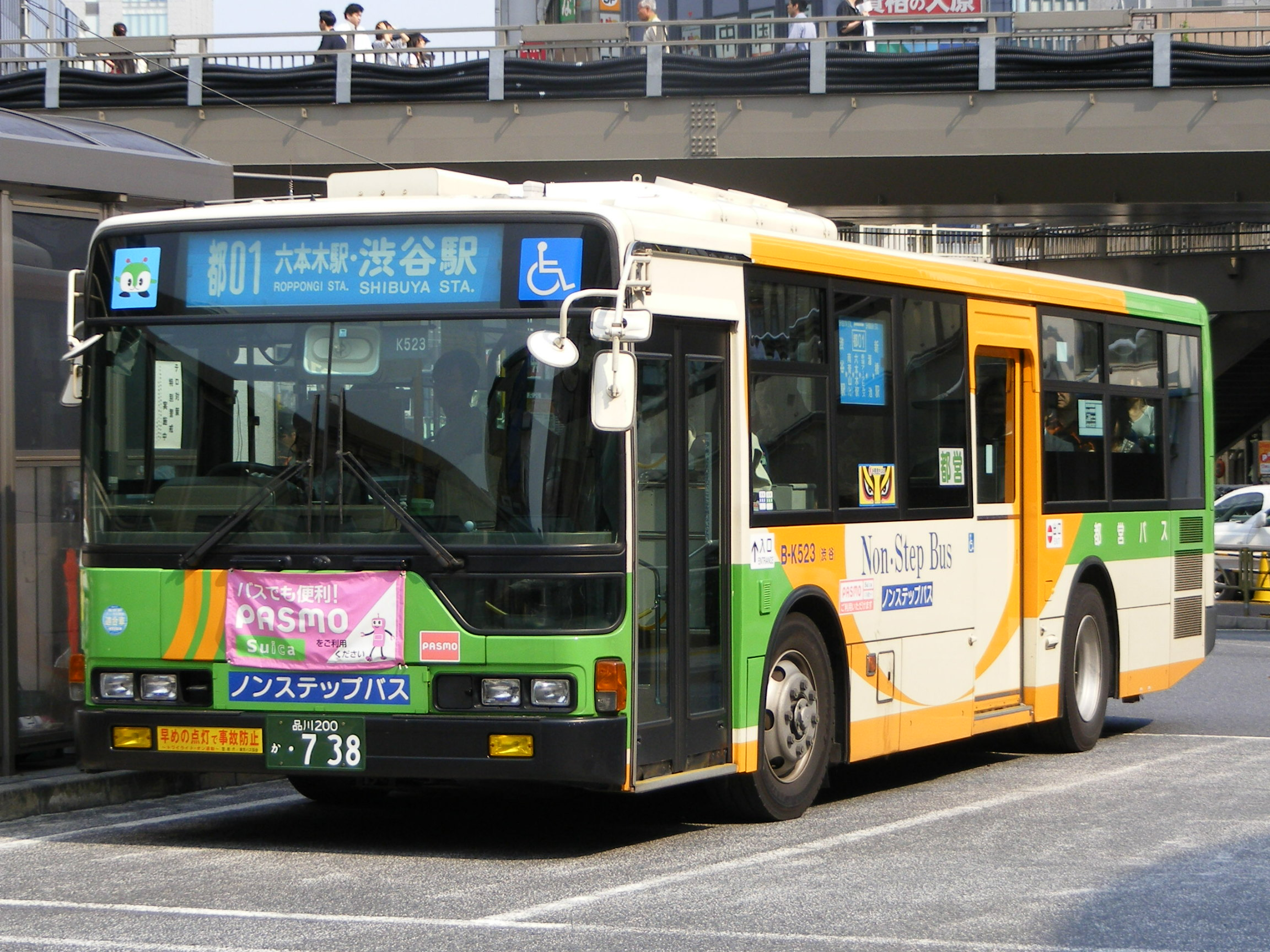
東京都交通局
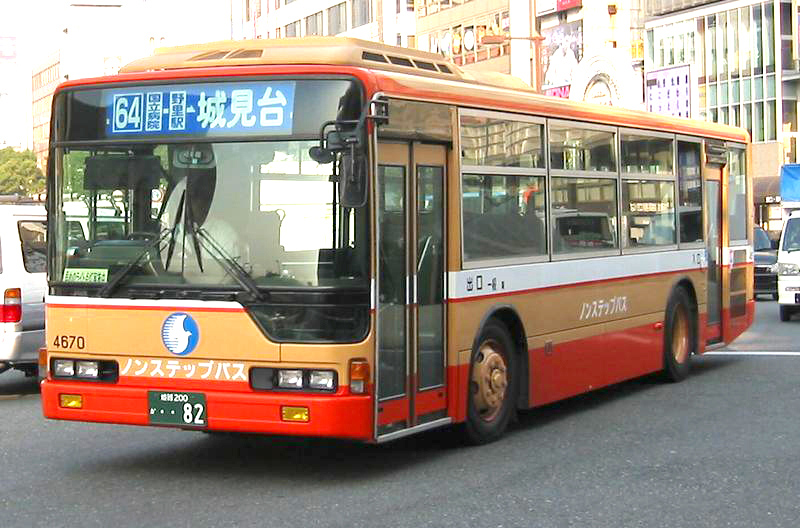
シークレット 神姫バス

三菱ふそう・エアロスターK MP218M・MP618M
- 京阪京都交通

### 第20弾
2016年8月発売。丸2年ぶりのシリーズ新作となった。富士重工3E初登場。
- 日産ディーゼル・JP
（★印はU-JP211NTN系、△印はKC-JP250NTN系を、☆印はKL-JP252NAN系を、○は富士重工8Eボディ、●は西日本車体工業ボディを表す）
  - ☆●東京都交通局
  - ☆●京王バス東
  - ☆●阪急バス
  - △○道北バス
  - △○福島交通
  - △○関東自動車
  - △○西東京バス
  - ★●西日本鉄道

※このうち、道北バス・福島交通・関東自動車はいずれも元西東京バスの車両である。
- 富士重工3E（全て日産ディーゼルのU系がベース）
  - 関東バス（3000番台・3扉車）
  - 東急バス
  - 名古屋市交通局（旧塗装）
  - 琉球バス交通（730車）
- シークレット
  - 富士重工3E・東京都交通局（鈴木カラー）

日産ディーゼル・JP

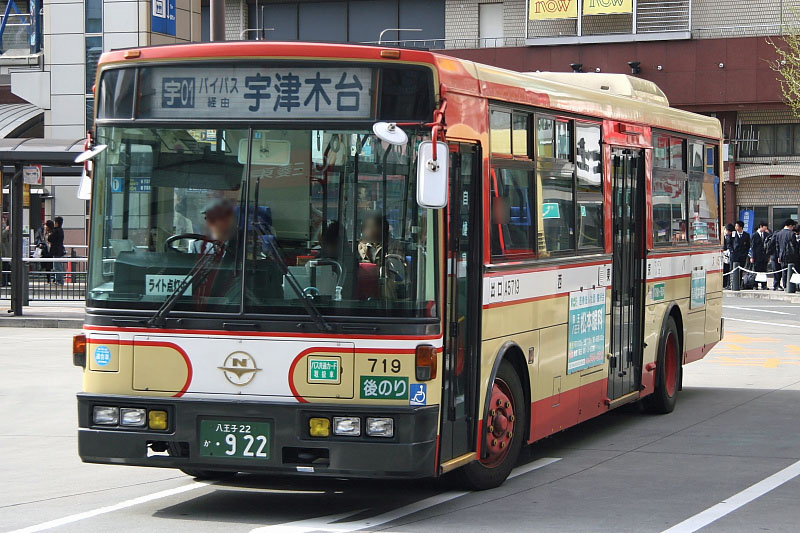
日産ディーゼルJP 西東京バス 富士重工8E
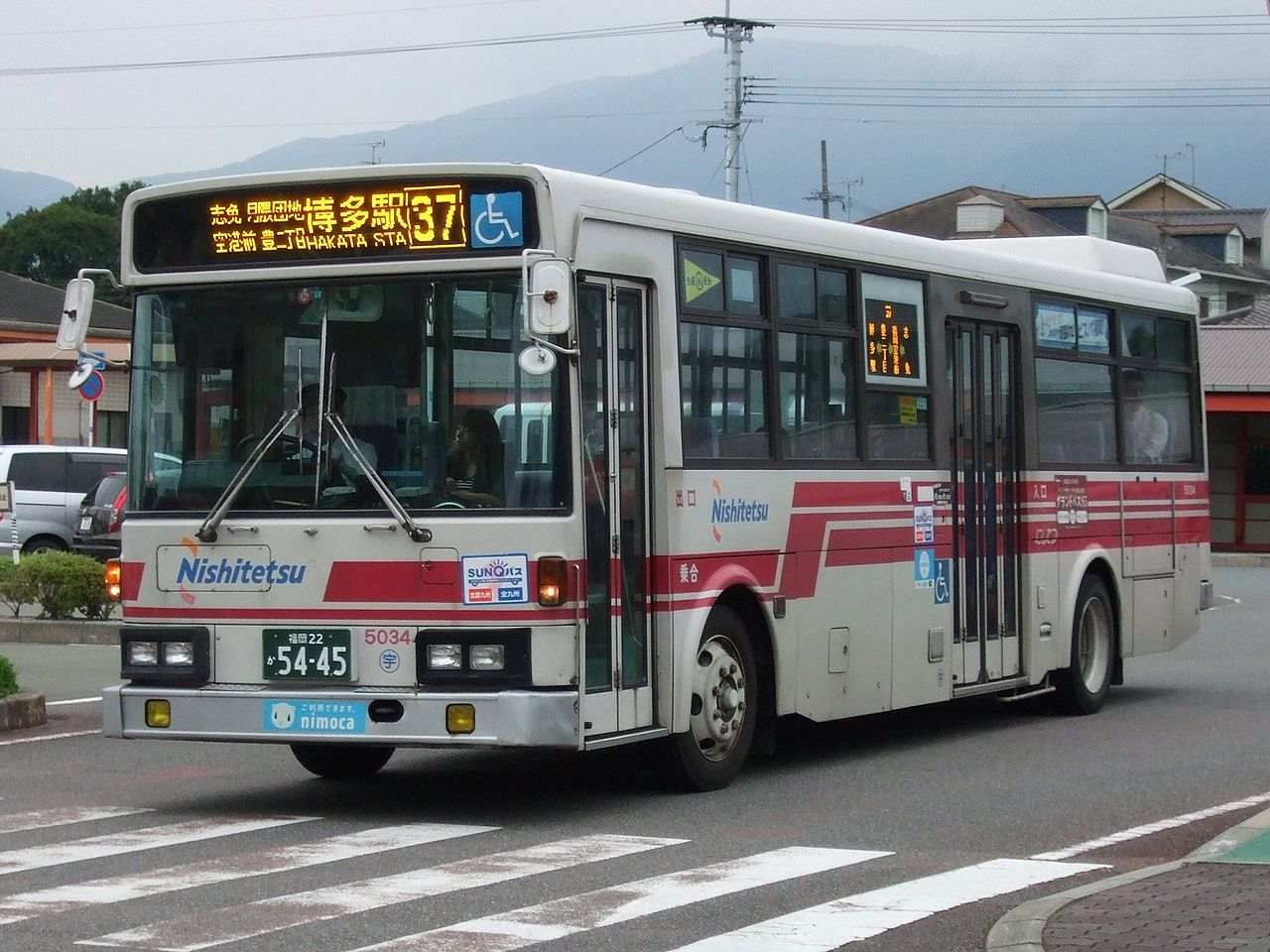
日産ディーゼルJP 西日本鉄道 西日本車体工業・58MC

富士重工3E

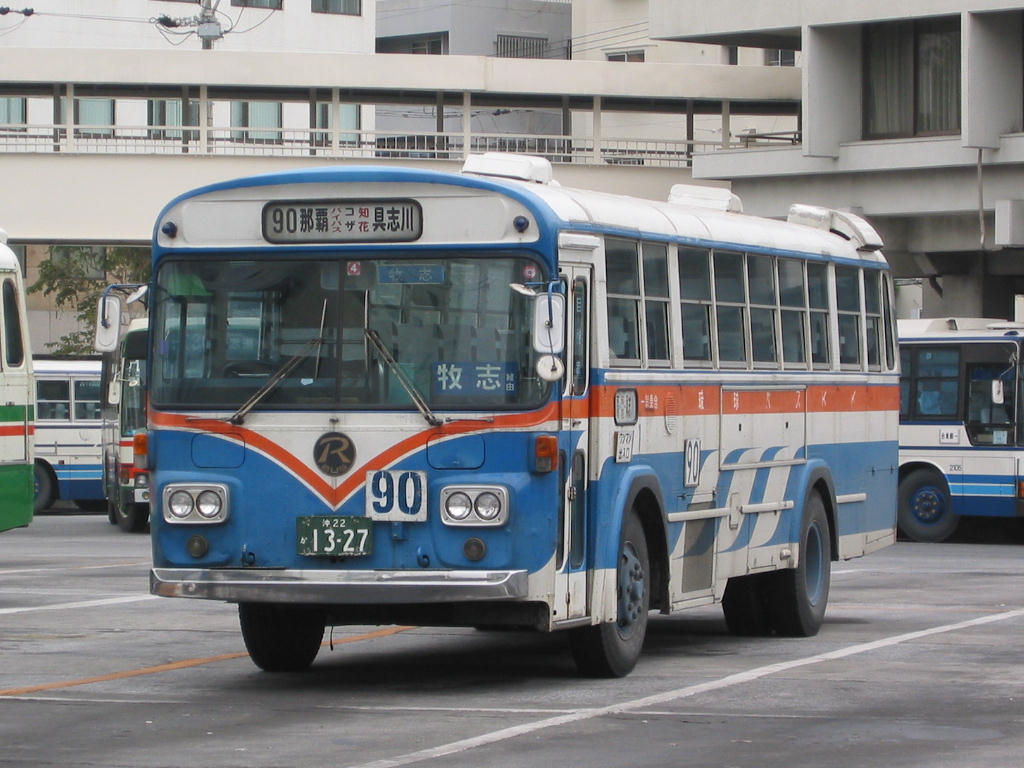
琉球バス交通（この画像は琉球バス）

### 第21弾
2016年12月発売。「ミニバス編・第2弾」の副名称がある。
- いすゞ・ジャーニーQ
  - 羽後交通
  - 奥能登観光開発（現：北鉄奥能登バス）
  - 奈良交通
  - JR九州バス
  - 千葉内陸バス

※当初は早池峰バスがラインナップされていたが、千葉内陸バスに変更された。
- いすゞ・エルガミオ 日野・レインボーII ワンステップ　
（★印はKK代、☆印はPK代、△印はPDG・SKG代、○印はレインボーⅡ4灯、◎印はレインボーⅡ2灯を表す。）
  - △●宗谷バス
  - ☆東急バス
  - △頚城自動車
  - ☆○名鉄バス
  - △淡路交通
  - ☆○防長交通
  - ★堀川バス
- シークレット
  - △JR九州バス・いすゞエルガミオ ワンステップ

### 第22弾
2017年6月発売。西武バスとしずてつジャストラインはバスコレ初のフルカラーLED行先表示を再現している。
- 三菱ふそう・U-MP118N
  - 旭川電気軌道
  - 千歳相互観光バス
  - 関東鉄道
- 三菱ふそう・MP38 エアロスター
（★印はMP38FK、☆MP38FMを表す。）
  - ☆東洋バス
  - ★西武バス
  - ☆しずてつジャストライン（復元塗装）
  - ☆北鉄金沢バス
  - ★近江鉄道
  - ★京都市交通局
  - ☆神姫バス
  - ★広島バス
  - ★東運輸
- シークレット
  - ☆MP38・エアロスター 旭川電気軌道（復元塗装）

### 第23弾
2017年12月発売。「ミニバス編・第3弾」の副名称がある。
- 三菱ふそう・ローザ
（★印は初期型、☆印は後期型を表す。）
  - ★ジェイアールバス関東
  - ☆箱根登山観光バス
  - ☆湖国バス
  - ★阪急バス
  - ★有田鉄道
  - ★西鉄バス久留米
- 三菱ふそう・エアロミディ
（○印はU代車、◎印はKC代車、●印はKK代を表す。）
  - ○福島交通
  - ◎東京都交通局
  - ○加越能バス
  - ●名古屋市交通局
  - ○防長交通
  - ○祐徳バス
- シークレット
  - ○三菱ふそう・エアロミディ 阪急バス

### 第24弾
2018年6月発売。第17弾以来の高速・観光バスの新作となった。
- 三菱ふそう・エアロバス MS7
（★印はサブエンジン式エアコン、☆印は直結式エアコンを表す。）
  - ★阿寒バス
  - ★福島交通
  - ☆千葉交通
  - ☆立川バス
  - ★東急バス
  - ★大阪空港交通
  - ★中国バス
  - ★宮崎交通
- 日野・セレガR-FS
  - 北海道中央バス
  - 茨城交通
  - 伊那バス
  - 名阪近鉄バス
- シークレット
  - ★三菱ふそう・エアロバス MP7 阿寒バス（BUS CENTERカラー）

### 第25弾
2018年12月発売。東急バスとその譲渡車は、車内パーツも実車に倣って三方シートにするこだわりぶりである。
- 日野・ブルーリボンシティ ワンステップバス
  - 北海道北見バス
  - ジェイアールバス関東
  - 東急バス
  - 横浜市交通局
  - 奈良交通
  - 広島電鉄
  - 熊本電気鉄道
  - 東陽バス
- いすゞ・エルガ 日野・ブルーリボンII トップドアツーステップバス
（★印はエルガ、☆印はブルーリボンⅡを表す。）
  - ☆ちばフラワーバス
  - ☆京阪バス
  - ☆本四バス開発
  - ★西鉄バス
- シークレット
  - 日野・ブルーリボンII トップドアツーステップバス 横浜市交通局 貸切塗装・0-3012号車

### 第26弾
2019年6月発売。
- 日野・レインボーRJ
  - 会津乗合自動車
  - 関鉄グリーンバス
  - 京王バス中央
  - 北鉄能登バス
  - 名古屋市営バス
  - 神姫グリーンバス
  - 中国バス
  - 大分バス
- いすゞ・新型エルガミオ
  - 秋田中央交通
  - 国際興業バス
  - 富士急シティバス
  - 宮崎交通
- シークレット
  - 名古屋市営バス いすゞ・新型エルガミオ 都心ループ

### 第27弾
2019年12月発売。
- 日野・セレガ&いすゞ・ガーラSHD
（Sはセレガ、Gはガーラを表す。○と×は窓の開閉可否を表す。Jピラーは全車不設置。）
  - S弘南バス 津輕号 全固定窓
  - Gはとバス 貸切 ○○○○○
  - Sアルピコ交通 貸切 全固定窓
  - G三重交通 大宮・東京 - 鳥羽線・南紀勝浦線 全固定窓
  - G国際興業大阪 ×○○○○
  - S阪急観光バス ○○○○×
  - S西鉄バス 8546・元Lions Express 全固定窓
- 日野・RU638BB
  - 沿岸バス
  - 夕張鉄道
  - ジェイアールバス関東 ONライナー号塗装
  - 関東バス
  - 奈良交通
- シークレット 日野・RU638BB 川中島バス

### 第28弾
2020年6月発売。
- 日野・ブルーリボンシティハイブリッド
（横浜市営バスは短尺、それ以外は標準尺、△はACG・BJG代、▲はLJG・LNG代を指す。）
  - ▲北海道中央バス
  - ▲京成バス（新都心営業所塗装）
  - ▲横浜市営バス
  - △富士急バス（エバーグリーンシャトル塗装）
  - △神姫バス
  - ▲西鉄バス北九州
- 日野・ブルーリボンHIMR
特記がない場合は日野純正車体を架装している。
  - 都営バス - 元都市新バス仕様の車両を製品化し、都バスオリジナルセットおよびブルーリボン5台セットと差別化を図っている。
  - 関東バス（富士重工7E架装・3扉車）
  - アルピコ交通
  - 名古屋市営バス（3扉車）
  - 京都市営バス
  - 阪急バス（西日本車体工業58MC架装）
- シークレット 日野・ブルーリボンシティハイブリッド △名古屋市営バス（メーグル）

日野・ブルーリボンシティハイブリッド

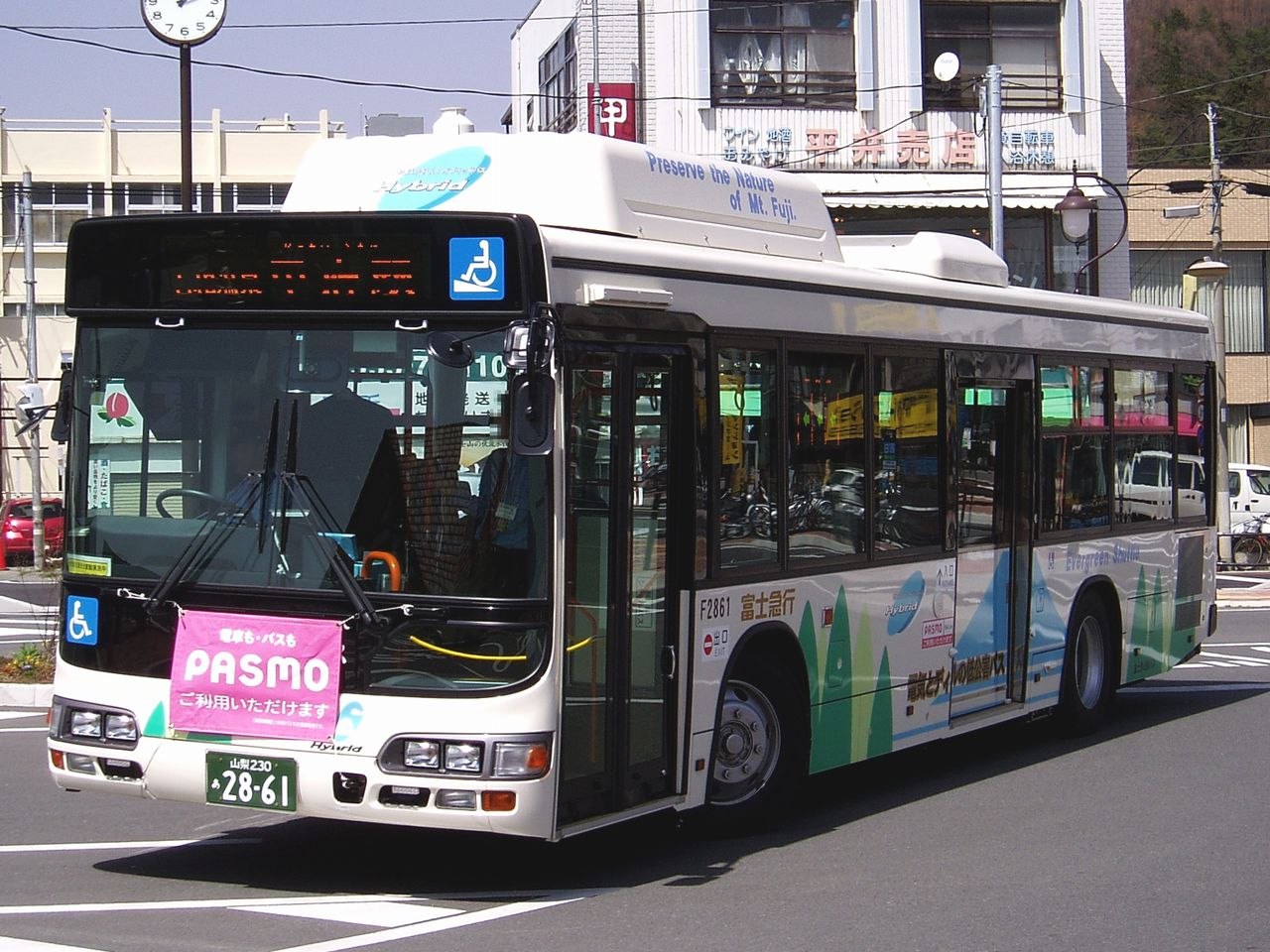
富士急バス
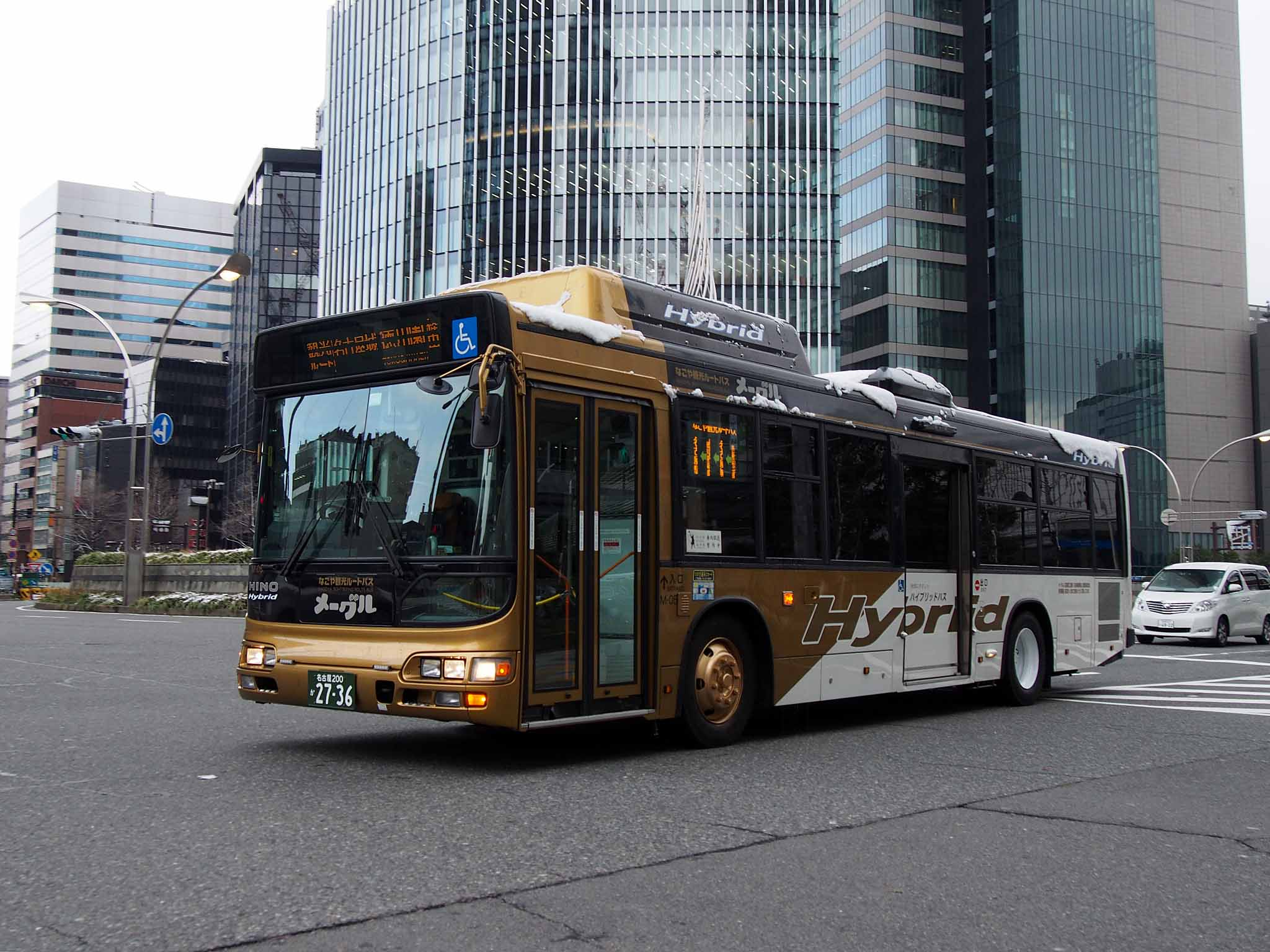
シークレット 名古屋市営バス メーグル

### 第29弾
2021年6月発売。「ミニバス編・第4弾」の副名称がある。
- 日野・ポンチョ
無印は2ドア、□印はトップドアを表す。
  - 新常磐交通
  - 朝日自動車
  - 東急トランセ（代官山循環色）
  - 京浜急行バス
  - □湖国バス
  - □大阪シティバス
  - □備北交通
  - 宮崎交通
- 日野・リエッセ&いすゞ・ジャーニーJ トップドア仕様
Lはリエッセ、JはジャーニーJを表す。
  - L 弘南バス
  - L 東海バス
  - L 北鉄能登バス
  - J 東武バスイースト（貸切カラー）
- シークレット 日野・ポンチョ 大阪市営バス（赤バス）

### 第30弾
2022年6月発売。車種は三菱ふそうエアロクィーン・MS729で統一されている。
- 弘南バス「ノクターン号」
- ジェイアールバス関東
- 京王バス「はかた号」
- 小田急バス「ニューブリーズ号」
- 東急バス「ミルキーウェイ」
- 京浜急行バス「シルフィード号」
- 川中島バス「アルペン号」
- 西日本ジェイアールバス
- 阪急バス
- 日本交通
- ジェイアール九州バス
- シークレット 京浜急行バス『エグゼクティブサルーン』 EXE29

### 第31弾
2022年12月発売。「三菱ふそうエアロエース・令和顔編」の副名称がある。シークレットは第19弾以来となる新規金型を起こしている。
- 弘南バス
- 東京空港交通
- 京王バス
- 小田急バス（リムジン仕様）
- 東急バス
- 京浜急行バス
- アルピコ交通
- ジェイアール東海バス
- 西日本ジェイアールバス
- 日本交通
- 広島電鉄
- ジェイアール九州バス
- シークレット 東京空港交通（リフト付きリムジンバス）

### 第32弾
2023年6月発売。「日野の初期ノンステップバス編」の副名称がある。
（□はKC-HU2PMCE、■はKL-HU2PMEEを指す。）
- □仙台市営バス 209
- ■東急バス SI322
- □都営バス A-E402
- ■横浜市営バス 0-3715
- □川崎市営バス W-3347
- ■岐阜乗合自動車 710
- □しずてつジャストライン 466
- ■京都市交通局 989
- □阪急バス 99-144
- ■京都京阪バス 2379
- ■熊本都市バス 253
- ■東武バスウエスト 9643
- シークレット □東武バスセントラル 9612

### 第33弾
2024年6月発売。「三菱ふそうエアロスター 長尺短尺編」の副名称がある。
（長尺車のうち、〇はKC-MP717P、△はKL-MP35JP系、■はPJ-MP35JP、▼は2PG-MP35FPを指す。）
- 三菱ふそうエアロスター KC-MP317・717K
  - 都営バス（グリーンシャトル）
  - 川崎市営バス
  - 横浜市営バス
  - 京都市交通局（CNG車）
  - 大阪市営バス
  - 神戸市営バス
- 三菱ふそうエアロスター 長尺車
  - △東急バス
  - 〇名古屋市営バス
  - ◾︎岐阜乗合自動車
  - △中国ジェイアールバス
  - ▼九州産交バス
- シークレット 都営バス（KC-MP717K改・CNG車・S-E369）

### 第34弾
2025年6月発売。「三菱ふそうエアロスター MP37JM」の副名称の通り、MP37JMの1種類のみである。
- 岩手県交通
- 小湊鐵道
- 都営バス（RH01系統専用車両）
- 横浜市営バス
- アルピコ交通
- 北鉄金沢バス
- 遠州鉄道
- 名古屋市営バス（CNG車）
- 南海バス
- ウイング神姫
- ことでんバス
- 長崎県営バス

- シークレット 神姫バス（CNG車）

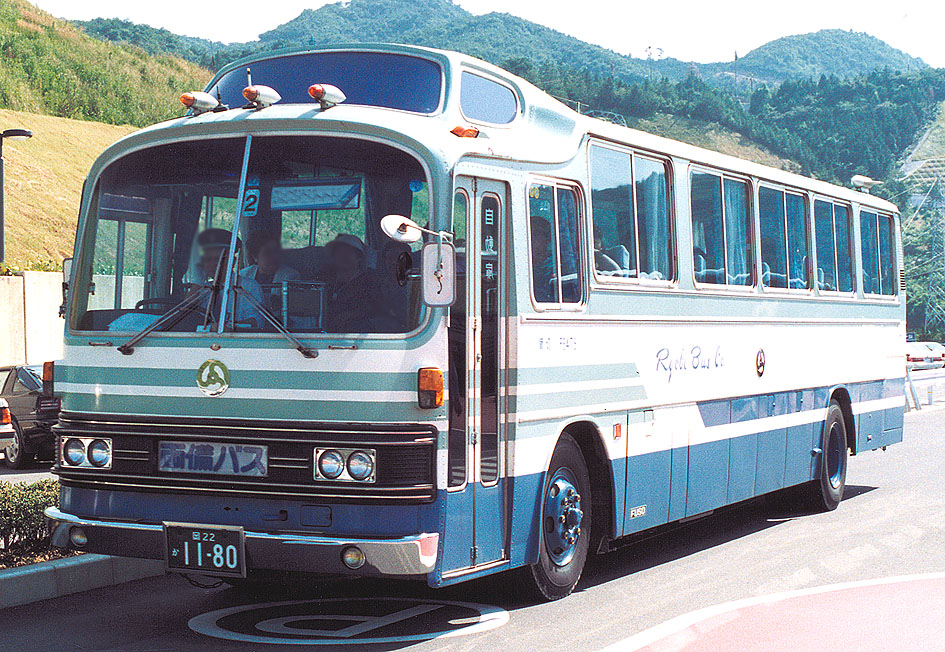
両備バス （写真はMS513R）

### 第35弾
2025年12月発売予定。
- 日野・レインボー(○はレインボーⅡ)
  - ○ニセコバス
  - ○奈良交通
  - 伊予鉄バス
  - ○西日本鉄道
  - 大分バス
- いすゞ・エルガミオ
  - ジェイアール東北バス
  - 会津バス
  - 西武観光バス
  - 山梨交通
  - 濃飛バス
  - 三重交通
  - 石見交通

### バスタ新宿
2019年9月発売。バスタ新宿に乗り入れる高速バスがテーマ。
- ジェイアールバス関東 日野セレガR 上州ゆめぐり号
- 西武観光バス 日デスペースウィング+西工ネオロイヤル SD-II 池袋 - 軽井沢・佐久・小諸・上田線
- 京王バス東 日野セレガHD 中央高速バス
- 小田急シティバス 日野セレガSHD フローラ号
- 関東バス 日野セレガHD マスカット号
- 小湊鐡道 三菱ふそうエアロエース 市原市役所 - 五井 - 新宿線ほか
- 東京空港交通 いすゞガーラHD バスタ新宿 - 羽田空港・成田空港線
- 茨城交通 三菱ふそうエアロエース 大子・大宮・太田線
- 国際興業バス いすゞガーラSHD 夕陽号・しもきた号
- しずてつジャストライン 三菱ふそうエアロエース 静岡新宿線
- フジエクスプレス 日野セレガHD 中央高速バス
- 富山地方鉄道 日野セレガHD 東京 - 富山・高岡・氷見線
- シークレット 小田急シティバス 日野セレガHD ルミナス号 No.51

### 都バススペシャル
2020年12月発売。バスタ新宿に続く企画物のブラインドシリーズ。その名の通り、都営バスで統一されている。
- いすゞ・キュービック U-LV324K（R-V517）
- 日デ・UA KC-UA460HSN（F-B602・富士重工7E架装）
- 三菱ふそう・エアロスター P-MP218K（T-R752）
- 日野・ブルーリボンHT U-HT2MLAA（D-W193）
- 三菱ふそう・エアロスター KC-MP747K（都営バスノンステップ第1号車・C-C200）
- いすゞ・エルガ KL-LV834L1（G-H129・LED表示機交換車）
- 日野・ブルーリボンII PKG-KV234L2（S-R634・ブラックフェイス）
- 日デ・スペースランナーRA PKG-RA274KAN（L-S691・デンソークーラー架装）
- 日野・ブルーリボンシティハイブリッド LJG-HU8JLGP（Y-V288）
- 三菱ふそう・エアロスター KL-MP37JK（B-H152・グリーンシャトルだが行先は都06）
- いすゞ・エルガミオ PDG-LR234J2（W-S810・青梅支所後乗り仕様）
- いすゞ・ガーラ PKG-RU1ESAJ（K-P005・南千住営業所カラー）
- シークレット 三菱ふそう・エアロスター KL-MP37JK改 CNGノンステップバス仕様車（北営業所所属・N-L120）

### 横浜市営100周年スペシャル
2021年12月発売。企画物のブラインドシリーズ第3弾。2021年に市営交通100周年を迎えた横浜市営バスで統一されている。
- 日デ・U P-U32K・富士5E（「富士重工業5E 5台セットA」に入っていたモデルとは細部が異なる）
- いすゞ・キュービック P-LV314K
- 三菱ふそう・エアロスター U-MP218M
- 日野・ブルーリボンHT KC-HT2MLCA（1995年度導入車）
- 日デ・スペースランナーRA PKG-RA274KAN
- 日野・ブルーリボンII PKG-KV234L2
- 三菱ふそう・エアロスター LKG-MP37FK
- いすゞ・エルガ QPG-LV234Q3
- 日野・ブルーリボンハイブリッド 2SG-HL2ANBD
- 日野・ブルーリボン QDG-KV290N1（ピアライン）
- 日野・ブルーリボン QDG-KV290N1（客船シャトル）
- 日野・セレガHD QRG-RU1ASCA
- シークレット 日デ・U K-U31K・富士3E（車掌台付き）

### 東急バススペシャル
2023年2月発売。企画物のブラインドシリーズ第4弾。2022年に設立100周年を迎えた東急バスで統一されている。なお、年代は分社化前の1988年までとなっている。
- いすゞ・BX95 3336
- 日野・BD34 3599
- 日デ・4R110 T1667 - 事業者特注版は2灯に対し、本製品は4灯となっている。
- 日野RE100 TA925
- 三菱ふそう・B905 2201 - B9系を新規金型で初製品化。
- 日野・レインボーRJ M509
- 日デ・U+富士重工5E I615 - 第6弾は折戸に対し、本製品は引戸である。
- 三菱ふそう・エアロスターM M661（109車）
- いすゞ・キュービック S753（ワンロマ車）
- 三菱ふそう・エアロバス マーキュリーカラー
- 日野・ブルーリボン O827
- 日デ・U+富士重工7E NI915
- シークレット 日野・ブルーリボン A826（TOQ-BOX）

### スカニア アストロメガTDX24 JRバススペシャルル
2023年12月発売予定。企画物のブラインドシリーズ第5弾。ジェイアールバス各社が導入したスカニア・バンホール・アストロメガ TDX24で統一されている。シークレットはない。
- ジェイアールバス関東
- ジェイアール東海バス
- 西日本ジェイアールバス
- 中国ジェイアールバス
- ジェイアール四国バス
- ジェイアールバステック

### 西鉄バススペシャル
2024年1月発売。企画物のブラインドシリーズ第6弾。2023年に設立115周年を迎えた西鉄バスで統一されている。
- 三菱ふそう+西工58MC（西日本鉄道赤青塗装）
- 日デ・JP U-JP210NTN（西日本鉄道赤色塗装） - 第20弾は旧西鉄標準塗装に対し、本製品は登場初期の西日本鉄道赤色塗装を製品化して差別化を図っている。
- 日デ・JP先行型 U-JM210GTN改（西鉄110周年記念復刻塗装） - 西工中型車独特のスタイルである一枚窓フェイスを新規金型で製品化。
- 日デ・UA452 西工96MC 路線車 - 第11弾はLED車に対し、本製品は幕車を製品化して差別化を図っている。
- 日デ・UA452 西工96MC B型高速車
- 日デ・スペースランナーRA B型高速車
- 日デ・スペースランナーRA 路線車（旧西鉄標準塗装） - 西日本鉄道オリジナルバスセットとは行き先が異なる。
- 日デ・スペースランナーRA 路線車（現行塗装） - 西日本鉄道オリジナルバスセットとは行き先が異なる。
- いすゞ・エルガ ノンステップバス（現行塗装） - 全国バスコレクションでは渡辺通幹線バスに対し、本製品は一般車を製品化して差別化を図っている。
- 日野・レインボーII（現行塗装）
- 三菱ふそう・エアロスター（現行塗装） - 全国バスコレクションではワンステップ車に対し、本製品はノンステップ車を製品化して差別化を図っている。
- シークレット 三菱ふそう+西工58MC（西日本鉄道赤青塗装・田川快速4001号車）

### 名鉄バススペシャル
2024年12月発売。企画物のブラインドシリーズ第7弾。名鉄バスで統一されている。
- 三菱ふそう・エアロスター 名古屋営業所 KC-MP217M 4617
- 三菱ふそう・エアロスター 名古屋営業所 KC-MP717M 1902（基幹バス）
- 日野・ブルーリボンシティ 豊田営業所 KL-HU2PMEA 1535
- 三菱ふそう・エアロスター 春日井営業所 PJ-MP35JP 6611（都市高速車）
- 三菱ふそう・エアロスター 蒲郡営業所 PJ-MP35JM 1814
- 三菱ふそう・エアロスター 岡崎営業所 PJ-MP37JM 1759 - 第34弾に先駆けて製品化。
- 日野・ブルーリボンシティハイブリッド 春日井営業所 BJG-HU8JMFP 7012
- 日野・ブルーリボンII 知立営業所 QPG-KV234N3 1364
- 日野・セレガ 豊田営業所 QTG-RU1ASCA 3702
- いすゞ・エルガ 津島営業所 QKG-LV290N1 4618
- 三菱ふそう・エアロスター 一宮営業所 2PG-MP38FK 4205
- 三菱ふそう・エアロエース 名古屋中央営業所 2TG-MS06GP 3303（貸切）
- シークレット 三菱ふそう・エアロスター 名古屋営業所 KC-MP617M 1713（基幹バス）

### 川崎市バススペシャル
2025年4月発売。企画物のブラインドシリーズ第7弾。交通事業80周年を迎えた川崎市バスで統一されている。
- 日デ・スペースランナーRA 井田営業所 PKG-RA274KAN A-4474
- 日野・ブルーリボンII 塩浜営業所 PKG-KV234N2 S-3374
- いすゞ・エルガ 塩浜営業所 PKG-LV234N2 S-1842
- いすゞ・エルガ 鷲ヶ峰営業所 PKG-LV234L2 W-1838
- 日野・ブルーリボンII 鷲ヶ峰営業所 PKG-KV234L2 H-3403
- 三菱ふそう・エアロスター 鷲ヶ峰営業所 LKG-MP37FK W-2801
- 日野・ブルーリボンシティハイブリッド 塩浜営業所 LJG-HU8JLGP S-3021
- いすゞ・エルガ 塩浜営業所 QPG-LV290Q1 S-1891
- いすゞ・エルガミオ 井田営業所 2KG-LR290J3
- 三菱ふそう・エアロスター 塩浜営業所 2PG-MP38FK S-2833
- いすゞ・エルガハイブリッド 塩浜営業所 2SG-HL2ANBD S-1017
- 日野・ブルーリボンハイブリッド 上平間営業所 2SG-HL2ANBP H-3058
- シークレット 日野・ブルーリボンIIワンステップ 鷲ヶ峰営業所 LKG-KV234N3 W-3428

### ミニバス編
トミーテックの公式サイトでは「THEミニバスコレクション」の表記も見られるが、製品のパッケージは「THEバスコレクション ミニバス編」となった。前述の通り、第2弾以降は通常シリーズに編入された。

#### 第1弾
2006年8月発売。
- 日産ディーゼル・RN　標準マスク
  - M003 西東京バス
  - M004 東武バス（東武バスウエスト）
  - M005 日東交通
  - M006 江ノ島電鉄
  - M007 富士急行（富士急静岡バス）
  - M008 京阪バス
- 日産ディーゼル・RN　京王マスク
  - M001 京王電鉄バス

多摩地区用の後乗り仕様。八王子営業所の車両。方向幕「め82 めじろ台駅」
  - M002 関東バス
- 日野・リエッセ　標準タイプ（中折戸・リフト無し）
  - M011 三重交通
- 日野・リエッセ　ステップリフトバス（中扉グライドドア）
  - M009 京王電鉄バス

桜ヶ丘営業所の車両。ミニバス専用塗装（日野市ミニバス）。方向幕「桜ヶ丘車庫」
  - M010 国際興業
  - M012 九州産業交通（産交バス）
- シークレット 
  - MS01 日産ディーゼル・RN　京王マスク　京王電鉄バス

都区内用の前乗り仕様。永福町営業所の車両。方向幕「永01 永福町 - 松の木住宅」
- 専用ケース
  - リエッセ 標準タイプ（無塗装）が封入される。

日産ディーゼル・RN

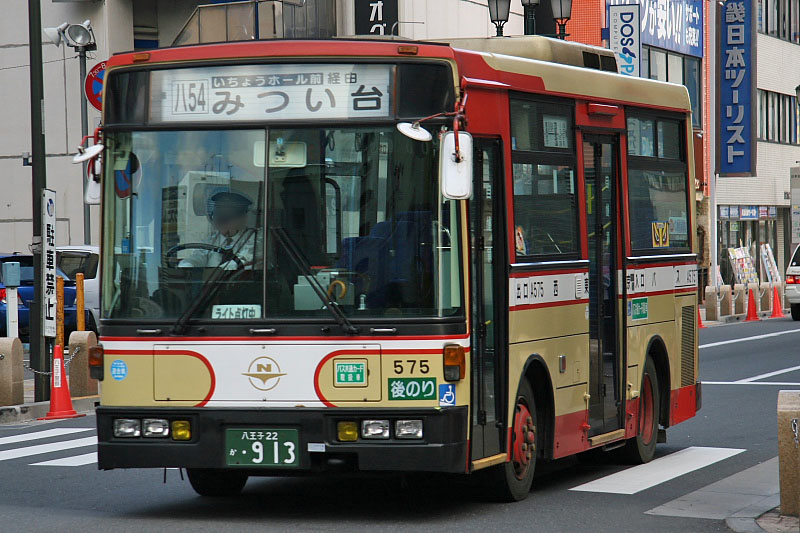
標準マスク 西東京バス

日野・リエッセ
- ステップリフトバス
京王電鉄バス

#### 第2弾
通常シリーズ第21弾参照。

#### 第3弾
通常シリーズ第23弾参照。

#### 第4弾
通常シリーズ第29弾参照。

### わたしの街バスコレクション
2017年11月から発売される新シリーズで、首都圏や関西圏など国内主要都市6都市8アイテムのバス事業者を、製品化している。
2017年11月発売。
- MB1 北海道中央バス QPG-KV290Q1 がプロトタイプ。
- MB2 東京都交通局 QDG-LV290N1 がプロトタイプ。
- MB3 西武バス 「S-tory」 2PG-MP38FK がプロトタイプ。2020年9月までは旧モデル（QDG-LV290N1 がプロトタイプ）が販売されていた。
- MB4 名古屋市交通局 QKG-LV290N1 がプロトタイプ。
- MB5 阪急バス QPG-LV290Q1 がプロトタイプ。
- MB6 神姫バス QDG-LV290N1 がプロトタイプ。
- MB7 広島電鉄 QPG-KV290Q1 がプロトタイプ。
- MB8 西日本鉄道 QDG-KV290Q1 がプロトタイプ。

2024年4月発売。
- MB1-2 北海道中央バス 2PG-MP38FⅯ がプロトタイプ。
- MB2-2 東京都交通局 2PG-MP38FK がプロトタイプ。
- MB3-2 神奈川中央交通 PJ-MP35JM がプロトタイプ。
- MB4-2 名古屋市交通局 2PG-MP38FK がプロトタイプ。
- MB5-2 阪急バス 2KG-LV290N3 がプロトタイプ。
- MB6-2 京都市交通局 2RG-LV290N3 がプロトタイプ。
- MB7-2 広島電鉄 2RG-KV290Q3 がプロトタイプ。
- MB8-2 西日本鉄道 2PG-MP38FⅯ がプロトタイプ。

## バスコレ走行システム

### バスコレ走行システム
専用の動力ユニットを組み込んだバスが専用道路パーツの上を走行するシステム。専用道路パーツはTOMIXワイドトラムレールに連結させて鉄道コレクションの路面電車などとすれ違い走行させることも可能。動力ユニットにあるマグネットをワイヤーガイドで誘導する、ドイツ・ファーラー社の「カーシステム」と同様の仕組みをとっている。また、道路パーツ下に組み込んだマグネットが発進や停止、加減速の信号を送る。

#### バスコレ走行システム基本セットA
2011年3月発売
- セット内容

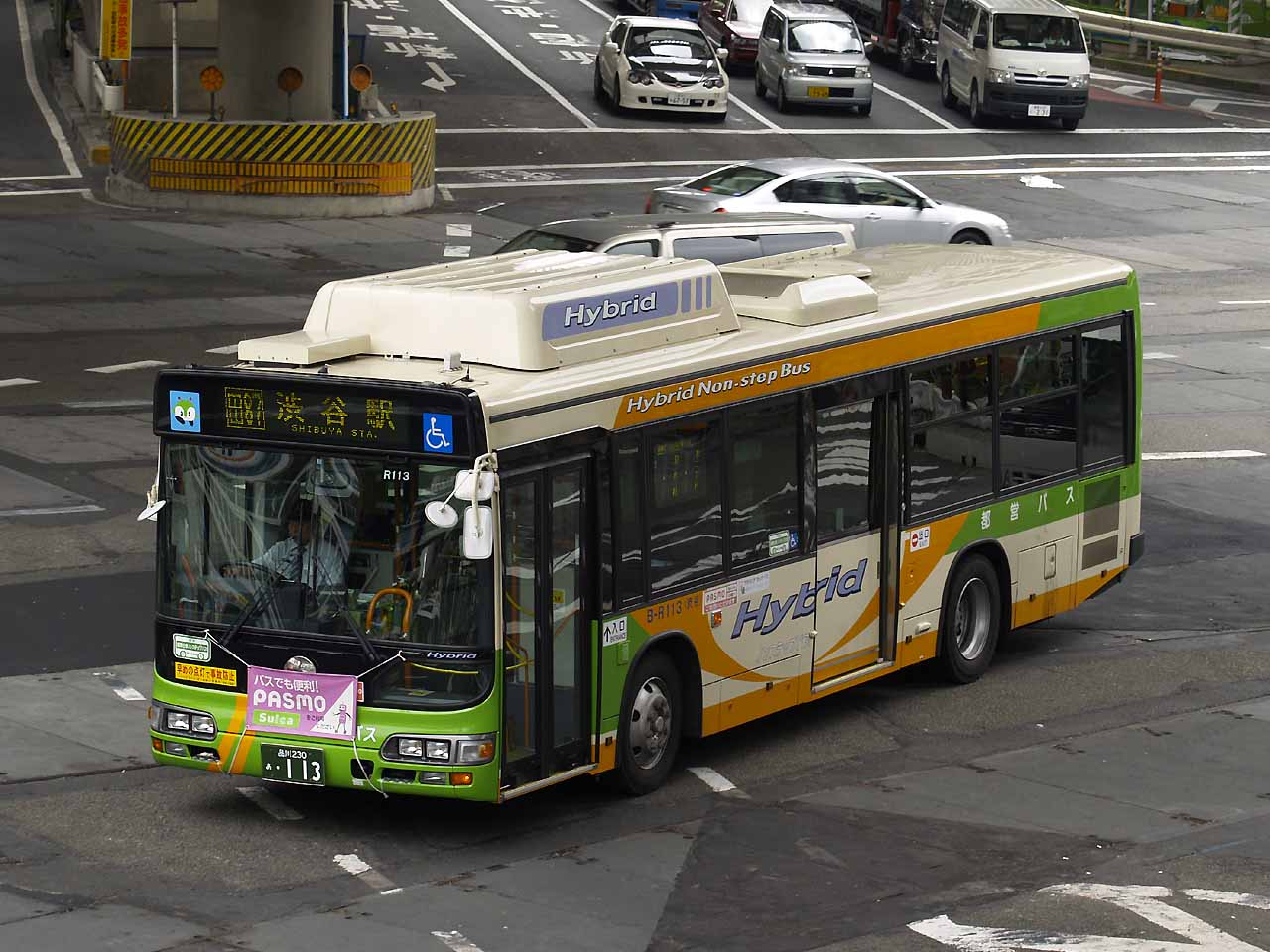
東京都交通局 ブルーリボンシティハイブリッド

  - 日野・ブルーリボンシティハイブリッドノンステップ（ホイールベース4.8m・東京都交通局仕様・同型の未塗装バス各1台）
  - 動力ユニット（ノンステップバス用）　1台分
  - 直線道路S70-RO　5本
  - 曲線道路C103-30-RO　6本
  - 曲線道路C140-30-RO　6本
  - バス停ユニット　1個
  - バス停用アプローチ道路S70-RO　3本
  - ステアリングストッパー - 前輪タイヤのステアリングを固定し、道路パーツ無しでも走行できるようにするためのパーツ。直進・左右回り（全4通り）ができる。1個
  - マグネットホルダー - バスの加速、減速の選択をするパーツ。2個
  - 道路・ワイドトラムレール共通ジョイント - TOMIX製ワイドトラムレールやそれぞれの道路パーツを互いに連結する際に使用するパーツ。20個

#### バスコレ走行システム基本セットA2
2011年11月発売。セット内容では付属の車両が同車種の大阪市交通局仕様であること以外は基本セットAと同一であるが、基本セットAの都営バス仕様は日野・ブルーリボンシティハイブリッドノンステップの初期のACG-/BJG-HU8JLFPをモデル化しているのに対し、このセットに付属している大阪市交通局仕様はマイナーチェンジ後のLJG-HU8JLGP（ホイールベース4.8m車）である。未塗装バスも大阪市交通局仕様と同型の車体が付属している。

#### バスコレ走行システムJR東日本BRTセットA
2015年1月発売。付属車両は同車種の標準尺LNG-HU8JMGP（ホイールベース5.2m）の無塗装車とJR東日本・気仙沼線BRT「おっぽくん」ラッピング仕様が各1台。コースも単線往復のパターンを再現する為、末端でのUターン用のY字道路と、行き違い用に車線変更道路を設定。

#### バスコレ走行システム基本セットB1
2013年3月発売
- セット内容
  - エアロスター MP35JM（名鉄バス仕様・同型の未塗装バス各1台）※通常品第15弾の車番違い
  - 専用動力ユニット　1台分
  - ステアリングストッパー　1台分
  - マグネットホルダー　2個
  - バス専用マグネットホルダー×　1個
  - 道路・ワイドトラムレール共通ジョイント　24個
  - バス停ユニット　1個
  - 直線道路S70-R0　5個
  - 曲線道路C177-30-R0　12個
  - バス停用支柱　1個
  - バス停用屋根　1個
  - バス停・バス専用ステッカー　各1個

基本セットA・A2とは異なる曲線道路C177を使用したオーバルコースとなる。

#### バスコレ走行システム基本セットB2
- セット内容
  - 日野 ブルーリボンHT/HU（広島電鉄仕様・同型の未塗装バス各1台）※通常品第2弾とは別物
  - ほかはB1と同様

「ワイドトラム 路面レール・鉄コレ 広島電鉄特別セット」と組み合わせることができる

#### バスコレ走行システム基本セットB3
- セット内容
  - 西工96MCワンステップバス（西日本鉄道仕様・同型の未塗装バス各1台）※通常品第11弾とは別物・西日本鉄道オリジナルバスセットの金型改修版(テール部が汎用テールからシビリアンテールになっている）
  - ほかはB1と同様

#### バスコレ走行システム 神奈川中央交通 ツインライナー
- セット内容

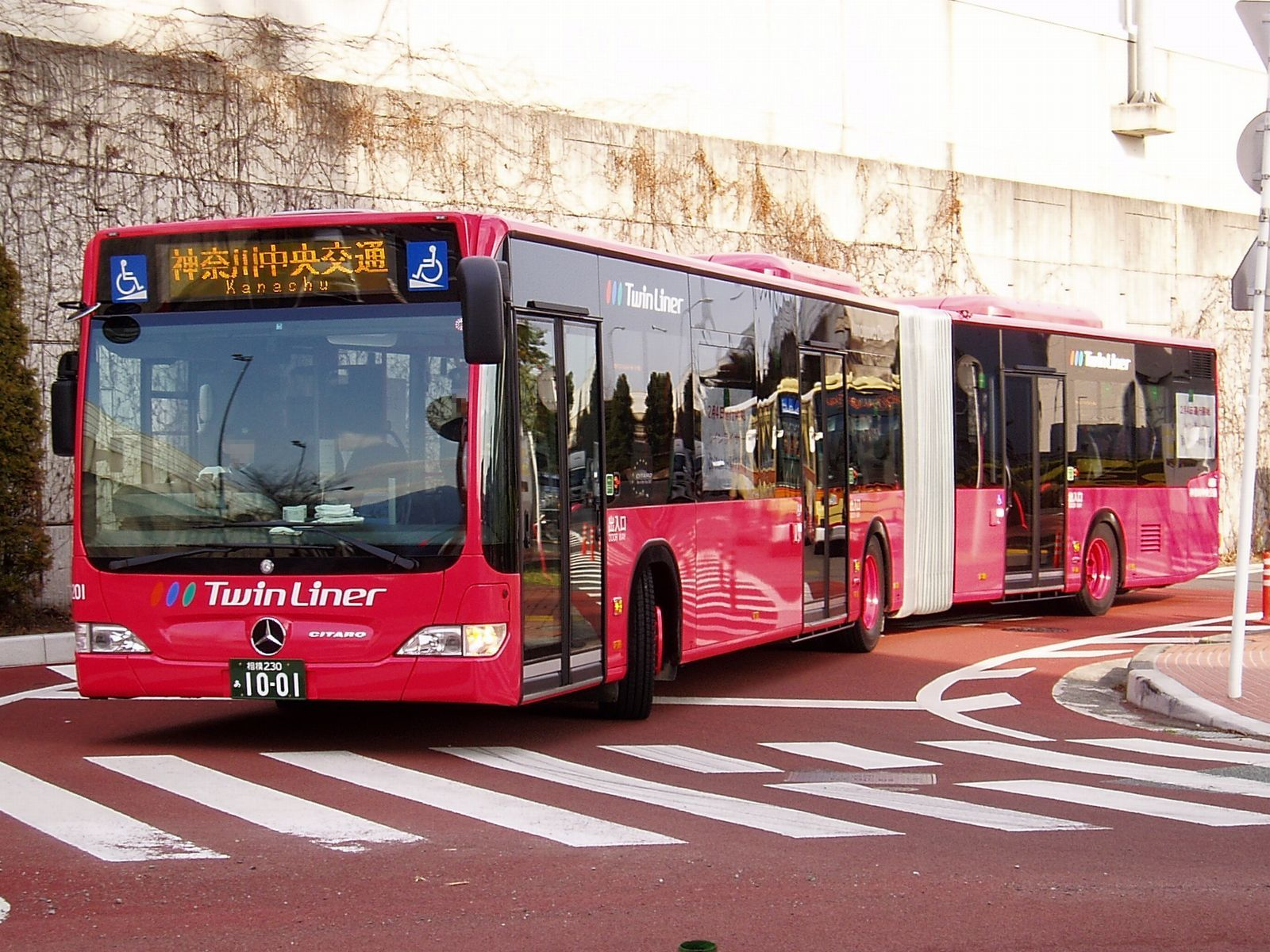
神奈川中央交通 メルセデス・ベンツ・シターロ

  - メルセデス・ベンツ・シターロ (ま203)
  - 動力ユニット（連接バス用）　1台分
  - マグネットホルダー　2個
  - 直線道路S70-RO　5本
  - 曲線道路C177-30　6本
  - バス停ユニット　1個
  - バス停用支柱　1個
  - バス停用屋根　1個
  - バス停・バス専用ステッカー　各1個
  - バス停用アプローチ道路S70-RO　3本
  - 充電用USBチャージケーブル

#### バスコレ走行システム 神姫バス オレンジアロー連 SANDA
- セット内容
  - メルセデス・ベンツ・シターロ（右ハンドル日本仕様）
  - ほかは神奈川中央交通 ツインライナーと同様

#### バスコレ走行システム 専用動力ユニット BM01
2011年11月発売。走行システム上を走行させるために必要な動力ユニット。ホイールベース32mm。適合車種は「いすゞ・BU04」「西日本車体工業96MCノンステップ」「いすゞ・エルガノンステップ」「富士重工新7Eノンステップ」「日野・ブルーリボンシティハイブリッドノンステップ」の5種類。

#### バスコレ走行システム専用動力ユニット BM-02
2012年6月発売。走行システム上を走行させるために必要な動力ユニット。ホイールベース35mm。適合車種は「三菱ふそうMP218／618」「富士重工業5E（5台セット）」「西工58MC」「西工96MCワンステップ」「三菱ふそうエアロスター」「富士重工業7E」「日野ブルーリボンHT/HU（5台セット）

#### バスコレ走行システム専用動力ユニット BM-03
2013年12月発売。走行システム上を走行させるために必要な動力ユニット。ホイールベース38～44mm。適合車種は「西工ネオロイヤル」「富士重工業R13」「日野セレガ・セレガR」「日野RV」「三菱ふそうニューエアロ」「三菱ふそうMS615」「いすゞガーラⅠ～Ⅲ」「日野RU638AA」

#### バスコレ走行システム専用動力ユニット BM-02R
2015年12月発売。走行システム上を走行させるために必要な動力ユニット。動力機能はBM-02と同様だが一部のパーツ部品を追加している。ホイールベース35mm。適合車種は「三菱ふそうMP218／618」「富士重工業5E（5台セット）」「西工58MC」「西工96MCワンステップ」「三菱ふそうエアロスター」「富士重工業7E」「日野ブルーリボンHT/HU（5台セット）

### 道路パーツ

#### 道路パーツ
2011年8月発売。
- S-001 バスコレ走行システム
  - 道路パーツ S70-RO　6本

2014年7月発売。
- 道路パーツS74-RO　6本

#### 曲線道路パーツ
2011年11月発売。
- C-001 バスコレ走行システム
  - 道路パーツ  C66-30-RO　6本
- C-002 バスコレ走行システム
  - 道路パーツ C103-30-RO　6本
- C-003 バスコレ走行システム
  - 道路パーツ C140-30-RO　6本
- C-004 バスコレ走行システム 
  - 道路パーツ C177-30-RO　6本
- C-005 バスコレ走行システム
  - 道路パーツ C214-30-RO 6本

#### バス停ユニットセット
2011年11月発売。
- BS-001 バスコレ走行システム
  - バス停ユニットセットA

#### 停発車道路
2014年7月発売。
- 停発車道路S74-RO-ST　4本セット

## 各種オープンパッケージ製品・限定品・その他の製品
製品の内容は一部を除いて割愛する。これらの限定品の為に新規の金型が起こされたものも多い。

### 単品セット
- 茨城交通

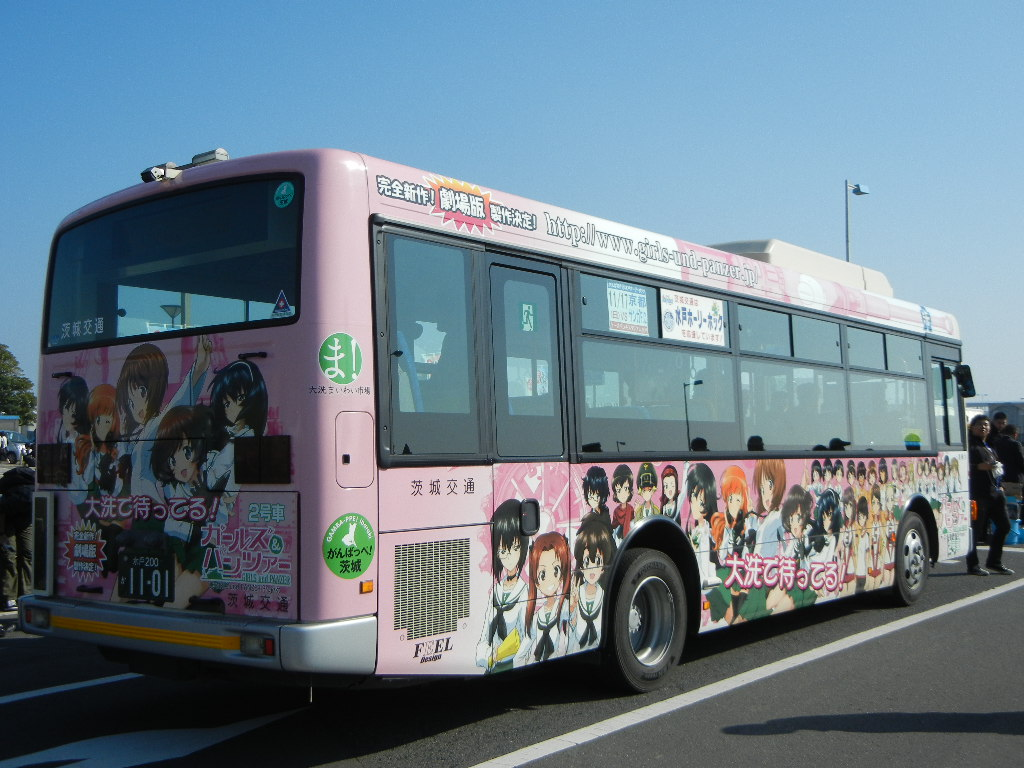
茨城交通
ガルパンバス

  - ガールズ&パンツァーバス - 茨城交通の、富士重工7Eにラッピングされている、ガールズ&パンツァーバスの単品製品。
  - ガールズ&パンツァーバス3号車 - 茨城交通の三菱ふそう・エアロバスにラッピングされている、ガルパンバス3号車の単品製品。
  - ガールズ&パンツァーバス3号車<2016> - 茨城交通の三菱ふそう・エアロバスにラッピングされている、ガルパンバス3号車の単品製品。また、前回の3号車と違い、屋根が白くなっているのが変更点。
  - ガールズ&パンツァーバス2号車 - 日野・レインボーII PDG-KR234J2がプロトタイプ。
- くしろバス ルパン三世ラッピングバス - くしろバスの富士重工7Eにラッピングされている、ルパン三世の単品製品。
- 岩手県北自動車 ヒトものバス - 岩手県北自動車の、貨客混載バス「ヒトものバス」の単品製品。
- 宮崎交通
  - ヒト・ものハコぶエコロジーバス - 宮崎交通とヤマト運輸の客貨混載バスである。日野・レインボーがプロトタイプ。
  - ヒト・ものハコぶエコロジーバス2 - 宮崎交通とヤマト運輸の客貨混載バスの第2弾。いすゞ・キュービックがプロトタイプ。
- 一畑バス　”ご縁バス”しまねっこ号 - 一畑バスのいすゞ・ガーラにラッピングされている、しまねっこ号の単品製品。
- 会津バス 手塚治虫漫画家デビュー70周年記念号 - 会津バスのいすゞ・ガーラにラッピングされている、手塚治虫の漫画作品の単品製品。
- ミヤコーバス　「孤独のグルメ」号 - ミヤコーバスの日野・セレガにラッピングされている、孤独のグルメ号の単品製品。
- JR九州バス B&Sみやざき号 - 三菱ふそう・エアロエースがプロトタイプ。
- 新日本プロレス選手バスA/B - プロレス団体「新日本プロレス」が2016年9月に新車で2台購入した巡業用選手移動バスの単品製品。日野・セレガ。Aは新日本本隊所属選手（真壁刀義・棚橋弘至ら）が乗車する黄色いライオンマークの車両、Bは対抗ユニットに所属する選手（オカダ・カズチカ・内藤哲也ら）が乗車する赤いライオンマークの車両。
- 産交バス くらしハコぶバス - 三菱ふそう・エアロミディがプロトタイプ。
- 京成グループ
  - 千葉内陸バスTOMIXデザインバス - TOMIXで発売していた富士重工業路線バス2台セットのデザインを踏襲し、千葉内陸バスのイメージカラーの緑と掛け合わせたデザインとなっている。日野・ブルーリボンハイブリッドがプロトタイプ。
  - 京成バス新都心営業所 メルセデス・ベンツ・シターロG「シーガル幕張」4825号車 - 紫帯をまとっている。
  - 千葉交通うなりくんラッピングバス
  - 松戸新京成バス
    - 松戸新京成バス創立15周年記念 松戸市の花つつじデザインバス
    - 松戸新京成バス創立15周年記念 新京成電車デザインバス
- 都営バスさよなら富士重工業新7E K468号車 - 2018年1月27日に引退された都営バス富士重工業新7E(KL-UA452KAN改)の北自動車営業所所属N-K468を製品化されており、パッケージはオープンパッケージで、行先LEDやヘッドマークのシールを付属された。
- 備北交通 カープラッピングバス

- 小田急電鉄グループ

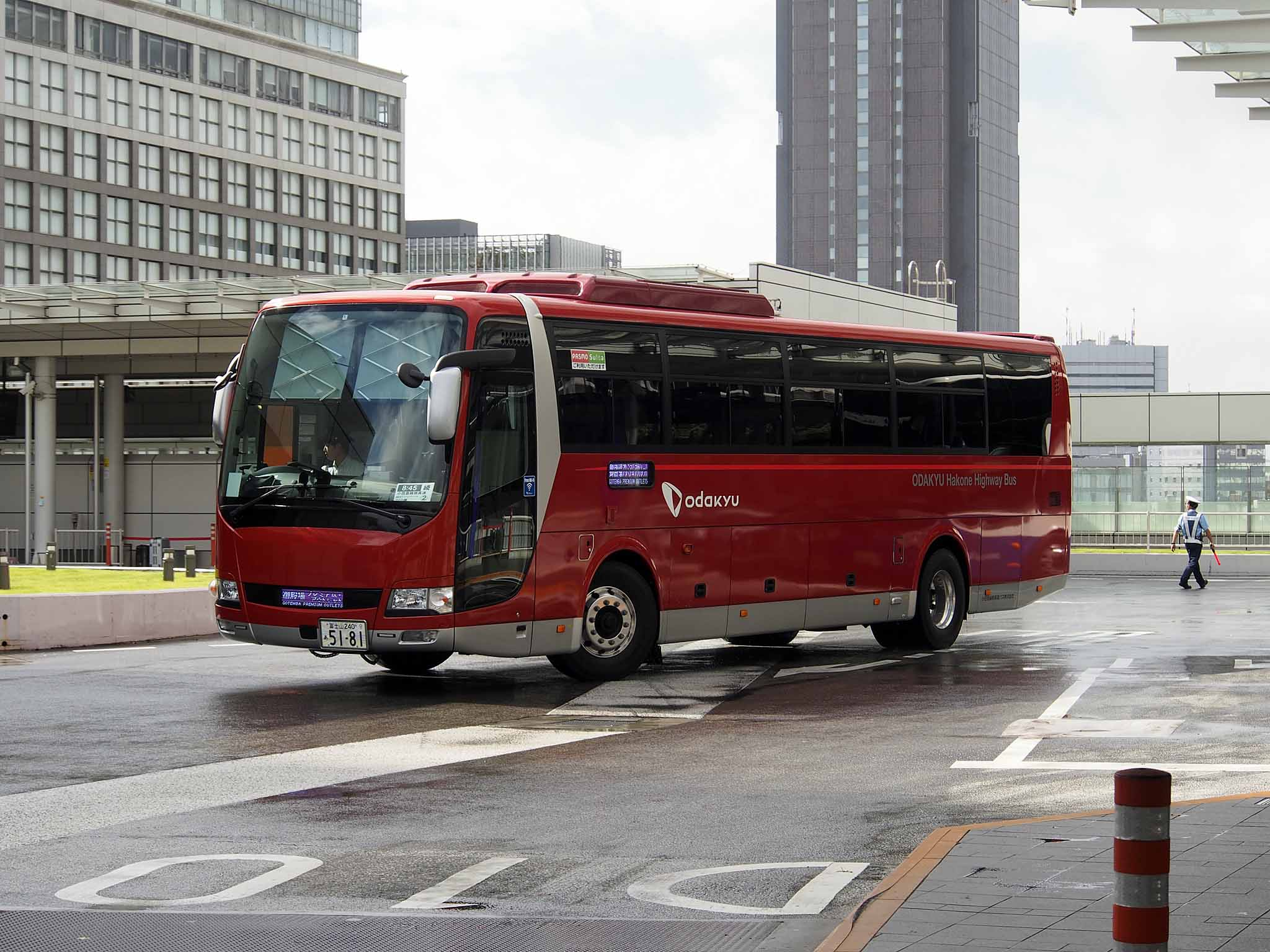
小田急箱根高速バス
GSEカラーバス

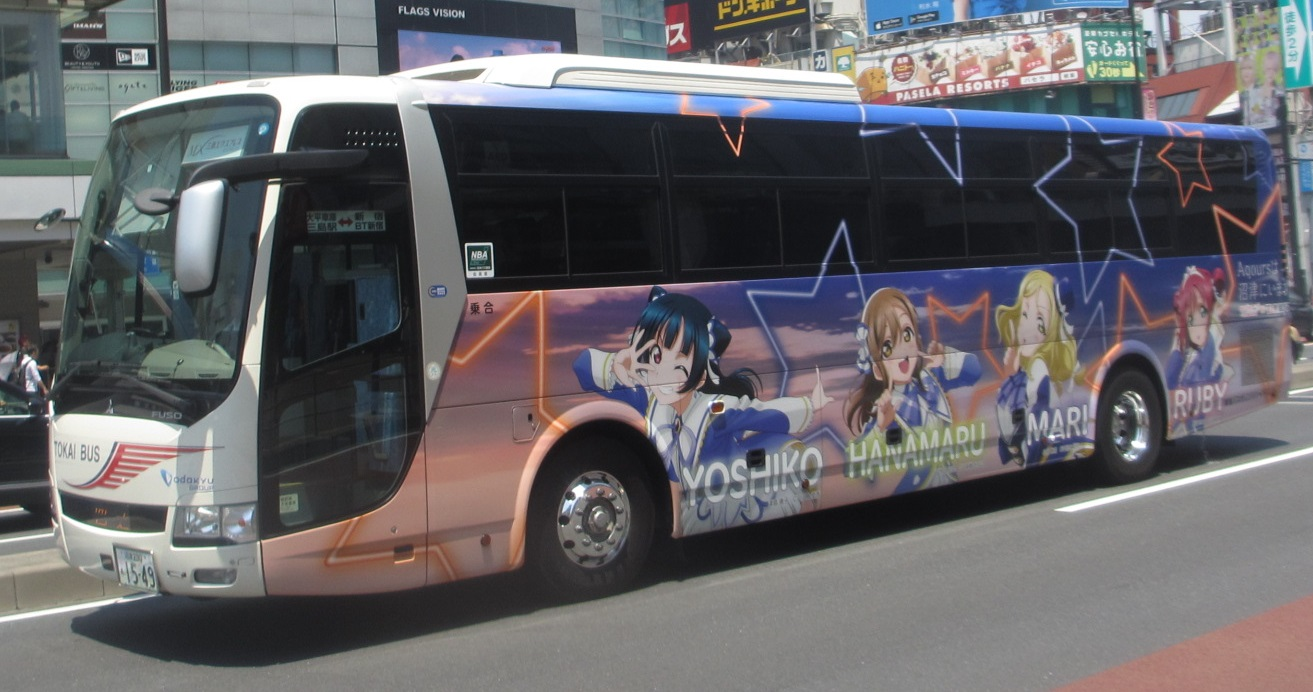
東海バス・三島エクスプレス
ラブライブ4号車

  - 立川バス フレームアームズ・ガールラッピングバス - 三菱ふそう・エアロスターMP38がプロトタイプ。
  - 小田急箱根高速バス GSEカラーバス
  - 東海バス（旧：東海バスオレンジシャトル、全車両がラブライブ!サンシャイン!!・ラッピングバス）
    - 2号車 - 同社所属のいすゞ・エルガミオにラッピングされている、ラブライブバス2号車の単品製品。東海バスオリジナル版も併せて発売された。
    - 3号車 - 同社所属のいすゞ・エルガミオにラッピングされている、ラブライブバス3号車の単品製品。東海バスオリジナル版も併せて発売された。
    - 4号車 - 同社所属の三島エクスプレス用三菱ふそう・エアロエース（小田急電鉄グループ統一塗装）にラッピングされている、ラブライブバス4号車の単品製品。東海バスオリジナル版も併せて発売された。
- 伊豆箱根バス（全車両、ラブライブ!サンシャイン!!・ラッピングバス）
  - 3号車 - 同社所属のいすゞ・エルガミオにラッピングにされている、ラブライブバス3号車の単品製品。
  - 4号車 - 元西武観光バスのいすゞ・エルガミオにラッピングにされている、ラブライブバス4号車の単品製品。
- 富士急シティバス ラブライブ!サンシャイン!!バス - 富士急シティバス所属・E3408号車のいすゞ・ガーラで東京 - 沼津線に使用されている、ラブライブバスの単品製品。
- ジェイアールバス関東
  - 白棚線60周年記念SLラッピングバス - 白棚線バス開業60周年を記念したSLラッピングバス。SLの資料はトミーテックが提供した。
  - TRAIN SUITE 四季島 深遊探訪メニューを巡るバス - TRAIN SUITE 四季島の送迎バス。
- 関電トンネル電気バス 1001号車 - 日野・ブルーリボンを改造した電気バス第1号車で、トロリーポール部分は新規製作された。
- 東急バス×川崎フロンターレラッピングバス - 高津営業所に所属するTA1643がモデル。
- 岐阜バス さよなら三菱ふそう初代エアロスターMP617M - 岐阜バスで最後まで運行されていた1283号車の単品。
- 京王バス南
  - サンリオピューロランド号1号車 - ピンクを基調としたエアロエース。
  - サンリオピューロランド号2号車 - ブルーを基調としたセレガ。
- 伊那バス創業100周年記念 恋姫ラッピングバス - 伊那バス創業100周年を記念し、イチゴを彩った24185号車の日野・セレガの単品。
- 関東バス B3008号車 - 関東バス3扉車最後の生き残りであるB3008号車をオープンパッケージで製品化。
- 淡路交通さよなら三菱ふそう2ドアエアロバス - モデルは575号車。
- 川崎市交通局
  - かわさきノルフィン×ハローキティ - モデルはいずれも日野・ブルーリボンII。
    - スポーツのまちラッピングA
    - 映像のまちラッピングB
    - 音楽のまちラッピングC
    - ノルフィンパレード号D
- 明光バス パンダ白浜エクスプレス 〜未来をツナグ Smileバス〜 - アドベンチャーワールドのフルラッピングが施された日野・セレガである。
- 西鉄バス北九州 ハローキティバス
- 東京空港交通 ありがとうスペースアロー
- 川崎鶴見臨港バス すみっコぐらし×臨港バス コラボラッピングバス - 鶴見営業所に所属している1T625号車のいすゞ・エルガの単品。
- 岩手県交通 BYD・K9 - BYD・K9を新規金型で初製品化。
- 阿佐海岸鉄道 DMV-931（4代目コースター） - 鉄道コレクションとのダブルブランドで発売。

### 2台セット
- バスコレ2台セットA/B/C/D - ジオコレロゴが入った意匠のウィンドウ付きの吊り下げ式2台セット用パッケージに入っている。Aには、いすゞBX352・BA741（新規金型）、Bには日野BH15（新規金型）・BD33（一部新規金型）、CにはいすゞBXD30（一部新規金型）、Dには富士重工7E・新7Eが収録されており、A/B/Dセットの車種はすべて特定事業者の再現ではないフリーカラーで、Cセットは警察カラーである。
- 都営バス2台セットA - 都営交通100周年を記念して発売。いすゞBX352（新規金型）と日産ディーゼルUA272（新7E・CNG車）の2台セット。
- JRバス東北2台セットA - 日野・セレガ（みずうみ号）、三菱ふそう・エアロバス（おいらせ号）の2台セット。セレガはE5系新幹線と同様の塗装の車両を再現し、LKG-代車を、エアロバスはKL-代をそれぞれプロトタイプとしている。
- JRバス東北2台セットA2 - 日野・新型セレガ（みずうみ号）、日野・セレガR（スワロー号）の2台セット。新型セレガはAセットの車両称号・方向幕違い。セレガRは実車のFSではなく、FDの金型を使用している。
- JRバス東北2台セットB - 日野・新型セレガ（スーパーこまちカラー）、三菱ふそう・エアロバス（白樺号）の2台セット。セレガはE6系新幹線と同様の塗装の車両を再現し、QPG-代車を、エアロバスはKL-代をそれぞれプロトタイプとしている。
- 岩手県北自動車2台セット - 日野・新型セレガ（106急行バス）と日産ディーゼル・RN（宮古営業所所属）の2台セット。日野・新型セレガは第10弾と同じADG-代を、RNは京王電鉄バスからの譲渡車（京王マスク）をそれぞれプロトタイプにしている。
- ローカル路線バス乗り継ぎの旅 <松阪 - 松本城編> - テレビ東京とのコラボレーションで、実際に登場して乗車した三岐鉄道52号車（日野・レインボーHR）と八風バス1216号車（いすゞ・キュービック）の2台セット。
- ローカル路線バス乗り継ぎの旅 <四国ぐるり一周編> - テレビ東京とのコラボレーションで、実際に登場して乗車した高知西南交通（日野・リエッセ）と宇和島自動車（三菱ふそう・エアロバス）の2台セット。また、高知西南交通の日野・リエッセは右側面に非常口がないのが再現している。
- ローカル路線バス乗り継ぎの旅3 <出雲～枕崎編> - テレビ東京とのコラボレーションで、実際に登場して乗車した一畑バス（いすゞ・エルガ）とサンデン交通（いすゞ・エルガ）の2台セット。
- ローカル路線バス乗り継ぎの旅4 <函館～宗谷岬編> - テレビ東京とのコラボレーションで、実際に登場して乗車した北紋バス（三菱ふそう・エアロスターワンステップバス）と宗谷バス（三菱ふそう・エアロバス）の2台セット。
- ローカル路線バス乗り継ぎの旅5 <京都～出雲大社編> - テレビ東京とのコラボレーションで、実際に登場して乗車した西日本ジェイアールバス（三菱ふそう・エアロスター）と全但バス（いすゞ・エルガミオワンステップバス）の2台セット。
- 東京ベイシティ交通新旧カラー2台セット - いすゞ・2代目エルガ（復元塗装）と日野・ブルーリボンシティハイブリッドの2台セット。
- 奈良交通新旧カラー2台セット - いすゞ・エルガ（復元塗装）といすゞ・2代目エルガの2台セット。
- 中鉄バス新旧カラー2台セット-日デ・スペースランナーJPと日野・ブルーリボンⅡの2台セット。
- ジェイアールバス東北発足30周年記念2台セット - 日野・レインボーRJといすゞ・ガーラの2台セット。
- ジェイアールバス関東発足30周年記念2台セット - 日野・ブルーリボンHT/HUと三菱ふそう・エアロキングの2台セット。エアロキングは初登場。
- ジェイアール東海バス
  - ジェイアール東海バス発足30周年記念2台セット - 日野・セレガと三菱ふそう・エアロキングの2台セット。
  - ジェイアール東海バス発足30周年記念2台セット パート2 - 三菱ふそう・エアロバスMS7と三菱ふそう・エアロエース（発足30周年記念塗装車）の2台セット。
  - ありがとう日野セレガR2台セット - 日野・セレガRで最後まで残った、名古屋支店所属の747-05951号車と静岡支店の747-04951号車の2台セット。
- 中鉄バス新旧カラー2台セット - 日産ディーゼル・JPと日野・ブルーリボンⅡの2台セット。
- 中国ジェイアールバス発足30周年記念2台セット - 三菱ふそう・エアロキングと三菱ふそう・エアロスターの2台セット。
- 南部バス11ぴきのねこラッピングバス2台セット - いすゞ・エルガミオの2台セット。
- 十勝バス新旧カラー2台セット - 日野・2代目ブルーリボン（復元塗装）と日野・ブルーリボンⅡの2台セット。
- 西日本鉄道新旧カラー2台セット - 日産ディーゼル・スペースランナーRA（西テツバス復刻デザイン）と三菱ふそう・エアロスターの2台セット。
- 西鉄バス北九州2台セットA - 日産ディーゼル・UA（西鉄路面電車復刻デザイン）と日産ディーゼル・スペースランナーRA（電車代行カラー）の2台セット。
- 千葉交通新旧カラー2台セット - 日野・2代目ブルーリボン（復元塗装）と日野・ブルーリボンⅡの2台セット。
- 名古屋市交通局 市バス90周年記念2台セット - いすゞ・エルガ（レトロカラー）と日野・ブルーリボンIIの2台セット。
- 北九州市交通局 市営バス90周年記念2台セット - 西工58MCと日野・セレガ「ひまわり号」の2台セット。
- 宮城交通創立50周年記念2台セット  - 三菱ふそう・エアロスターMP38と三菱ふそう・エアロエース2019Ver.の2台セット。2019Ver.のエアロエースを新規金型で初製品化。
- 小田急バス創立70周年記念2台セット  - いすゞ・エルガ（19-C9412・70周年記念ラッピング）と三菱ふそう・エアロスターMP38（18-F6100）の2台セット。
- 沖縄バス創立70周年記念2台セット - MP117（730車・復刻塗装車）とMP38エアロスターの2台セット。

### 3台セット
- 関越道高速バスセットA - 東京 - 新潟線の西武バス、新潟交通、越後交通の3台セット。西武バス・越後交通は日野・セレガ、新潟交通は三菱ふそう・エアロエースがプロトタイプ。
- 広島バスセンター3台セット
  - A - 広島電鉄（クレアライン）、備北交通（広島 - 三次 - 庄原 - 東城線）、石見交通（いさりび号）の3台セット。広島電鉄は日野・セレガFD（KC-代）を、備北交通は日野・セレガRFDを、石見交通は三菱ふそう・エアロバス（PJ-代）をそれぞれプロトタイプにしている。
  - B - 広島空港リムジンバス、芸陽バス（かぐや姫号）、防長交通（広島 - 岩国・瀬戸線）の3台セット。広島空港リムジンバスは西工ネオロイヤルC型を、芸陽バスは日野・セレガ（2代目）を、防長交通は三菱ふそう・エアロバスをそれぞれプロトタイプにしている。
  - 広島バスセンター開業60周年記念セット(C) - 広島電鉄は西日本車体工業58MCを、広島バスは富士重工業7Eを、広島交通は西日本車体工業58MCをそれぞれプロトタイプにしている。
  - D - 芸陽バス、広電バス、瀬戸内運輸の3台セット。
- 札幌駅バスターミナルセットA - 北海道中央バスの三菱ふそう・エアロエース、じょうてつのいすゞ・エルガワンステップバス、沿岸バスの日野・セレガをそれぞれプロトタイプにしている。
- 万代シテイバスセンターセットA - 新潟交通のエルガ、長電バスのエアロエース、会津乗合自動車のガーラHDの3台セット。
- 長崎駅前ターミナルセット - 長崎県営バスは三菱ふそう・エアロエースを、西肥バスは三菱ふそう・エアロエースを、九州急行バスはいすゞ・ガーラをそれぞれプロトタイプにしている。
- 神戸三宮バスセットA - 西日本ジェイアールバスは三菱ふそう・エアロバスを、本四海峡バスは三菱ふそう・エアロエースを、神戸市交通局はいすゞ・エルガをそれぞれプロトタイプにしている。
- 草津温泉バスターミナルセット - ジェイアールバス関東はいすゞ・ガーラを、草軽交通は三菱ふそう・エアロバスを、西武観光バスはいすゞ・エルガワンステップバスをそれぞれプロトタイプにしている。
- 神戸三宮バスターミナルセットI - 神姫バスは三菱ふそう・エアロエースを、淡路交通はいすゞ・ガーラを、徳島バスは三菱ふそう・エアロエースをそれぞれプロトタイプにしている。
- 東京湾アクアライン高速バスセットA - ジェイアールバス関東、京成バス、日東交通の3台セット。
- 西日本ジェイアールバス発足30周年記念3台セット - 三菱ふそう・エアロキングといすゞ・ガーラと富士重工業5Eの3台セット。
- 大阪国際空港(ITM)バスセットA - 大阪空港交通はエアロエースを、阪急バスは日野・セレガを、阪神バスは日野・セレガの3台セット。
- いわき号30周年記念3台セット - ジェイアールバス関東は三菱ふそう・エアロバスMS7を、新常磐交通は日野・セレガを、東武バスはいすゞ・ガーラの3台セット。
- 都営バス富士重工新7E3台セット - 北営業所のN-K469、江東営業所のN-K499、練馬支所のF-K501の3台セット。
- 東京国際空港(HND)バスセット
  - A - 京浜急行バスのエアロバス、関東バスの日野・セレガ（初代・メトロ窓）、小湊鐡道の日野・セレガの3台セット。
  - B - 東武バスセントラルのセレガ、京浜急行バスのブルーリボンハイブリッド（ターミナル間無料連絡バス）、神奈川中央交通のエアロエースの3台セット。
- 東名ハイウェイバス50周年記念セット - 国鉄バスのMS504R（富士重工R13架装）、ジェイアールバス関東のエアロエース、ジェイアール東海バスのエアロエースの3台セット。
- 成田国際空港(NRT)バスセットA - 東京空港交通（エアロエース）、京成バス（エアロエース）を、成田空港交通（東京シャトルカラー、日野・セレガ）の3台セット。
- 東武バス創立20周年記念復刻塗装3台セット - 6120号車（旧観光カラー）、6000号車（旧路線カラー）、2644号車（運転訓練車）の3台セット。6000号車は東武バスオリジナルセットの物から行き先を変更している。

### 4台セット
- 熊本桜町バスターミナルセットA - 九州産交バスの日野・ブルーリボン、熊本電気鉄道の三菱ふそう・エアロスターMP38、熊本バスのいすゞ・エルガ（初代）、熊本都市バスのいすゞ・エルガ（2代目）がそれぞれのモデル。

### 5台セット
ウィンドウ付きパッケージの製品で、小売店でも販売される。

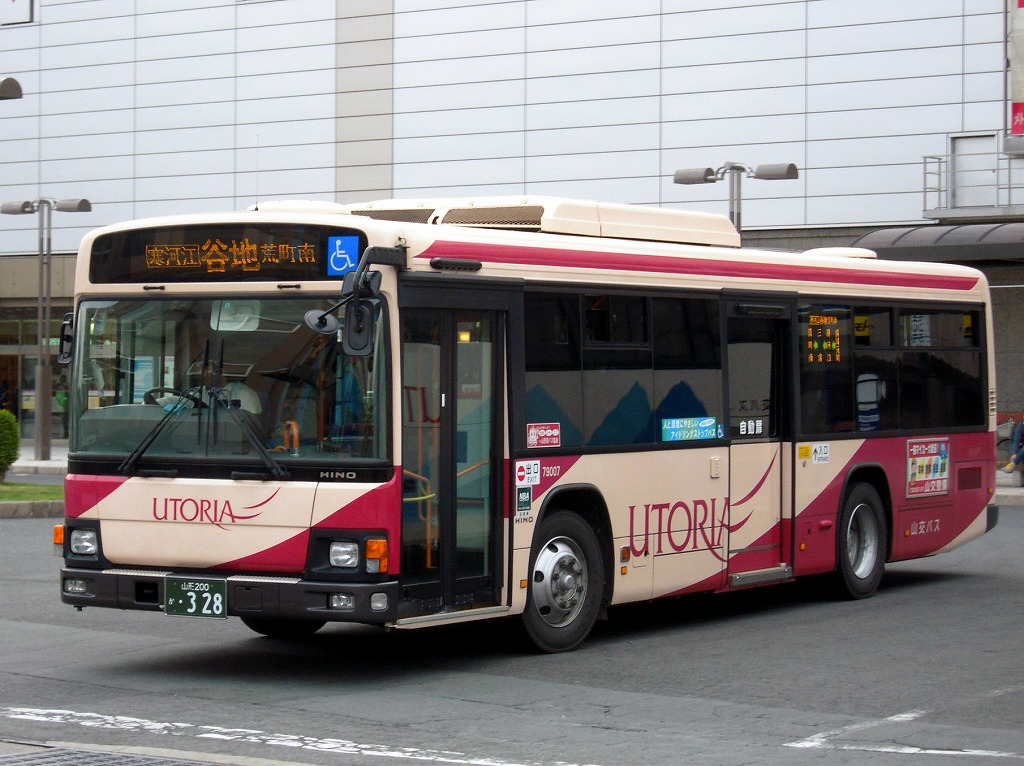
国鉄バスセット - 日産ディーゼル4R（中扉・前中扉）、日野RE100（前扉・前中扉）、三菱ふそうMP118（前中扉）の5台セット。RE100の前中扉車は、第3弾では中扉が引戸の車両を製品化したのに対し、このセットでは中扉が折戸の車両を製品化し、差別化を図っている。
- 都営バスブルーリボンセット - 品川営業所のX300（虹02系統の方向幕）、青梅支所のA530（中扉引戸）、葛西営業所のA470（ブルーリボンHIMR）、目黒営業所のB720（虹01系統カラー）、杉並営業所所属のD340（都市新バス・グリーンアローズ）の5台セット。
- 日野ブルーリボンHT/HU5台セット - 東武バス、京王電鉄バス、京浜急行バス、名古屋市営バス、京阪バスのHT/HUの5台セット。第2弾では短尺（ホイールベース4800mm）車を製品化したのに対し、このセットでは標準尺（同5200mm）車を製品化し、差別化を図っている。
- 富士重工5E5台セットA - 西東京バス、横浜市営バス、京都バス、広島バス、琉球バス交通の5台セット。第6弾では短尺（ホイールベース4760mm）車を製品化したのに対し、このセットでは標準尺（同5100mm）車を製品化し、差別化を図っている。
- 西鉄高速バス5台セット - 全て西工ネオロイヤルで、はかた号・どんたく号カラー（02MC）、ムーンライトカラー（92MC）、桜島カラー（02MC）、桜島専用カラー（92MC）、フェニックスカラー（92MC）の5台セット。はかた号・どんたく号カラーは第8弾のシークレットから「HAKATA」ロゴを外すことで差別化を図っている。
- 西工96MCノンステップバス5台セットA - 都営バス、川崎市営バス、京都市営バス、大阪市営バス、佐世保市営バスの5台セット。第5弾ではUA452、MP37を製品化したのに対し、このセットではRA274/273を製品化し、差別化を図っている。
- 西工96MCノンステップバス5台セットA2 - 事業者は96MCノンステップバス5台セットAと同様だが、ナンバープレートと方向幕が異なる。また、佐世保市営バスのみ汎用テールの金型から、川崎市交通局と同様のシビリアンテールの金型に変更されている。
- 日野・ブルーリボンII5台セットA - 2012年4月発売。山交バス、東武バス、京王電鉄バス、東急バス、阪急バスの5台セット。2007年2月のマイナーチェンジ以降の2つ目ヘッドライト車（PKG-車）がプロトタイプ。
- 富士重工5E5台セットB-2012年6月発売。関東自動車、西武バス、京浜急行バス、京阪宇治交通バス、九州産交バスの5台セット。Aセットと同じ標準尺車がプロトタイプ。
- 富士重工7E5台セットA - 都営バス、川崎市バス、横浜市営バス、大阪市営バス、鳴門市営バスの5台セット。第16弾ではUA440、HT2Mの標準尺車を製品化したのに対し、このセットでは公営バスに多い、短尺車UA4E0を製品化し、差別化を図っている。ただし、鳴門市営バスのみLV280を製品化している。
- 中央高速バス5台セットA - 京王電鉄バス、アルピコ交通、信南交通、濃飛バス、名鉄バス（この車両のみ中央道高速バス）の5台セット。どれもエアロエースがプロトタイプ。
- 都営バスいすゞエルガ5台セットA - 巣鴨営業所のP-K482（KL-LV280L1改）、臨海支所のR-H102（KL-LV834L1改・CNGノンステップバス）、早稲田営業所のT-N316（PJ-LV234L1）、品川営業所のA-T185（PKG-LV234L2）、南千住営業所のK-X297（QQG-LV234L3）の5台セット。
- 中央高速バス5台セットB - 富士急山梨バス、山梨交通、伊那バス、おんたけ交通、ジェイアールバス関東の5台セット。富士急山梨バス・山梨交通はいすゞ・ガーラ（2代目）、伊那バスは日野・セレガ、おんたけ交通・ジェイアールバス関東は三菱ふそう・エアロエースがプロトタイプ。
- 箱根登山バス エヴァンゲリオンバス5台セット - 初号機、零号機、2号機、Mark.06、8号機デザインの5台セット。車種はいずれも三菱ふそう・エアロスターMP38である。
- 新宿駅西口バスターミナルセットA - 都営バス、京王バス、関東バス、西武バス、小田急バスの5台セット。都営バスはいすゞ・エルガ、京王バス、西武バスは三菱ふそう・エアロスター、関東バスは日産ディーゼル・スペースランナーRA（RA274）、小田急バスはいすゞ・エルガミオがプロトタイプ。

### 8台セット

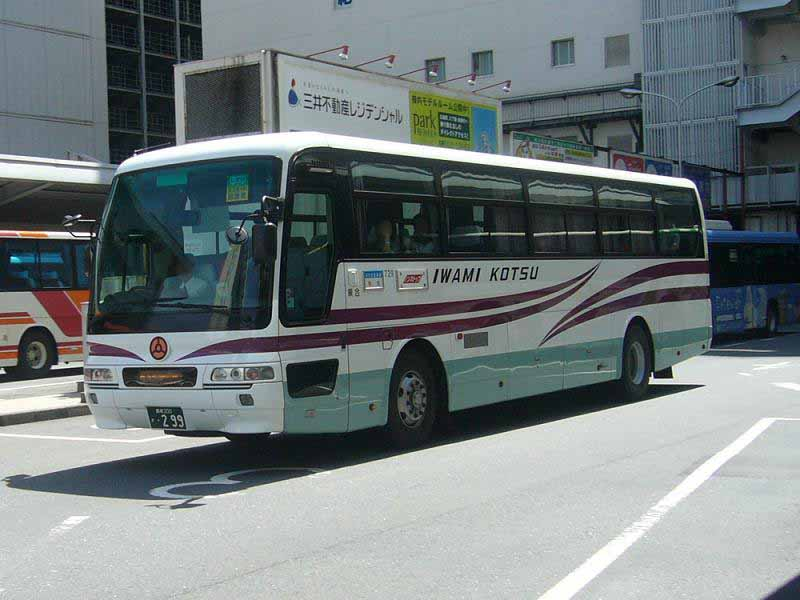
石見交通

- JRバス30周年記念8社セット - ジェイ・アール北海道バスのいすゞ・ガーラを、ジェイアールバス東北の三菱ふそう・エアロエースを、ジェイアールバス関東の日野・セレガを、ジェイアール東海バスの三菱ふそう・エアロエースを、西日本ジェイアールバスのいすゞ・ガーラを、中国ジェイアールバスのいすゞ・ガーラを、ジェイアール四国バスの三菱ふそう・エアロエースを、ＪＲ九州バスの三菱ふそう・エアロエースをそれぞれプロトタイプにしている。バスコレ初の8台セットの販売となる。

富士重工5E

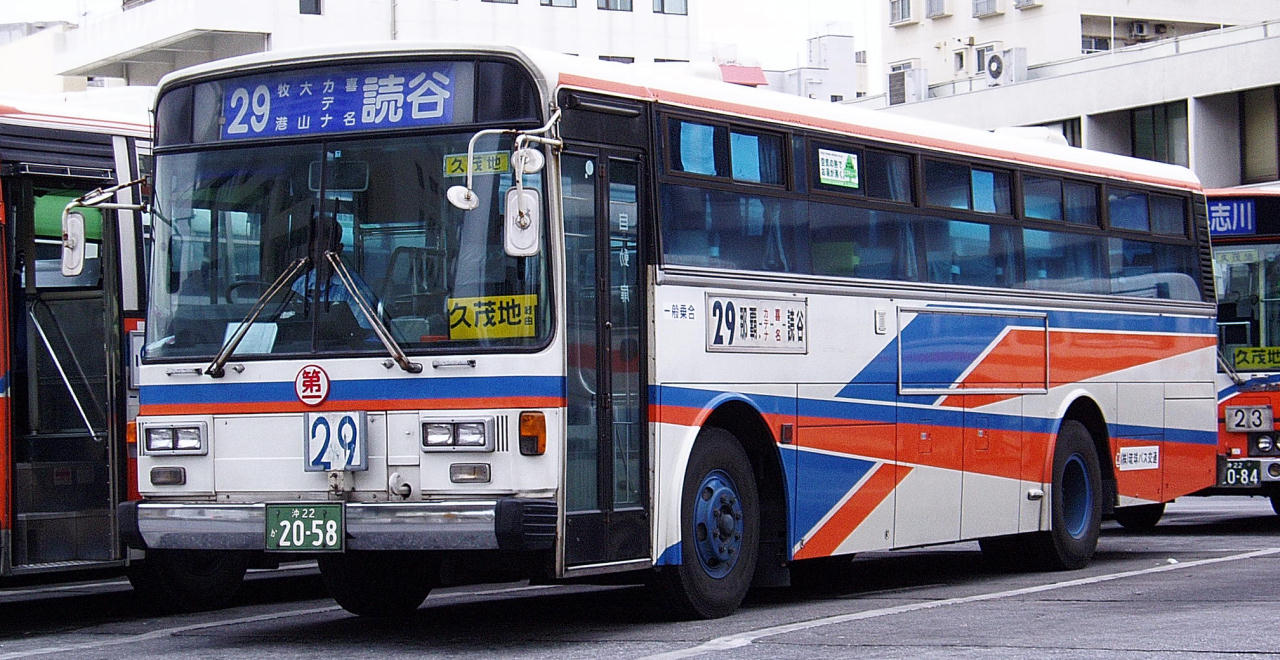
琉球バス交通

西日本車体工業ネオロイヤル

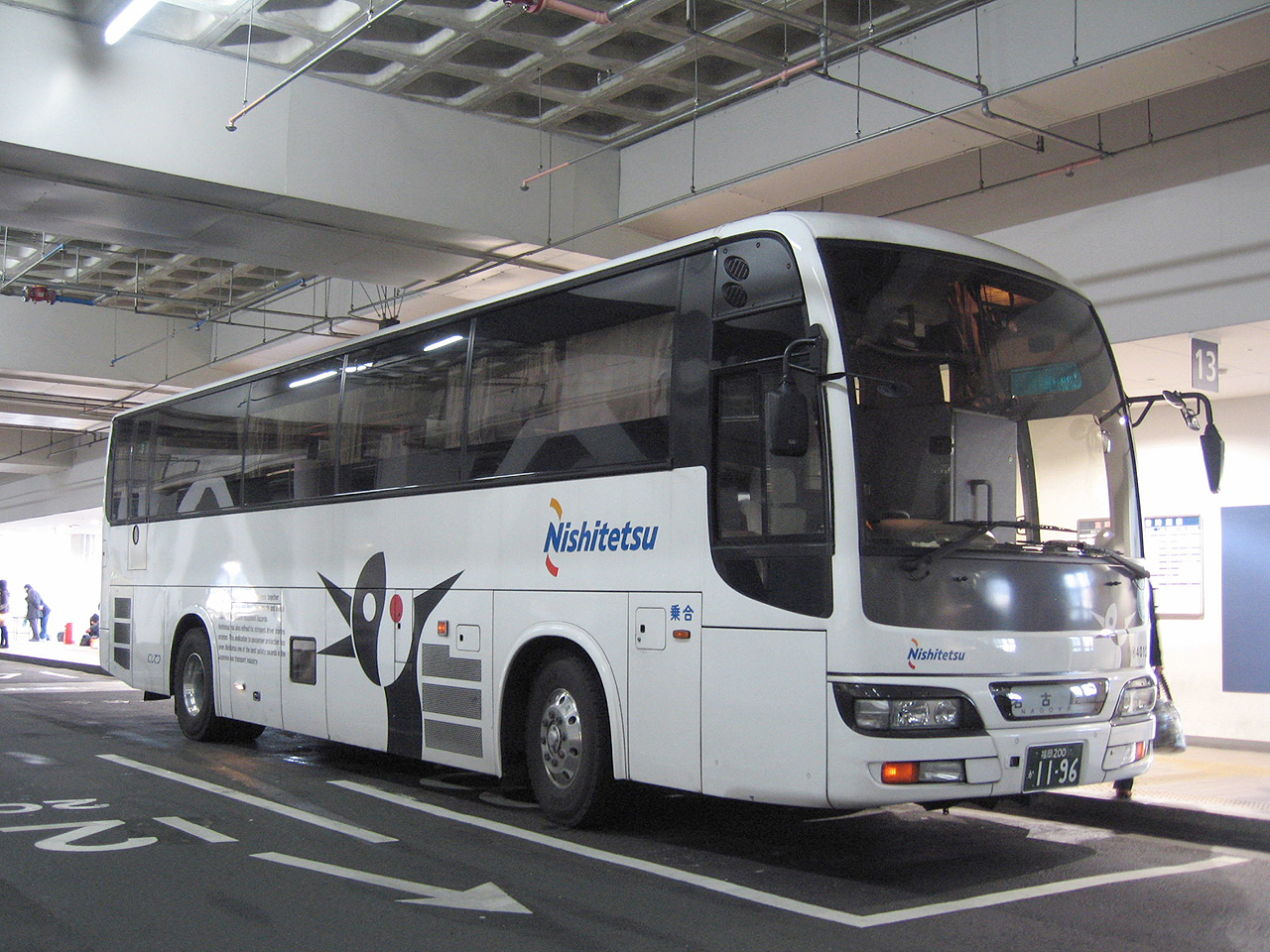
02MC 西日本鉄道（どんたく号）
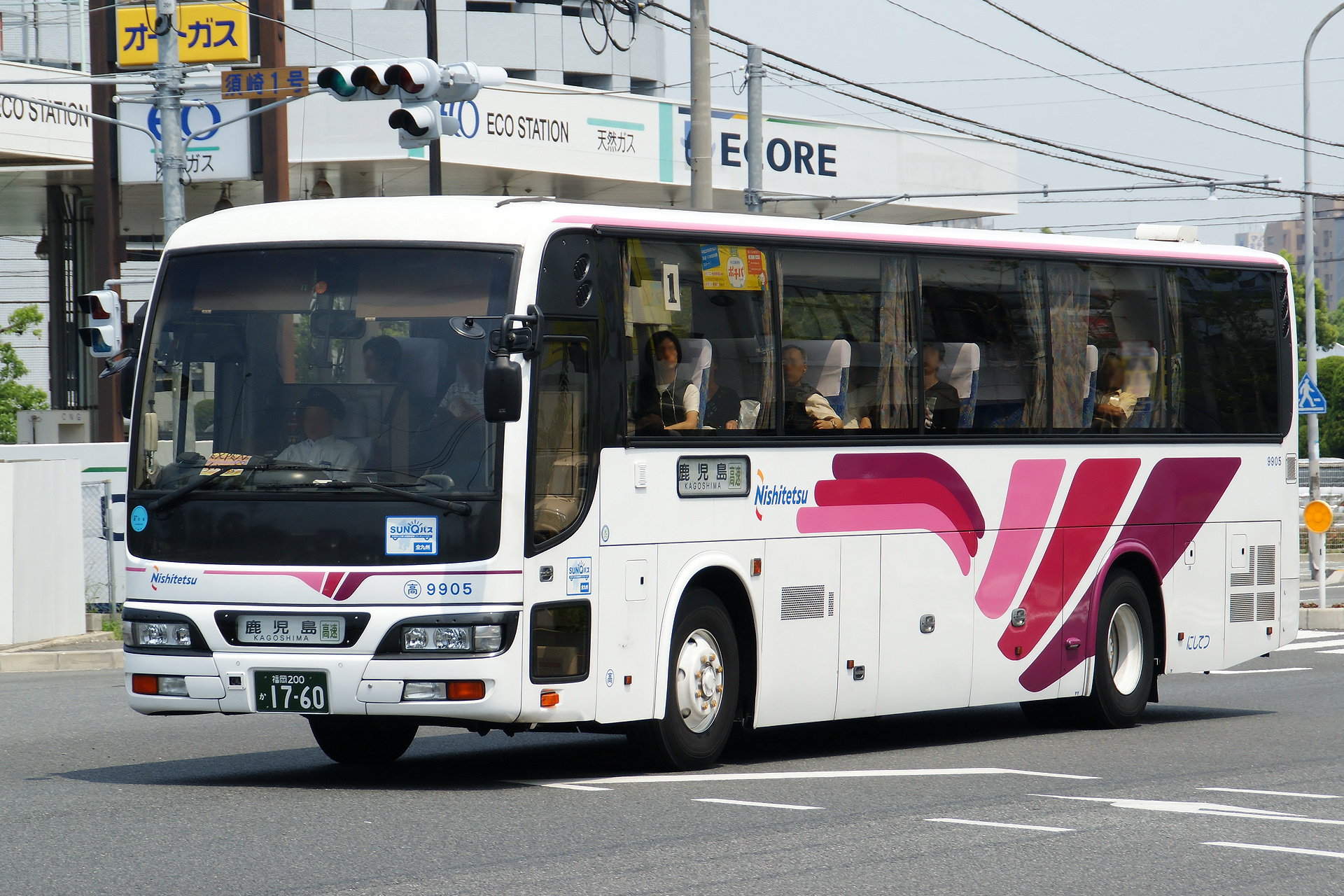
02MC 西日本鉄道（桜島号）

日野新型セレガ

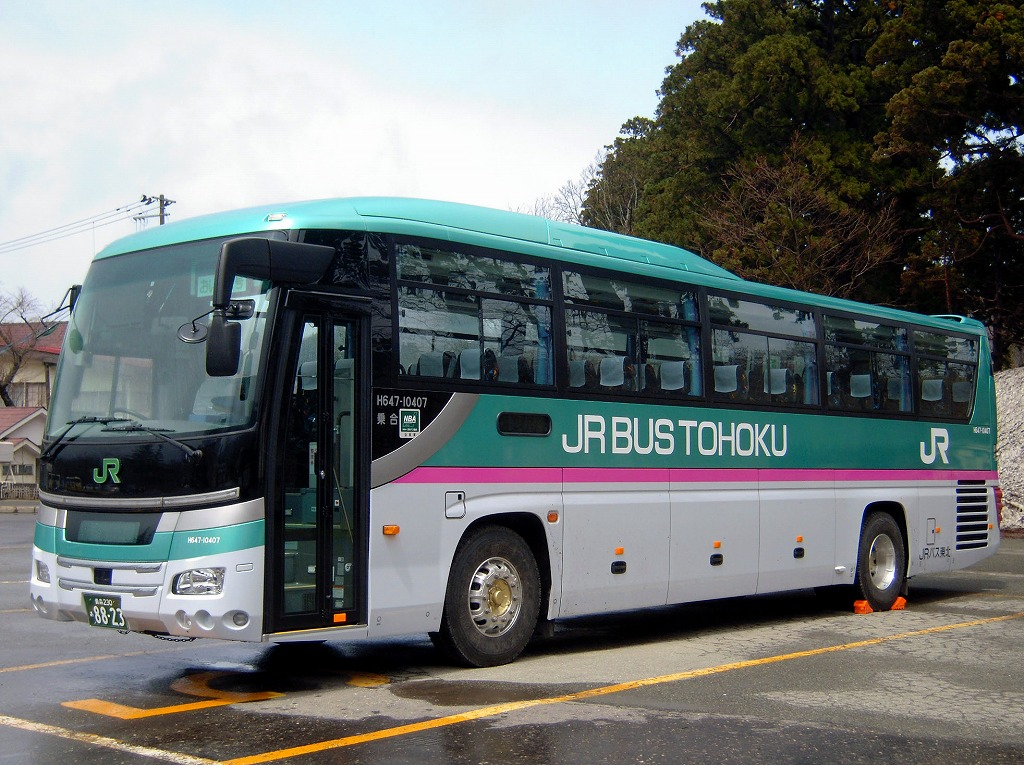
JRバス東北 （はやぶさカラー）
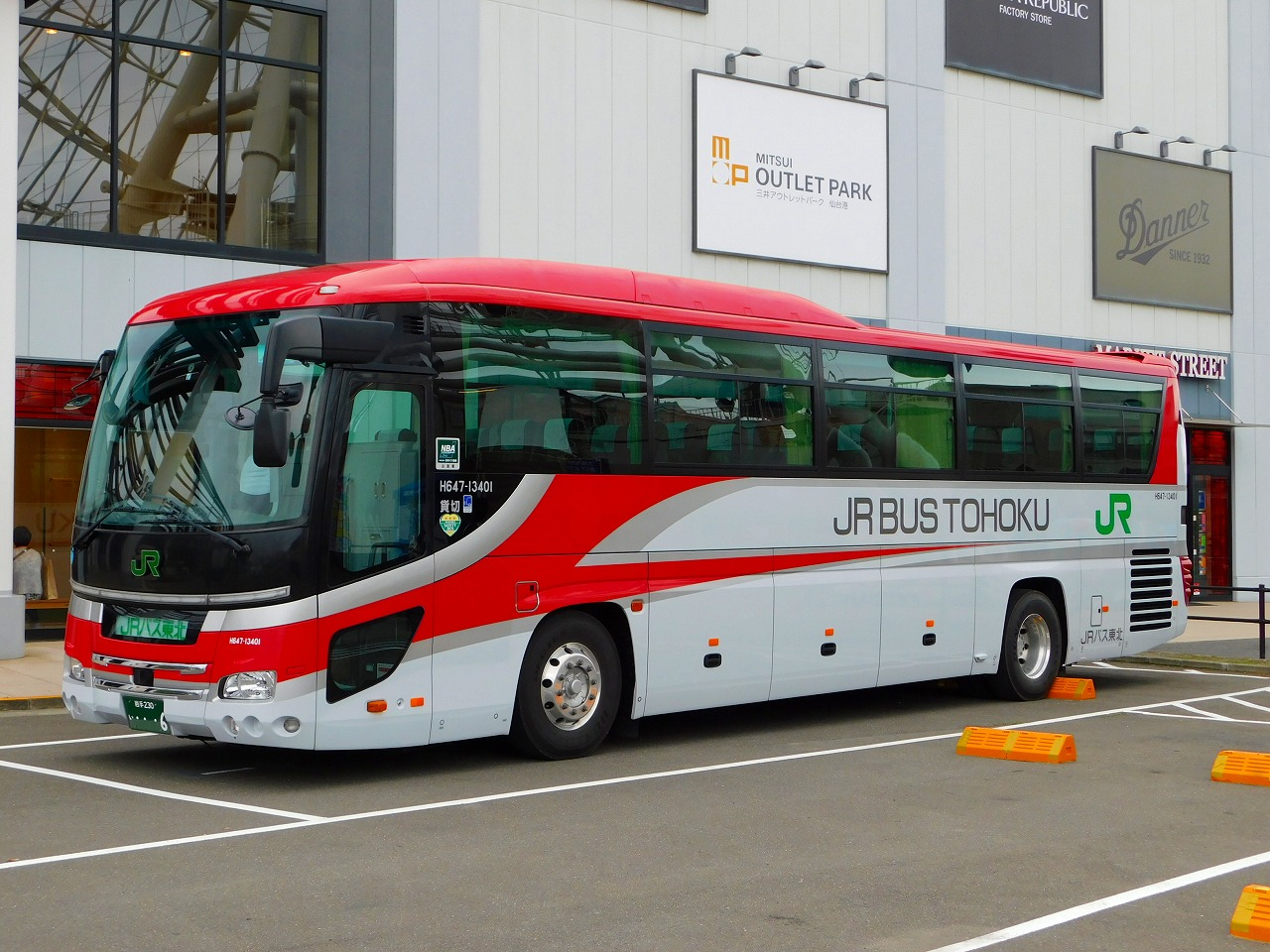
JRバス東北 （スーパーこまちカラーバス）
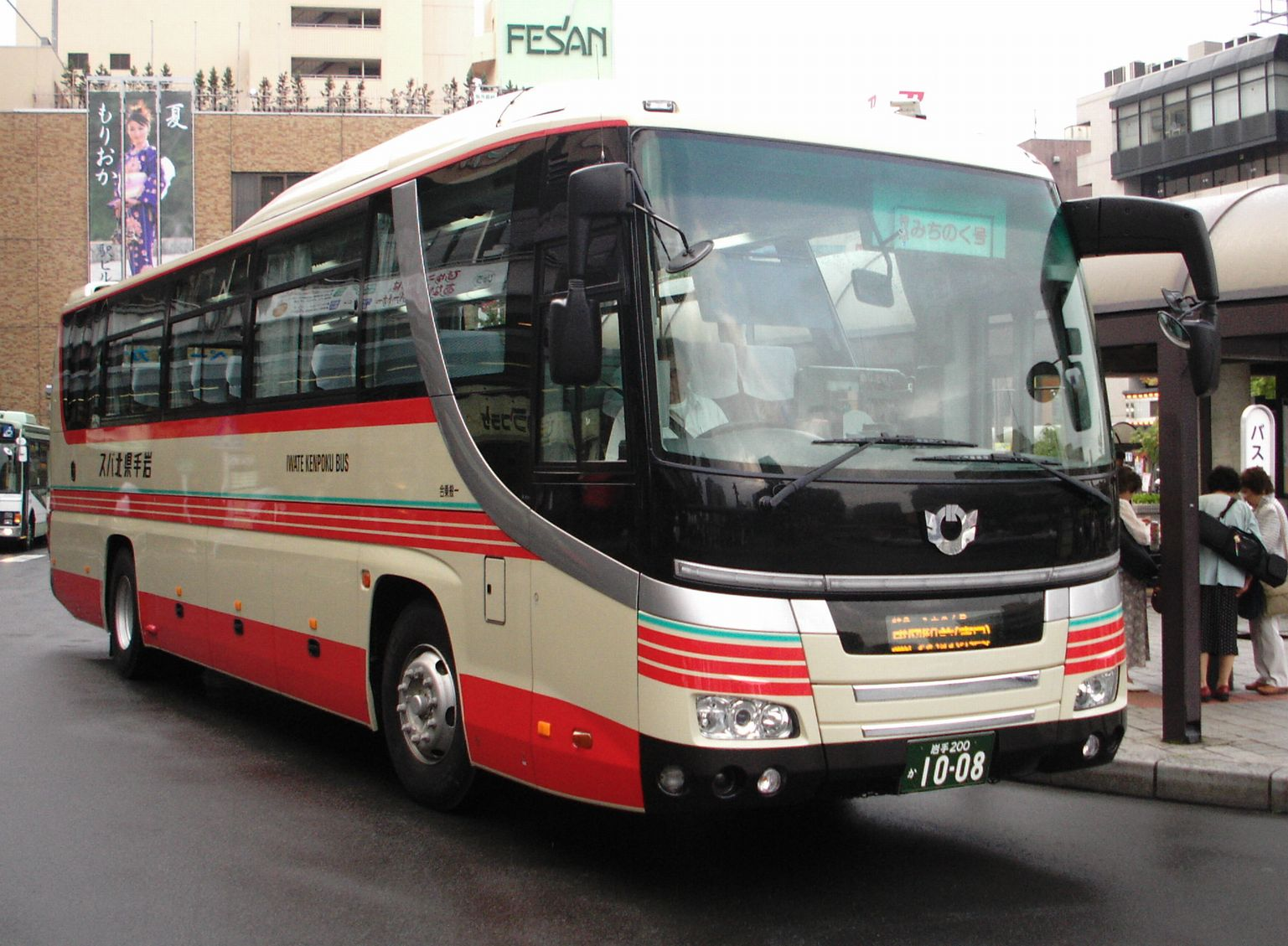
岩手県北自動車

三菱ふそうエアロバス
- 石見交通

日野ブルーリボンII
- 山交バス

### エアロキングコレクション
その名の通り、三菱ふそう・エアロキングに特化したシリーズ。

#### 第1弾
2021年4月発売。ブラインドパッケージとオープンパッケージの2形態で同時リリース。
エアロキングの最終生産型であるBKG-MU66JS系が新規金型で初登場。ブラインドパッケージは、バスコレとしては初めてシークレット未設定となった。
（○印はKC-MU612TA系、◎印はKC-MU612TA改系、●印はMU612TX系、△印はBKG-MU66JS系を表す。）
- ブラインドパッケージ
  - △関東自動車 とちの木号（行先LED車）
  - △西日本ジェイアールバス プレミアムドリーム号
  - ●ジェイアールバス関東 プレミアムエコドリーム号
  - ○ジェイアール四国バス ドリーム号（JR四国直営時代カラー）
  - ◎奈良交通 やまと号（五條 ⇔ 新宿）
  - △西鉄バス はかた号（0001号車お披露目会仕様）
- オープンパッケージ
  - ●関東自動車 とちの木号（行先方向幕車）
  - ●西日本ジェイアールバス プレミアムエコドリーム号
  - △ジェイアールバス関東 プレミアムドリーム号
  - △ジェイアール四国バス ドリーム号（現行塗装）
  - ◎奈良交通 やまと号（奈良 ⇔ 新宿）
  - △西鉄バス はかた号（0002号車）

三菱ふそう・エアロキング

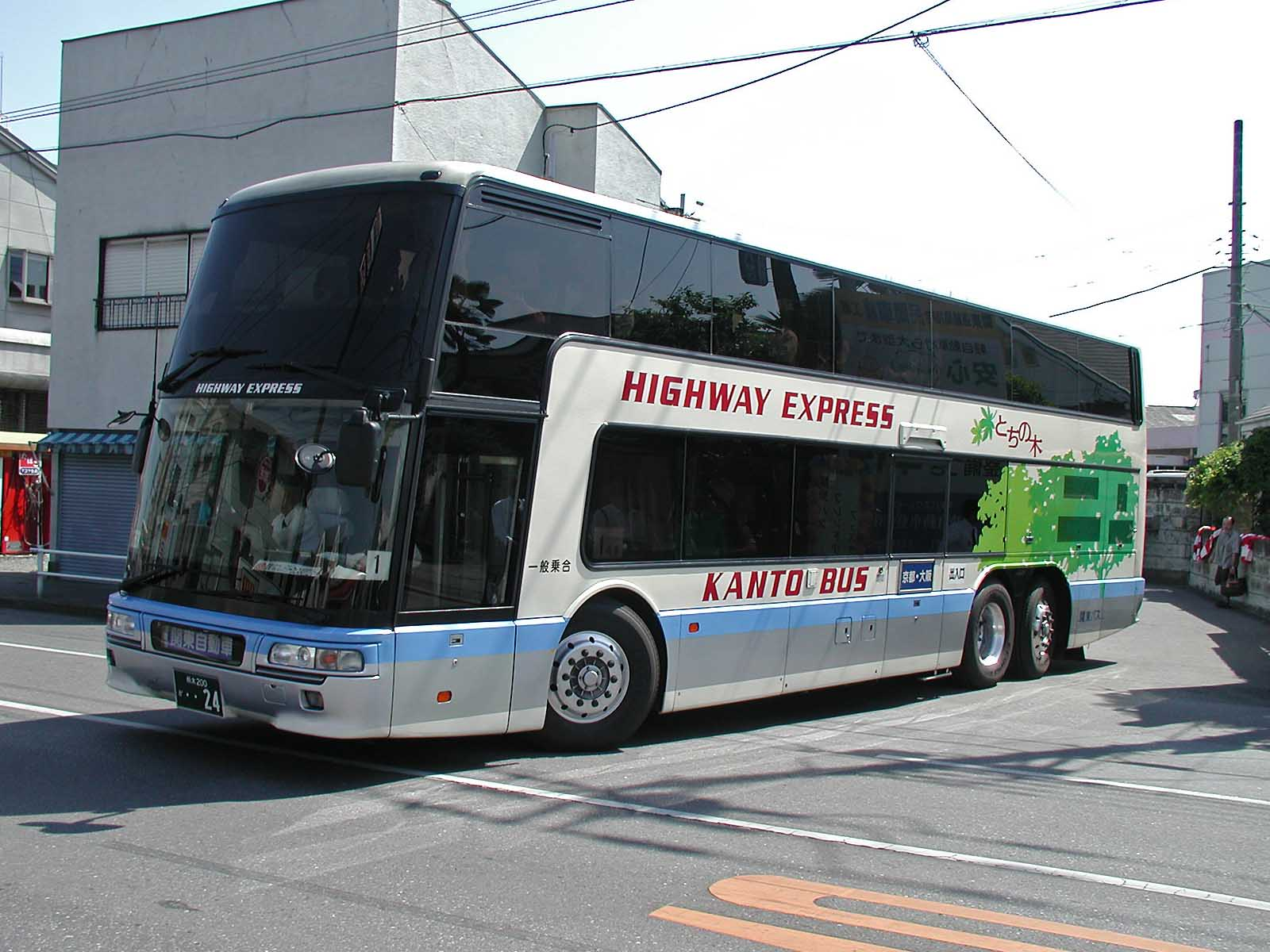
関東自動車 とちの木号（行先方向幕車） MU612TX系
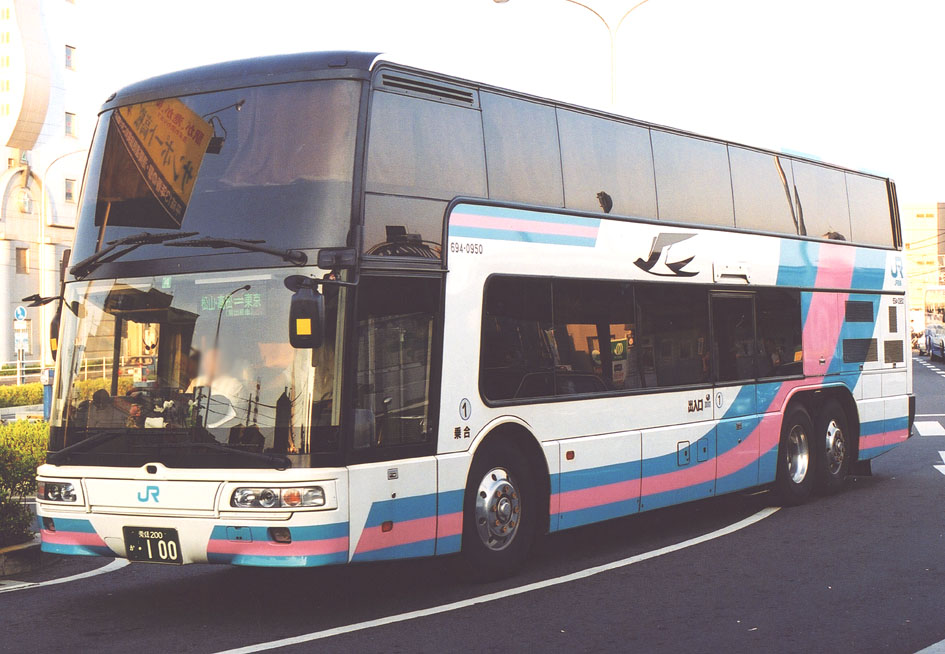
ジェイアール四国バス（JR四国直営時代カラー） KC-MU612TA系
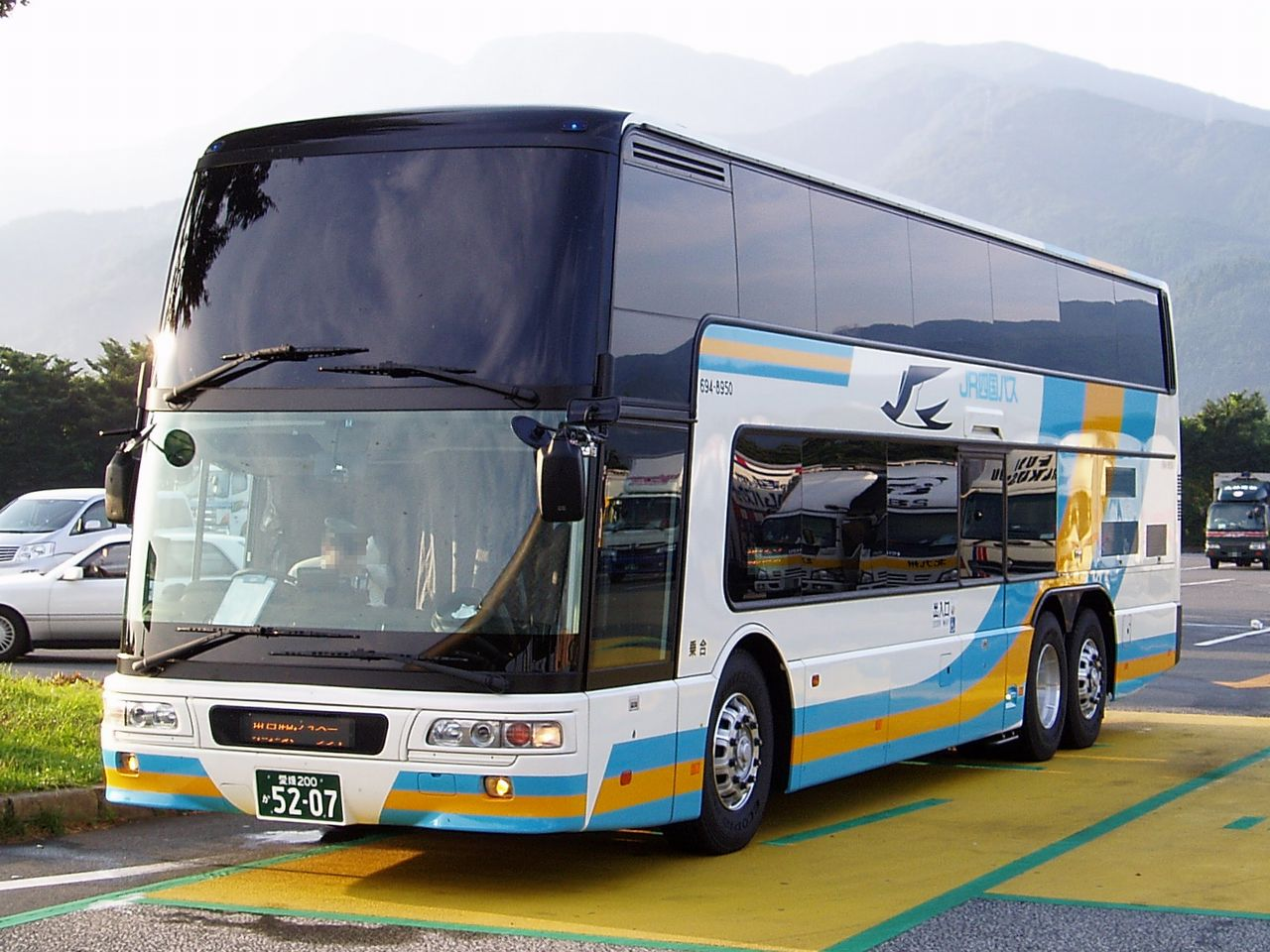
ジェイアール四国バス（現行塗装） BKG-MU66JS系
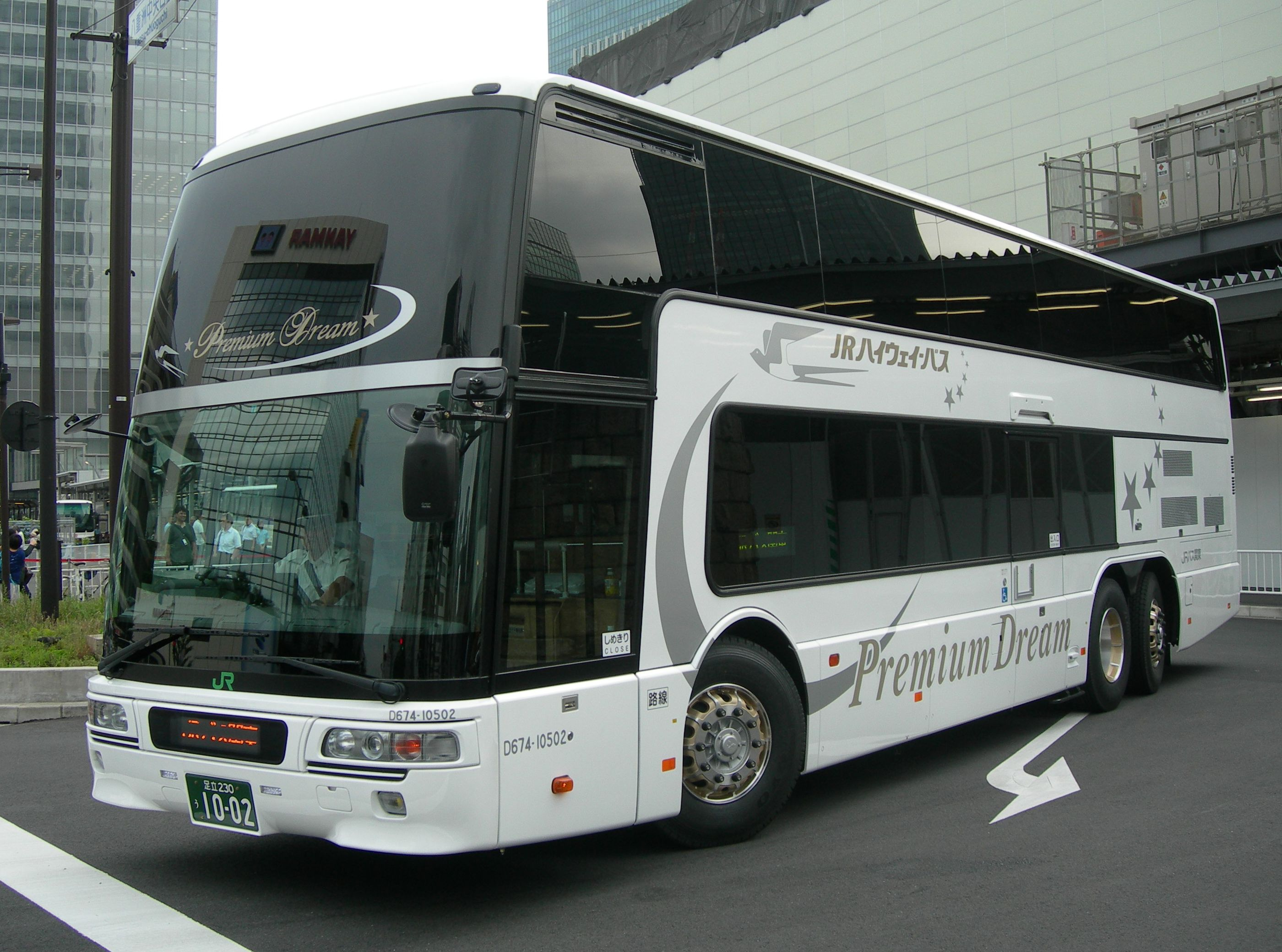
ジェイアールバス関東 プレミアムドリーム号 BKG-MU66JS系
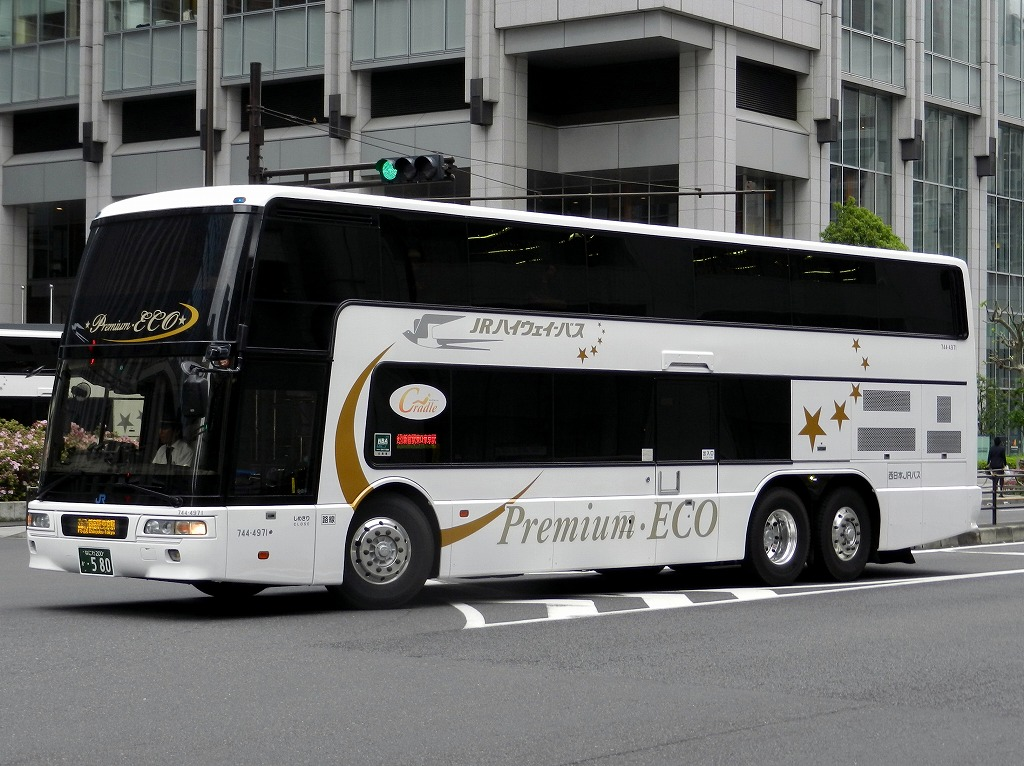
西日本ジェイアールバス プレミアムエコドリーム号 MU612TX系
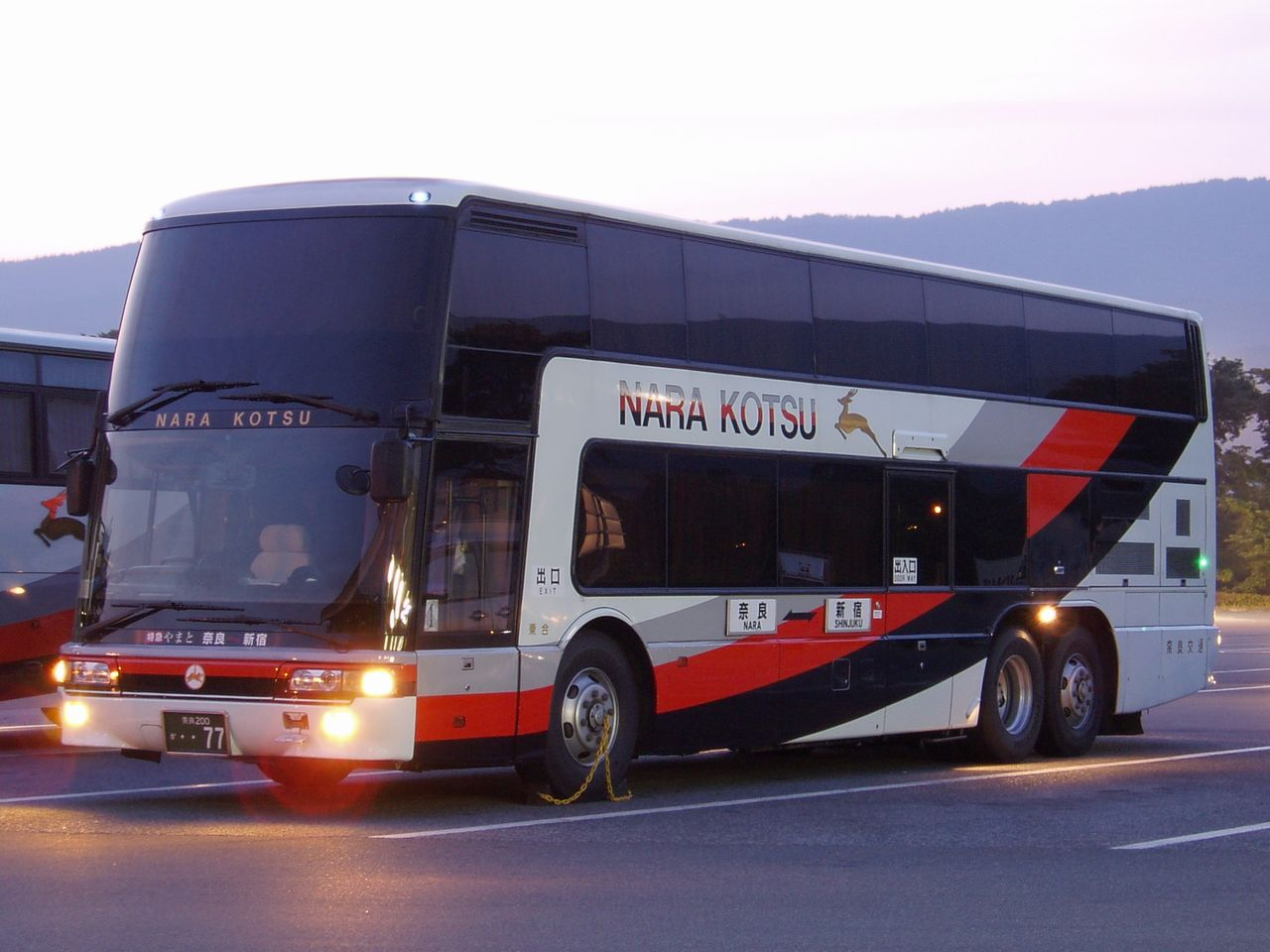
奈良交通 やまと号（奈良 ⇔ 新宿）　KC-MU612TA改系
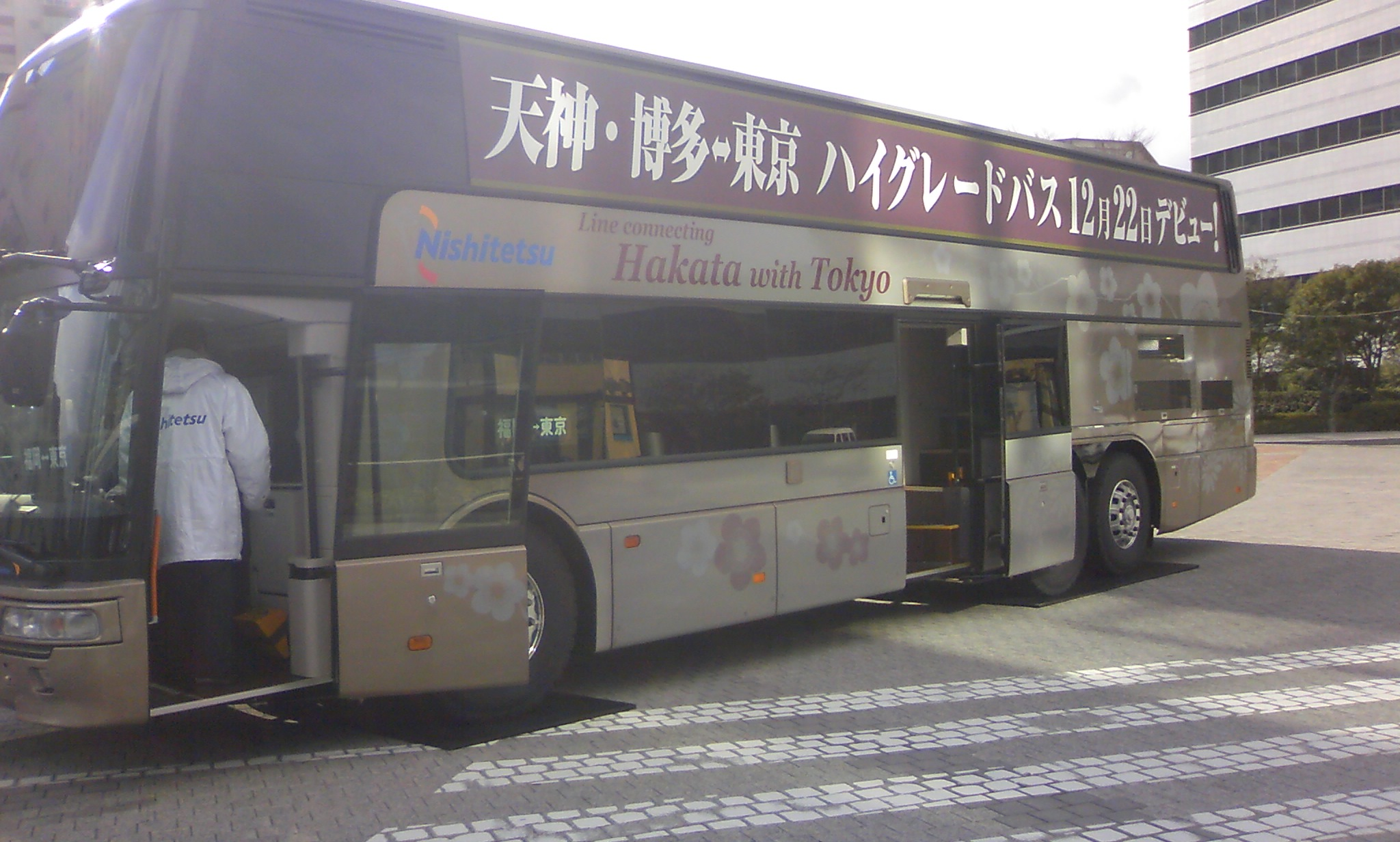
西鉄バス はかた号（0001号車お披露目会仕様） BKG-MU66JS系

#### 第2弾
2022年3月発売予定。ブラインドパッケージのみのリリース。
- ジェイアールバス関東 青春エコドリーム号
- 西日本ジェイアールバス 青春エコドリーム号
- はとバス 登場時塗装
- 広電バス グランドアロー号
- ジェイアール東海バス 東名ハイウェイバス
- ジェイアール九州バス 福岡山口ライナー 744-2952

### バスコレで行こう
2017年に発売した新シリーズで、各観光地、景勝地へ行く路線を取り上げている。

#### バスコレで行こう1世界遺産熊野古道本宮大社前
2017年3月発売。
- 明光バス 日野セレガFD
- 龍神バス 日野ブルーリボン
- 熊野交通 日野セレガFD

#### バスコレで行こう2 ふらのバス 快速ラベンダー号
2017年4月発売。
- ふらのバス 日野セレガ

#### バスコレで行こう3 亀の井バス ゆふいん号
2017年7月発売。
- 亀の井バス いすゞガーラ

#### バスコレで行こう4 北鉄能登バス 門前急行
2017年8月発売。
- 北鉄能登バス 日野セレガR・FC

#### バスコレで行こう5 四国交通 秘境の小便小僧号
2017年9月発売。
- 四国交通 いすゞBXD30

#### バスコレで行こう6 鞆鉄道 鞆線
2018年1月発売。
- 鞆鉄道 富士重工5E

#### バスコレで行こう7 明光バス ホワイトビーチシャトル
2018年4月発売。
- 明光バス 日野・セレガ

#### バスコレで行こう8 北陸鉄道グループ　能登半島定期観光バス「あさいち号」
2018年6月発売。
- 北陸鉄道 三菱ふそう・エアロエース

#### バスコレで行こう9 アルピコ交通 上高地線
2018年7月発売。
- アルピコ交通 日野・セレガハイブリッド

#### バスコレで行こう10 北アルプス交通 信濃大町 - 扇沢線
2018年9月発売。
- 北アルプス交通 三菱ふそう・エアロエース

#### バスコレで行こう11 小江戸・川越 東武バスウエスト 小江戸名所めぐりバス
2018年9月発売。
- 東武バスウエスト いすゞ・エルガミオ（岩戸工業改造車）

#### バスコレで行こう16 立山黒部貫光 立山高原バス
- 立山黒部観光 日野・セレガ

#### バスコレで行こう17 東武バス日光 日光・中禅寺湖・湯元温泉
- 東武バス日光 日野・ブルーリボンII（ワンロマ仕様）
- 同上 日野・セレガR-FS

### バスコレで巡る想い出の国鉄ローカル線転換・代替バスシリーズ

#### シリーズ1 胆振線
2017年9月発売。
- 道南バス いすゞエルガミオ

#### シリーズ2 標津線
2018年3月発売。
- 阿寒バス 日野・レインボーHR
- 阿寒バス 日野・レインボーII

#### シリーズ3 ありがとう夕張支線
- 夕張鉄道 日野・ブルーリボン（2代目）

### イベント限定品
ウィンドウ付きパッケージの5種類のセット、または通常品と異なり蓋が糊付けされていない個箱の単品（下記※印）で、原則としてトミーテックが出展するイベント会場でのみ販売される。
- 都営バス歴代カラーセット - 5台セット、通常品と同じ塗装でも表記類で作り分けている。
- 国鉄バスセット - 前述の小売店販売品の5台セットと車種・車体構成や塗装は同じであるが、表記類を変更したもの。すべての車両の行き先表示が、実在する一文字のバス停の名前になっている。
- 京王電鉄バス歴代カラーセット - 5台セット、通常品と同じ塗装でも表記類で作り分けている。
- ※東武バス 日野RE100（現行塗装）
- ※富士重工5E 京都バス55号車 - 前述の「富士重工5E 5台セット」の京都バス（101号車）とはシャーシのメーカー（101号車は日野、55号車は日産ディーゼル）の差異やそれに伴う車体形状の違い、用途の違い（101号車の乗合仕様、55号車は貸切仕様）などを作り分けている。
- ※富士重工5E 京都バス55号車II - 前述の「富士重工5E 京都バス55号車」とは作り分けがされており、初製品は55号車の動態保存された姿を再現していたが、今製品は55号車が営業運転していた際の姿を再現している。
- ※いすゞBU04 国際興業バス3491号車 - トミーテックが動態保存している、国際興業3491号車を、国際興業グループBU04セットの金型を使用し、再現したもの。（一部、実際とは異なるところがある）
- 葛飾を走るバス3台セットA - 都営バス青戸支所、京成バス金町営業所、東武バスセントラル葛飾営業所の3台セット。車種はいずれもいすゞ・エルガ(PJ-LV234L1)で統一されている。

### 事業者特注品

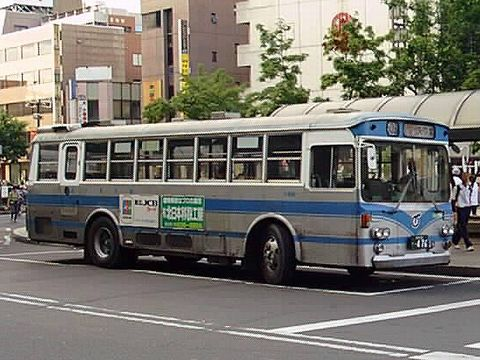
岩手県交通 BU04

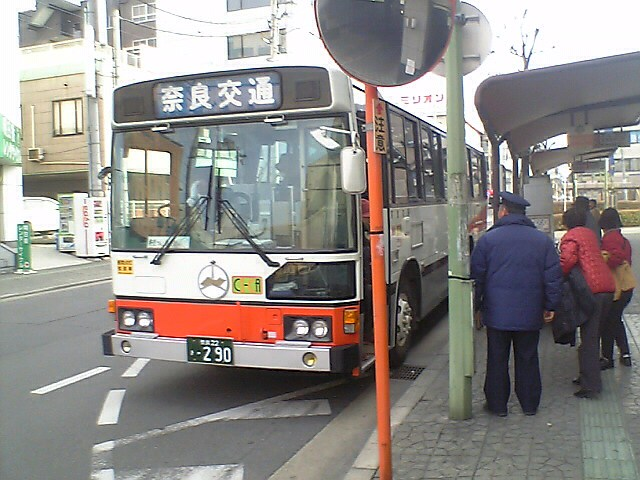
奈良交通 ブルーリボン

企画・販売は主にバス事業者が行う。一部を除いてウィンドウ付きパッケージの主に2～5台セットで、当該事業者が主催・出展するイベントや営業所などで販売される。
- 京阪バスセット - 2台セット、限定6000個。事業者特注品初の製品化。
- 都営バスオリジナルセット - 2台セット、限定6000個
- 川中島バス80周年記念セット - 2台セット、限定6000個
- 芸陽バス75周年記念セット - 2台セット、限定6000個
- 岐阜バスセット - 2台セット、限定6000個
- 都営バスオリジナルセットII - 2台セット、限定15000個
- 国際興業グループBU04セット - 国際興業、山梨交通、岩手県交通、秋北バス、十和田観光電鉄の5台セットで限定5000個。国際興業と岩手県交通は側面方向幕を車掌窓上部に移した新規金型。
- 国際興業グループBU15セット - 2台セット、限定800個。ただし内容は通常品（国際興業、岩手県交通）と同仕様。
- 富士急行（富士急平和観光）西工ネオロイヤルC型 - 単品、限定2190個+限定2000個（追加販売）。通常品第8弾と同じ個箱。
- 京阪京都交通1周年記念4種セット - 4台セット、限定6000個
- 立川バスオリジナルセット - 2台セット、限定6000個
- 富士急行80周年記念いすゞBX352 - 1台+1両セット、限定4000個。鉄道コレクションの富士山麓電気鉄道モ1形電車とのセット。
- 名古屋市交通局オリジナルセット - 2台セット、限定10000個。第9弾の富士重工7Eが通常品に先駆けて販売された。
- 大阪市交通局オリジナルセット - 2台セット、限定10000個
- 伊丹市交通局オリジナルセット - 2台セット、限定6000個
- JRバス関東オリジナルセット - 2台セット、限定4000個
- 東急バスオリジナルセット - 2台セット、発売元は東急車輛電車市場。限定8000個
- 川崎鶴見臨港バス70周年記念セット - 2台セット、限定4000個。第11弾のいすゞキュービックが通常品に先駆けて発売された。
- 川中島バス5台セット - 5台セット、限定4000個
- 大阪市交通局オリジナルセットII - 2台セット、限定6000個。2台ともにCNGノンステップバスでエルガと新7E。
- 西鉄バス2台セット - 2台セット、限定12000個
- 京浜急行バスオリジナルセット - 2台セット、限定6000個
- 大阪市交通局オリジナルセットIII - 2台セット、限定6000個
- 呉市営バスオリジナルバスセット - 2台セット、限定6000個
- 名古屋市交通局オリジナルセットII - 2台セット、限定10000個
- 松本電鉄オリジナルセット - 2台セット、限定6000個
- 京浜急行バスオリジナルセットII - 2台セット、限定6000個
- 神戸市交通局オリジナルセット - 2台セット、限定6000個
- 小田急オリジナルバスセット - 2台セット、限定6000個
- 大阪市交通局オリジナルセットIV - 2台セット、限定6000個
- 神奈川中央交通90周年記念セット - 2台セット、限定8000個
- 南海バスオリジナルセット - 2台セット、限定6000個
- 阪神バスオリジナルセット - 2台セット、限定6000個
- 東急バスオリジナルセット - 3台セット、限定4000個
- 三重交通オリジナルセット - 2台セット、限定3000個
- 京浜急行バスオリジナルセットIII - 2台セット、限定9000個
- 関東バスオリジナルセット- 2台セット、限定5000個
- 箱根登山バスオリジナルセット - 2台セット、限定6000個
- ジェイ・アール北海道バスセット - 2台セット、限定6000個
- アルピコ交通オリジナルセット - 2台セット、限定6000個
- 江ノ電バスオリジナルセット - 2台セット、限定6000個
- 京阪オリジナルバスセット - 2台セット、限定?個
- 神奈川中央交通オリジナルセットII - 2台セット、発売元は神奈中商事。限定4000個だったが、直前になって追加。一部では、7500個との情報だが詳細不明。
- 小田急オリジナルバスセットII - 2台セット、限定?個
- 小田急箱根高速バス ヱヴァンゲリヲンラッピングバス 運行記念セット - 2台セット、限定?個。新規金型にてBKG代エアロエースを製品化。
- ジェイ・アール北海道バスセットII - 2台セット、限定?個
- 江ノ電バスオリジナルセットII - 2台セット、限定?個
- 奈良交通オリジナルセット - 2台セット、限定?個。日野・ブルーリボンIIノンステップバスと八木新宮特急バスに運用される日野・ブルーリボンを製品化。
- 大阪市交通局オリジナルセットV - 2台セット、限定?個
- 京王バスオリジナルセット - 5台セット、限定?個
- 立川バスオリジナルリラックマバスセット - 2台セット、限定8000個
- 神奈川中央交通オリジナルセットIII - 2台セット、発売元は神奈中商事。限定8300個
- 東急バスオリジナルセット（東急観光バス60周年記念）- 2台セット、限定3000個
- 三重交通70周年記念オリジナルセット - 2台セット、限定6000個
- 京浜急行バスオリジナルセットIV - 3台セット、限定8000個
- 相鉄バスオリジナルセット - 2台セット、限定?個
- 小田急箱根高速バス ヱヴァンゲリヲンラッピングバス 2号機 運行記念セット - 2台セット、限定?個
- 立川バスオリジナルセットII  - 2台セット、限定4000個
- 関東鉄道オリジナルセット - 2台セット、限定6000個
- アルピコ交通オリジナルセットII - 2台セット、限定?個
- 東海自動車オリジナルセット - 2台セット、限定6000個
- 江ノ電バスオリジナルセットIII - 2台セット、限定?個
- 神奈川中央交通オリジナルセットIV - 2台セット、発売元は神奈中商事。限定?個
- 東急バスオリジナルセット - 2台セット、限定?個
- JRバス東北オリジナルセット - 2台セット、限定?個
- 京阪京都交通10周年記念セット - 2台セット、限定?個
- 東京空港交通オリジナルセット - 2台セット、限定?個
- 小田急箱根高速バスオリジナルセットIII - 2台セット、限定?個
- 神奈川中央交通オリジナルセットV - 2台セット、発売元は神奈中商事。限定?個。新規金型にてMP38エアロスターを製品化。
- 江ノ電バスオリジナルセット IV- 2台セット、限定?個
- 東急バスオリジナル惜別富士重工業7Eセット - 2台セット、限定6000個
- 京浜急行バスオリジナルセットV - 2台セット、限定6000個
- 都営バスオリジナルセットIII - 2台セット、限定5000個
- 京王バスオリジナルセット - 2台セット、限定5000個
- 三重交通オリジナルセットIII - 2台セット、限定6000個
- 都営バスオリジナルセットIII - 2台セット、限定?個
- 神奈川中央交通オリジナルセットVI - 2台セット、発売元は神奈中商事。限定?個
- 江ノ電バスオリジナルセットV - 2台セット、発売元は江ノ電エリアサービス。限定?個
- 東急バスオリジナルセット - 2台セット、限定6000個
- 小田急バスオリジナルセットIII - 2台セット、限定6000個
- 大阪市営バス開業90周年記念オリジナルバスセット - 2台セット、限定?個
- 阪急バスオリジナルバスセット - 2台セット、限定?個
- 東海自動車オリジナルバスセットII - 2台セット、限定6000個
- 東武バスオリジナルセット - 5台セット、限定2400個、東武バスイーストの6000号車（リバイバル塗装車）は当セットのみの特別仕様。
- 神奈川中央交通オリジナルセットⅦ - 2台セット、限定?個
- 京浜急行バスオリジナルバスセットⅥ - 2台セット、限定6000個
- 川崎鶴見臨港バスオリジナルセットⅡ - 2台セット、限定?個
- 東急トランセ20周年記念セット - 2台セット、限定6000個
- 東急バスオリジナル新旧長尺車セット - 2台セット、4R110を新規金型で製品化。東急百貨店の協力で、1970年代～1980年代の後部看板広告を再現したステッカーが付属する。
- 京浜急行バス 三菱ふそうエアロキング 「KEIKYU OPEN TOP BUS 三浦」 - エアロキング初期仕様を新規金型で製品化。
- 国際興業オリジナル2台セット - 7514号車のキュービックと6666号車のエルガを製品化。販売経路は書泉グループのみ。
- その他
  - 広島電鉄ブルーリボンHT - 2003年に広島バスまつりイベント・バス100周年イベントで第2弾の日野HT/HUが通常品に先駆けて販売された。通常品とは社番と行先表示で作り分け。
  - 京阪バス日産ディーゼルRN - 2006年9月17日のスルッとKANSAIバスまつりで販売、通常品とは社番と行先表示で作り分け。
  - 立川バスオリジナルリラックマバスセット登場時仕様 - 2014年10月18・19日の小田急ファミリー鉄道展2014で通常品からの流用で150個のみ販売、通常品とは前面を通常カラーにして作り分け。
  - 都営バスMP38エアロスターノンステップバス - バスグラフィック43号の付録として販売。
  - 通常品やシークレット、セット販売品の中の1車種の同仕様の単品として当該事業者の主催・出展するイベントや営業所など販売するが、車番や行き先表示違いなど通常品と異なる。白い箱で販売されるケースがある。

### ワールドバスコレクション
ワールドバスコレクションは、世界各国のバスを製品化されており、北米向けと欧州向けのみ販売となる。当初は日本国内では販売されていなかったが、2018年1月にトミックスワールド大宮で販売されていた。同店の移転に伴い、一般流通を開始した。縮尺1/160モデルである。また、パッケージは全国バスコレと同様、ブリスターパック形状のオープンパッケージでの発売となる。

#### 北米向け
現地代理店はウォルサーズが務めている。
- GMC・オールドルックトランジット TDH-4512
  - WB001 黄色[2]
  - WB002 橙色[2]
  - WB003 緑色[2]

#### 欧州向け
現地代理店はファーラーが務めている。
- メルセデス ベンツ・シターロ O530
（★印は第2世代仕様、☆印は第1世代仕様を表す。）
  - WB004 Deutsche Bahn ★
  - WB005 Silber/Neutral ★
  - WB006 Schweizer Post PTT ★
  - WB007 Hamburger Verkehrs-Betriebe ☆

## (全国)バスコレクション80
縮尺1/80分のオープンパッケージとなり、前輪が可動となる。また方向幕シール（観光・高速バスのみ）、ミラーパーツ、ディスプレイケースが付属している。価格は観光・高速バスが2,940円（税込）、路線バスが3,675円（税込）であったが、「日野ブルーリボン観光型 北海道中央バス・東急バス」は4,200円（税込）と大きく値上げされた。
2014年7月から、全国バスコレクション80に名称を変えた。前輪の可動が無くなり、パッケージの簡略化（ディスプレイケース廃止）もされたため、価格が2,200円（税抜）と従来より安くなっている。
- 日野ブルーリボン貸切型 P-RU638BB
  - HB001 京王電鉄バス - 旧カラー　1988年式のトイレ付き高速車をプロトタイプとしている。
  - HB002 京王電鉄バス - 現行カラー　1988年式のトイレ付き高速車をプロトタイプとしている。
  - HB003 富士急行 - 高速路線用の車両で、トイレなしの車両をプロトタイプとしている。
  - HB004 京阪バス - 定期観光車を製品化。トイレなし・プラグドアの車両で、リア形状を新規に製作している。
  - HB014 北海道中央バス - 高速路線用の車両で、トイレなし・プラグドアの車両をプロトタイプとしている。
  - HB015 東急バス - 貸切車を製品化。トイレなし・メトロ窓の車両をプロトタイプとしている。
- 富士重工5E（K-U31L/P-U32L/P-UA32L）
  - HB005 西武バス - 後期形の低床車。
  - HB006 京都バス - 前期形の標準床車。貸切扱いになった後の姿をプロトタイプとしている。
  - HB007 国鉄バス　※この製品のみ、ヘッドライトが丸型ではなく、角型である。
  - HB010 道北バス
  - HB011 関東バス - 初期型の3扉車。リベットが特徴である。
- いすゞBXD50
  - HB008 西東京バス
  - HB009 千曲バス
  - HB012 伊那バス
  - HB013 国鉄バス - 寒地カラー。前面は新規製作。
- 日野・ブルーリボンハイブリッド
  - HBK001 メーカーカラー

### 全国バスコレクション 80
- いすゞ・エルガミオ
  - JH002 国際興業バス　PDG-LR234J2がプロトタイプ
  - JH003 広島電鉄　SDG-LR290J1がプロトタイプ
  - JH004 東京都交通局　PDG-LR234J2がプロトタイプ
  - JH005 神姫バス　KK-LR233J1がプロトタイプ
  - JH007 名古屋市交通局　SDG-LR290J1がプロトタイプ
  - JH008 松戸新京成バス　SDG-LR290J1がプロトタイプ
  - JH009 丹後海陸交通　PDG-LR234J2がプロトタイプ
  - JH010 ジェイアールバス東北　KK-LR233J1がプロトタイプ
  - JH011 JR九州バス　SKG-LR290J1がプロトタイプ
  - JH012 朝日自動車（朝日バス）　PDG-LR234J2がプロトタイプ
  - JH015 石見交通　SKG-LR290J1がプロトタイプ
  - JH016 京成タウンバス おいでよ!葛飾こち亀ラッピングバス　PA-LR234J1改がプロトタイプ
  - JH017 南部バス　SKG-LR290J1がプロトタイプ
  - JH018 関東バス　SKG-LR290J1がプロトタイプ
  - JH020 西武バス　PA-LR234J1がプロトタイプ
  - JH021 京成タウンバス モンチッチに会えるまちかつしかラッピングバス（イラスト版） SKG-LR290J1がプロトタイプ
  - JH022 京成タウンバス モンチッチに会えるまちかつしかラッピングバス(写真版)　SKG-LR290J1がプロトタイプ
  - JH028 南部バス 11ぴきのねこラッピングバス1号車
  - JH029 南部バス 11ぴきのねこラッピングバス2号車
  - JH030 関東鉄道　SKG-LR290J1がプロトタイプ
  - JHK001 神奈川中央交通　SDG-LR290J1がプロトタイプ　※全国バスコレクション80初の企業特注品
  - JH041 山梨交通（身延町営バス） - ゆるキャン△ラッピングバス
- 日野・レインボーII
  - JH001 茨城交通 - ガールズ&パンツァーバス2号車　PDG-KR234J2がプロトタイプ
  - JH006 関越交通　PDG-KR234J2がプロトタイプ
  - JH013 徳島バス　SKG-KR290J1がプロトタイプ
  - JH014 長電バス　SDG-KR290J1がプロトタイプ
  - JH019 ことでんバス　SKG-KR290J1がプロトタイプ
  - JH025 九州産交バス　SKG-KR290J1がプロトタイプ
- 日野・ブルーリボンハイブリッド
  - JH023 南海バス堺シャトル QSG-HL2ANAPがプロトタイプ
  - JH024 東急バス QSG-HL2ANAPがプロトタイプ
  - JH026 京成バス QSG-HL2ANAPがプロトタイプ
  - JH027 千葉内陸バスTOMIXデザインバス QSG-HL2ANAPがプロトタイプ
  - JH031 長崎バス QSG- HL2ANAPがプロトタイプ

## バスガールフィギュア

### キャラクター一覧
本シリーズのイメージキャラクターとして、以下の女性キャラクターが設定されている。
「バスガール」とは、かつて路線バスでツーマン運転が行われていた時代、女性が従事することが多かった路線バス車掌を指す（観光バスのバスガイド、案内係としてのアテンダントとは異なる）。小早川礼子・北村くれは・金沢西子は、バス車掌の制服・制帽を着用している。
小早川礼子（こばやかわ れいこ）
愛称は「コレ子さん」。バスコレクションの略称「バスコレ」に掛けている。
富井バス立石営業所所属の路線バス車掌（バスガール）。バス会社名・営業所名の由来は、トミーテックの親会社である旧トミーと、その本社所在地である葛飾区立石から。
誕生日は9月19日、血液型はA型。身長157cm、体重51kg。スリーサイズは秘密。趣味は洋裁、生花。好きな車は日野RB。
立石営業所では貸切バスも運行し、貸切応援で他の車掌とともに添乗することもあり、担当車両は郊外路線を走る貸切兼用車であるという。折り返しの休憩シーンで「富井バス山中車庫」が登場するイラストもある。
北村くれは（きたむら くれは）
小早川礼子の後輩として、富井バス立石営業所に配属された新人の路線バス車掌。名前の由来は北村製作所と呉羽自動車工業のコーチビルダー2社。
金沢西子（かなざわ にしこ）
第10弾のみ登場。富井バス立石営業所の路線バス車掌。第10弾ミニブックのイラストでは、小早川礼子・北村くれはと同じ制服（夏服の開襟ブラウス）を着用しており、黒髪で丸みを帯びたおかっぱ頭。名前の由来は金沢産業と西日本車体工業（西工）のコーチビルダー2社。
井鈴みお（いすず みお）
ミニバス編のマスコットガールとして設定された小学校4年生。ピンクの服を着て赤いランドセルを背負っている。名前の由来はいすゞ自動車の中型バス・エルガミオから。誕生日は9月17日。
公式サイトのミニバス編のページにイラストが掲載されるのみで（ミニバス編第1弾はミニブック封入なし）、商品化はされていなかったが、後述のジオコレ10周年記念クリアファイルで初めて商品化された。

### フィギュア製品一覧
2004年以降イベント会場限定で、高さ約10cm（スケール約16分の1）のフィギュアが「バスガールフィギュア」として制作・発売され、2006年10月には一般小売店向けにも小早川礼子の夏服モデルが発売された。価格は700円（消費税抜き）。またイベント限定でクリアファイル3種セットも販売された。
これは2005年11月よりシリーズ展開が開始された「鉄道むすめ」の先鞭を付けたものと言われている。また、2006年10月に開催された全日本模型ホビーショー（プラモデル・ラジコンショー）で、バスガイドのトレーディングフィギュア「バスむすめ」を2007年夏以降にシリーズ化することを発表し、2008年5月に第1弾が発売された。
フィギュアの内容は以下の通り。
- バスガールフィギュア - 小早川礼子の冬服モデル[7]。バスコレクション3周年記念商品として発売[8]。
- バスガールフィギュア2 - 北村くれはの冬服モデル[9]。
- バスガールフィギュア3 - 北村くれはの夏服モデル[10]。

### ジオコレ10周年記念企画
2013年7月6日、ジオコレ誕生10周年企画「トミーテックバス祭り」で、トミーテック「鉄道むすめ」広報担当キャラクター・立石あやめとともに、A4判クリアファイル3種セットとして復刻、イベント限定で販売された。価格は3枚セットで1000円（消費税込み）。
クリアファイルの内容は以下の通り。
- 001：ザ・バスコレクションミニバス編　マスコットガール　井鈴みお

背景色ピンク。ノースリーブのピンクの服を着て（ミニバス編発売時のイラストは半袖）赤いランドセルを背負い、関東バスの屋根に乗っている。イラストはみぶなつき。ネコ・パブリッシング刊行のバス模型雑誌『バスホビーガイド』Vol.2（2006年8月1日）初出のイラストを使用。
- 002：富井バス立石営業所車掌　小早川礼子＆北村くれは

背景色ブルー。表面は小早川礼子（全身）・北村くれは（バストアップ）の冬服イラスト。裏面は金沢西子と3人並んだ夏服の全身イラストで、北村くれはと金沢西子は同じポーズを取っている。
- 003：トミーテック広報担当　立石あやめ（コレ子さんコスチュームVer.）

背景色グリーン。トミーテック「鉄道むすめ」広報担当キャラクター・立石あやめが、富井バスの車掌制服・制帽を着用している。イラストは宙花こよりの描き下ろし。